# 東大寺の仏像

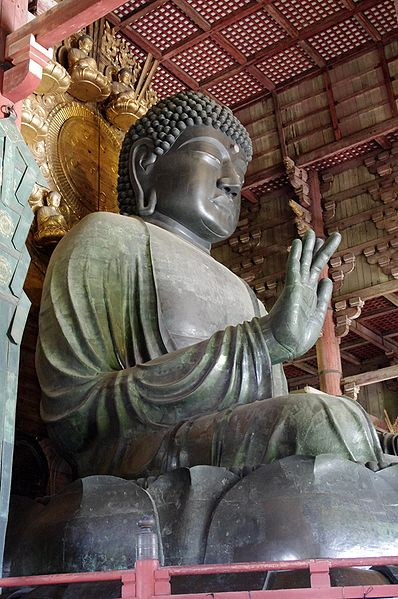
銅造廬舎那仏坐像（奈良の大仏）

本項東大寺の仏像（とうだいじのぶつぞう）では、奈良県奈良市にある聖武天皇ゆかりの寺院・東大寺に伝来する仏像について説明する。
8世紀に日本の首都であった奈良を代表する寺院である東大寺は、「古都奈良の文化財」の一部として世界遺産に登録されている。東大寺には、「奈良の大仏」として知られる、高さ約15メートルの盧舎那仏（るしゃなぶつ）像をはじめ、日本仏教美術史を代表する著名作品が多く所蔵されている。
本項では東大寺に所在する仏像彫刻について概観する。なお、東大寺の概要については「東大寺」の項を、大仏については「東大寺盧舎那仏像」の項を参照のこと。

## 凡例
- 本項では東大寺所在の、「彫刻」部門の国宝・重要文化財指定物件を取り上げた。
- 仏像関係の専門用語については、文中に逐一注記すると煩雑になるため、「用語解説」の節でまとめて説明する。
- 各仏像の像高は『奈良六大寺大観』（岩波書店）による。ただし、『奈良六大寺大観』と他の文献とで像高に顕著な差異がある場合は、その旨注記する。
- 国宝・重要文化財の指定年月日については、末尾の一覧表にまとめた。

## 概要
東大寺は、8世紀に聖武天皇の発願で造立された盧舎那仏像（るしゃなぶつぞう）、いわゆる「奈良の大仏」を本尊とする寺院である。仏教による国家鎮護を願った聖武は、天平15年（743年）10月15日に「盧舎那仏造立の詔」を発した。大仏は当初近江国紫香楽（現・滋賀県甲賀市）で造り始められたが、計画を変更し、2年後の天平17年（745年）から大和国添上郡山金里（現・東大寺の所在地）であらためて大仏造立が始められた。大仏開眼供養が行われたのは天平勝宝4年（752年）4月9日のことである。国力を結集して造立した大仏は、治承4年（1180年）の平重衡の南都焼討と永禄10年（1567年）の三好・松永の兵火で罹災し、その都度復興された。現存する大仏は上記の2度の兵火で甚大な被害を受けており、奈良時代のオリジナルは脚部や台座などのごく一部に残るのみで、その他の大部分は中世および近世の補作である。大仏を安置する金堂（大仏殿）は、18世紀の再建であるが、伝統工法による木造建築としては世界最大級のものである。
大仏殿の東方の若草山麓には、法華堂（三月堂）、「お水取り」で著名な二月堂などの堂宇があり、これらの堂宇が建つ地区を上院（じょういん）と称する。法華堂は、治承4年（1180年）と永禄10年（1567年）の兵火をまぬがれて現存する奈良時代建立の仏堂であり、本尊の不空羂索観音（ふくうけんさくかんのん、ふくうけんじゃくかんのん）像をはじめとする奈良時代の仏像群を安置している。この上院地区には東大寺の前身寺院である金光明寺があった。また、金光明寺のさらに前身の寺院として、「金鐘寺」（こんしゅじ、きんしょうじ）と「福寿寺」が存在したことが史料からわかっている。これら前身寺院はいずれも大仏殿東方の山麓にあったとみられるが、正確な所在地については諸説ある。また、法華堂の建立年次、法華堂本尊の不空羂索観音像の造立年次については、8世紀の第2四半期頃と見る点では異論がないが、正確な年次については諸説があり確定していない。
治承4年（1180年）の兵火の翌年にあたる養和元年（1181年）、当時61歳の俊乗房重源（しゅんじょうぼう ちょうげん）が東大寺復興の大勧進（総責任者）に任命された。同人の尽力により、兵火で罹災した大仏と大仏殿、中門、南大門が復興された。また、大仏の両脇侍像、大仏殿の四隅に安置された四天王像、中門の二天像、南大門の仁王像などの仏像群が、運慶、快慶ら、いわゆる慶派の仏師たちによって造立された。なお、大仏殿と中門は永禄10年（1567年）の兵火で再度焼けており、上述の鎌倉時代復興の仏像群のうち、現存するのは南大門の仁王像のみである。

## 大仏

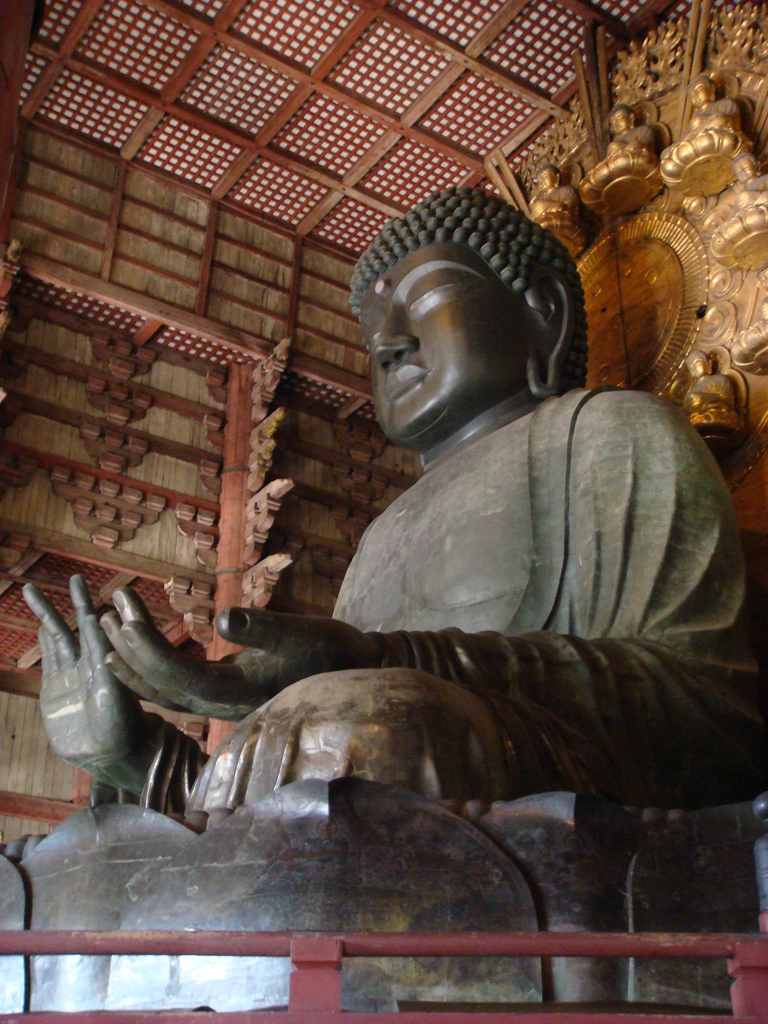
銅造廬舎那仏坐像（奈良の大仏）

国宝。奈良〜江戸時代。像高14.73メートル。
国宝指定名称は「銅造盧舎那仏坐像」。一般に「奈良の大仏」として知られる東大寺の本尊像で、鋳銅製である。奈良時代に聖武天皇の発願で造立され、天平勝宝4年（752年）に開眼供養が行われた。ただし、現存する大仏は、脚部や台座蓮弁などの一部に奈良時代のオリジナルが残ってはいるが、頭部は江戸時代の、体部の大部分は鎌倉・室町時代の補鋳である。本像は、『華厳経』に説く、盧舎那仏（るしゃなぶつ）という名の仏である。盧舎那仏は「毘盧遮那仏」（びるしゃなぶつ）とも表記し、サンスクリットの「ヴァイローチャナ」（「あまねく照らす」の意）の音訳である。『華厳経』に説く「蓮華蔵世界」という広大無辺の世界の教主であり、宇宙の真理そのものを表す仏とされている。
『続日本紀』によれば、聖武は天平12年（740年）2月、河内国大県郡（現・大阪府柏原市）の知識寺で盧舎那仏の像を拝した。このことが機縁となり、聖武は自らも盧舎那仏像を造立することを発願した。聖武と光明皇后の皇子である基王（もといおう）は神亀5年（728年）、生後1年足らずで夭折した。その後も天皇周辺では長屋王の変（神亀6年・729年）、疫病による藤原四兄弟の相次ぐ死（天平9年・737年）、藤原広嗣の乱（天平12年・740年）など、不穏な出来事が相次いだ。こうした時代背景で聖武は仏教に深く帰依し、仏教による国家鎮護のため、天平13年（741年）2月14日に「国分寺建立の詔」、天平15年（743年）10月15日に「盧舎那仏造立の詔」を相次いで発した。行基を勧進（責任者）に任じて大仏造立の工事が始まったが、当初、大仏は奈良の東大寺ではなく、当時天皇の離宮があった近江国紫香楽（現・滋賀県甲賀市）の甲賀寺に造られる予定であった。甲賀寺に造られつつあった大仏は、天平16年（744年）には骨柱（銅像を鋳造するための原型の骨組み）ができあがっていた。聖武は在位中にたびたび遷都を行い、平城京から山背国の恭仁京に移った都は、難波京を経て、天平17年（745年）5月、ふたたび平城京へ戻った。平城還都とともに大仏の造立も平城京で行われることとなり、同年8月から大和国添上郡山金里（現・東大寺の所在地）であらためて大仏造立が始められた。翌天平18年（746年）頃には大仏の土製の原型が完成し、天平勝宝元年（749年）には鋳造作業が一通り終わり、仕上げの作業に入っている。大仏開眼供養が行われたのは天平勝宝4年（752年）4月9日のことである。この開眼供養の盛大豪華であったことは『続日本紀』に記録されており、同書は「仏教が日本に伝来して以来、このような盛大な儀式はなかった」（原文：仏法東帰、斎会之儀、未嘗有如此之盛）と述べている。この時点では大仏の鍍金（金メッキ）は完成しておらず、光背もまだ作られていなかったが、この天平勝宝4年（752年）が日本への仏教伝来の年（『日本書紀』によれば欽明天皇13年・西暦552年）から数えて200年目の節目の年であるということで、取り急ぎこの年に開眼供養を行ったとする説（吉村怜の説）が広く受け入れられている。
大仏は治承4年（1180年）の平重衡の兵火（南都焼討）で甚大な被害を受けた。その後、東大寺再建勧進職に任じられた俊乗房重源の尽力によって復興勧進が行われ、大仏の鋳造は宋人・陳和卿の助力を得て完成し、文治元年（1185年）に開眼供養が行われた。建久6年（1195年）には再建大仏殿が落慶し、建仁3年（1203年）、後鳥羽上皇の行幸を得て、いわゆる「東大寺総供養」が行われた。こうして鎌倉時代に復興された大仏と大仏殿は、永禄10年（1567年）の三好・松永の兵火（東大寺大仏殿の戦い）でふたたび焼けてしまった。その後、大仏と大仏殿は仮復旧されたが、仮の大仏殿は大風で倒壊してしまい、大仏は長らく露座（雨ざらし）の状態であった。露座の大仏を見かねた龍松院公慶は貞享元年（1684年）、大仏復興勧進を開始。仮復旧の状態であった仏頭の補鋳などを行って、元禄5年（1692年）に大仏の開眼供養が行われた。大仏殿の落慶は公慶の没後の宝永6年（1709年）のことであった。これが現存する大仏と大仏殿である。現存する大仏は、頭部は江戸時代、体部の大半は鎌倉時代と室町時代に造られたもので、奈良時代当初の部分は、脚部や台座の蓮弁などの一部に残るのみである。2度の兵火を経て残る台座の蓮弁には、線刻で仏・菩薩の像が表されており、奈良時代の絵画資料として貴重である。

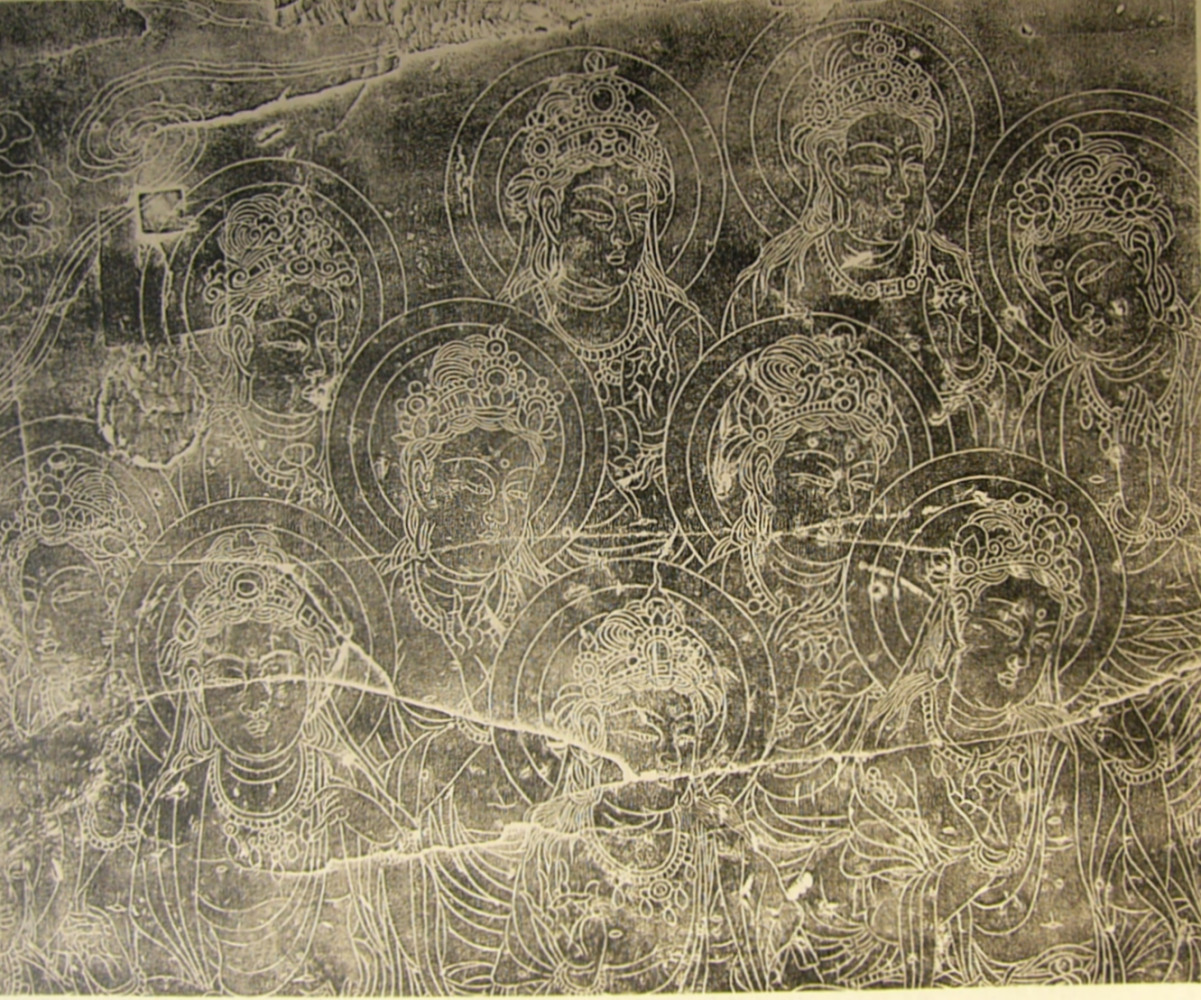
大仏台座蓮弁の線刻画（菩薩）（焼失をまぬがれた奈良時代の部分）
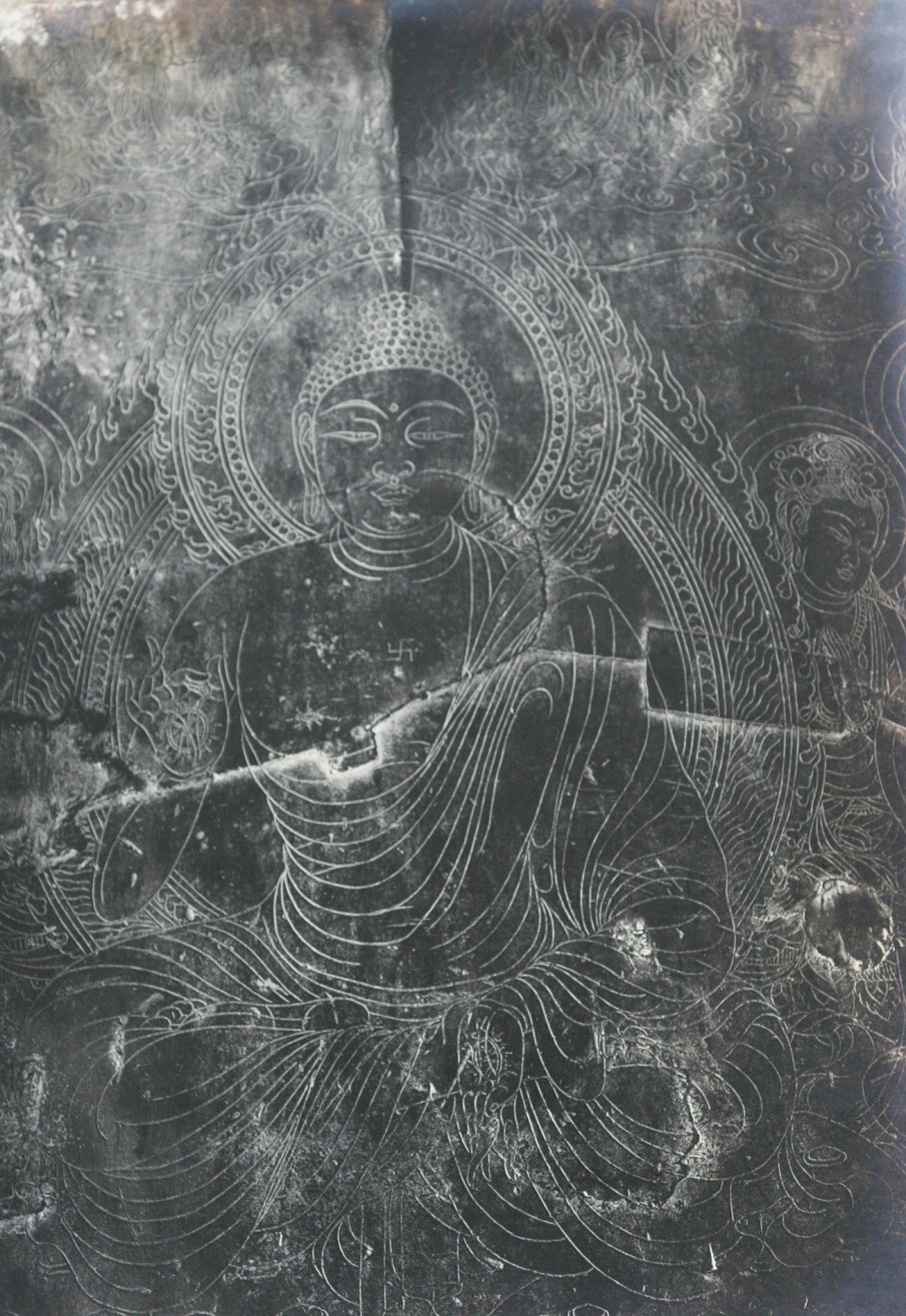
大仏台座蓮弁の線刻画（釈迦如来）（焼失をまぬがれた奈良時代の部分）

## 南大門仁王像

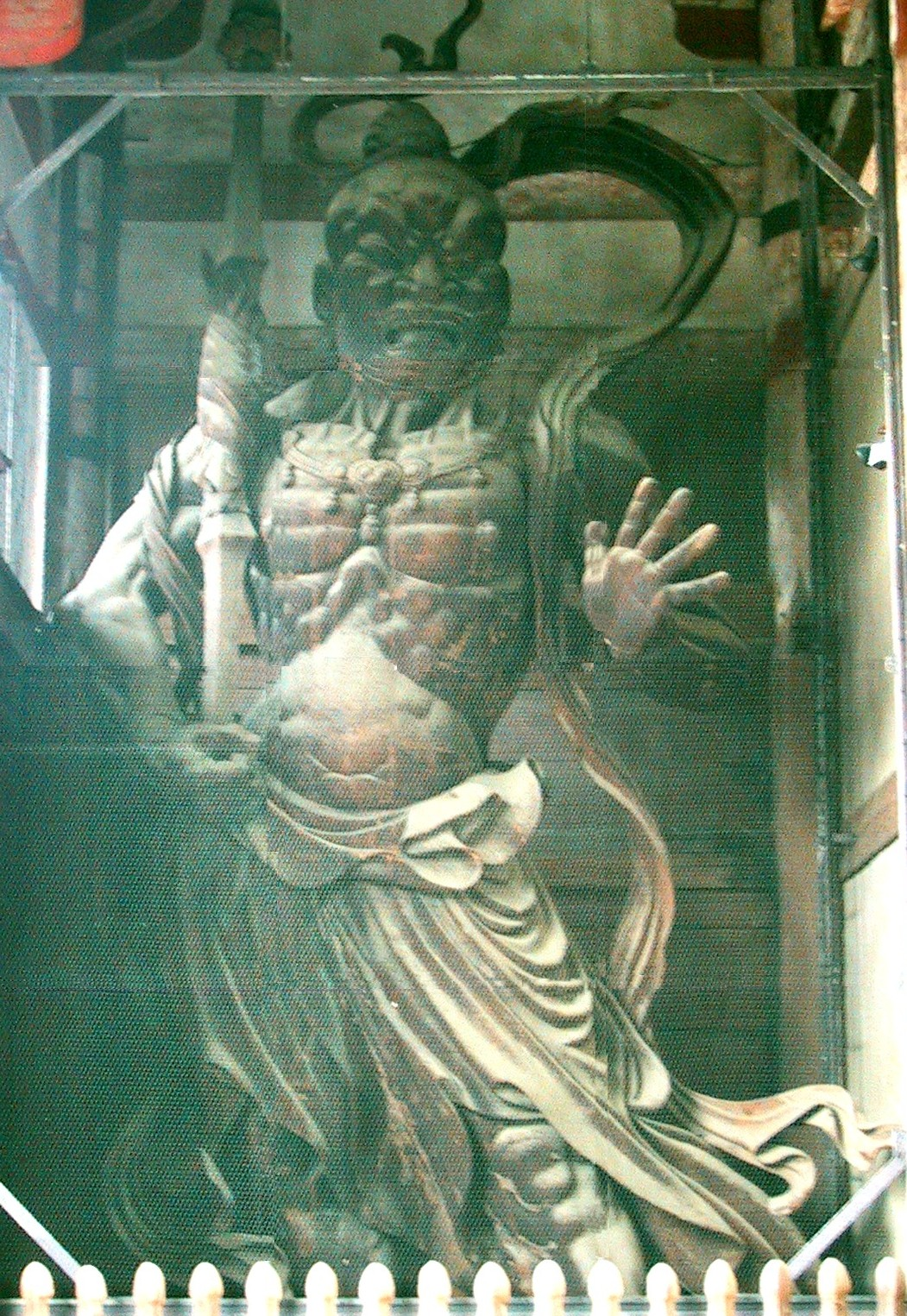
阿形像

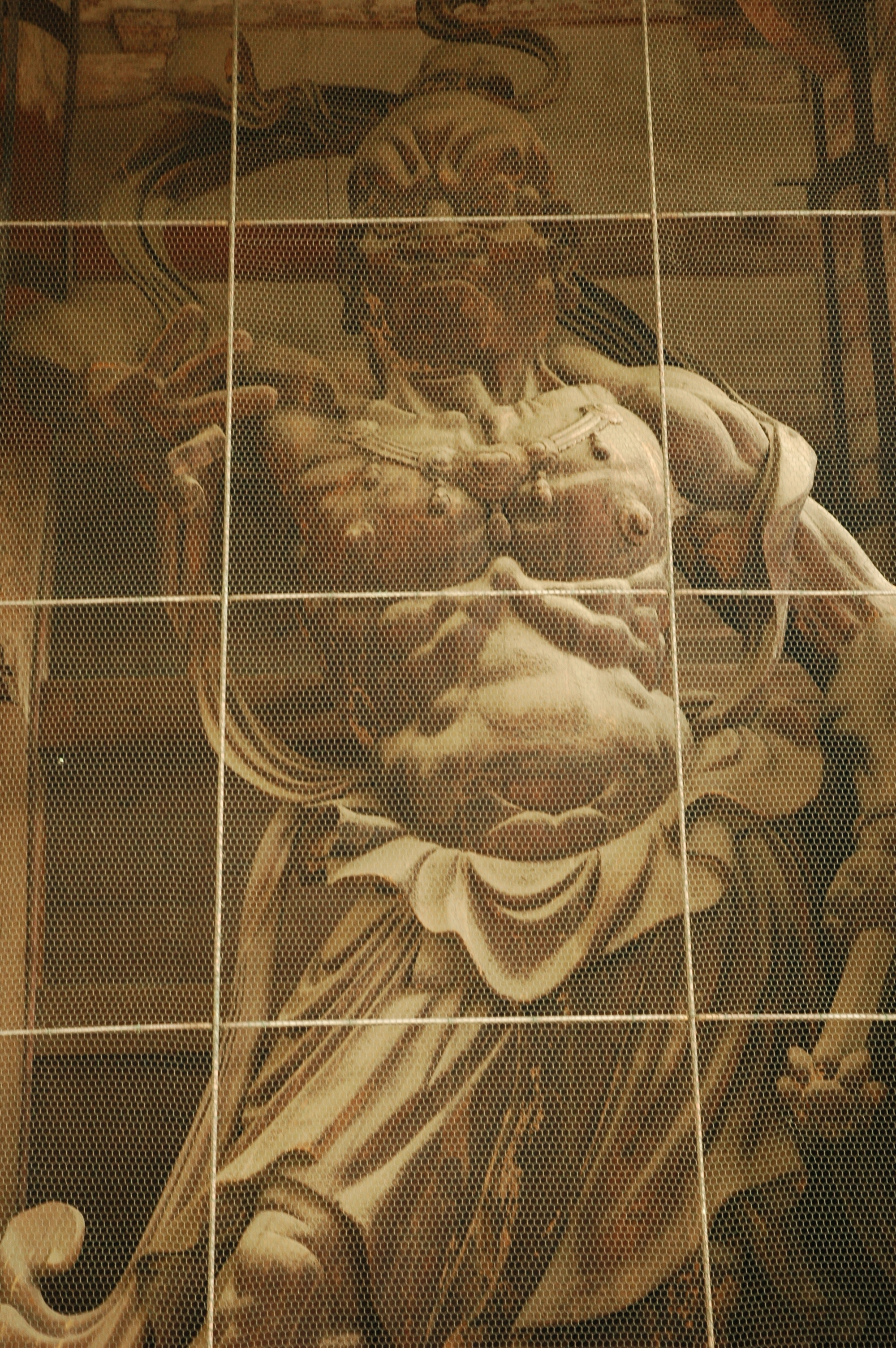
吽形像

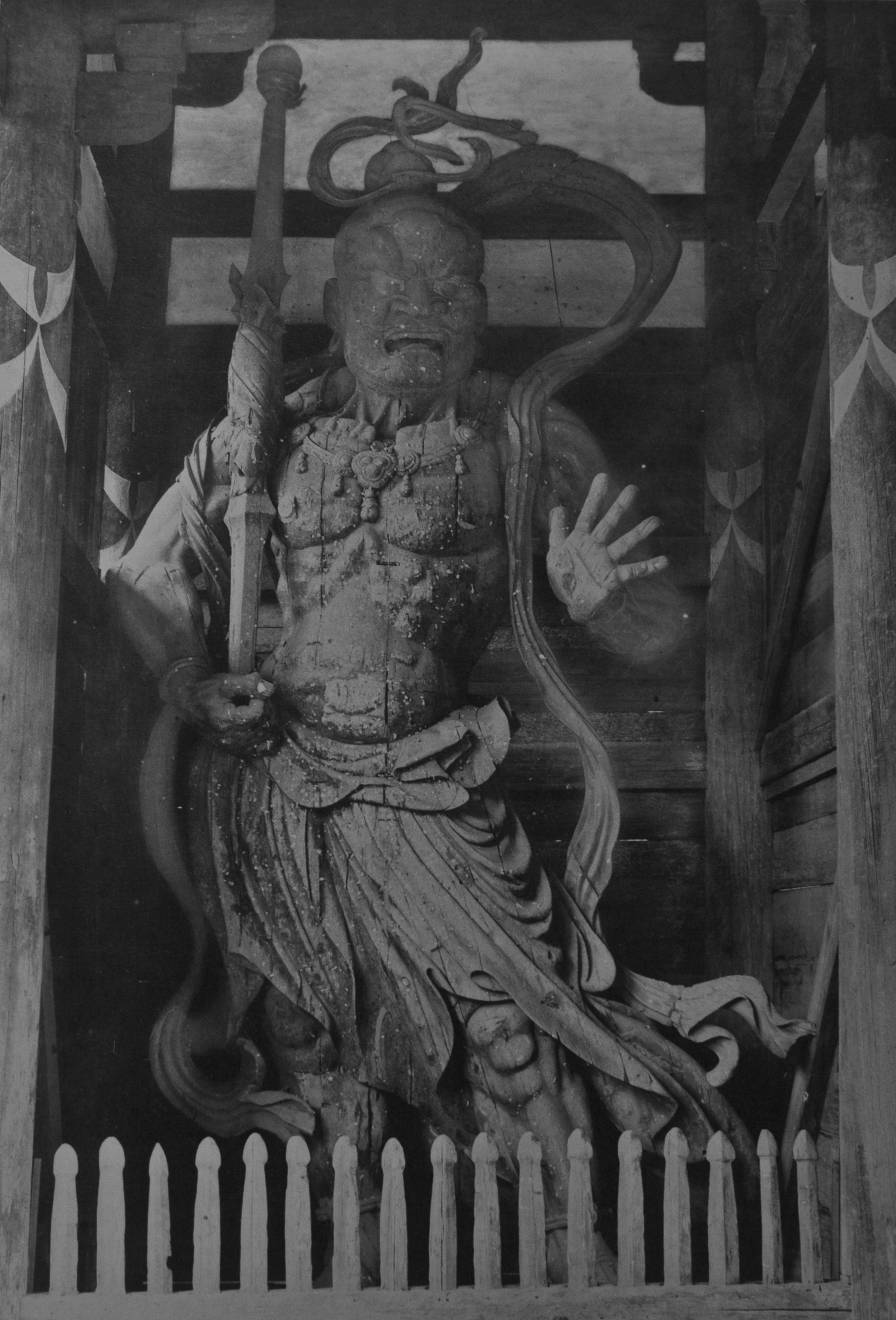
阿形像

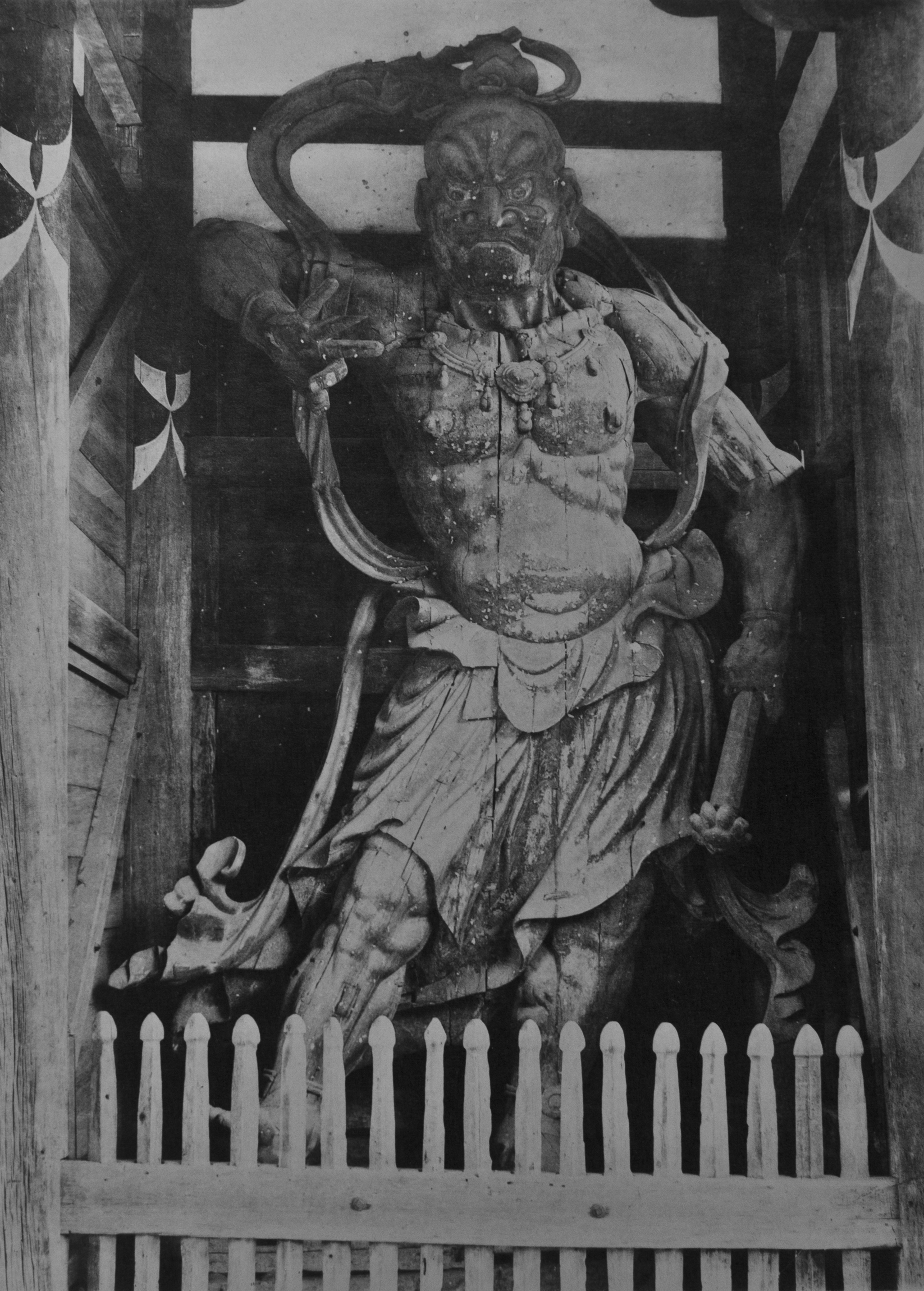
吽形像

国宝。鎌倉時代（1203年）。寄木造。像高阿形836.3センチ、吽形842.3センチ。

### 概要
国宝指定名称は「木造金剛力士立像」。東大寺の正門にあたる南大門内の左右に安置される、一対の金剛力士像である。金剛力士とは、いわゆる「仁王」のこと（以下本項では「仁王像」と表記する）。開口する阿形（あぎょう）像、口を閉じる吽形（うんぎょう）像の2体一対で、両像とも像高8メートルを超える寄木造の大作である。鎌倉時代を代表する仏師である運慶らが中心になり、建仁3年（1203年）に造立された。両像とも上半身裸形、下半身には裳（も）を着ける。頭には髻（もとどり）を結い、胸飾、腕釧（わんせん）、足釧（そくせん）を付け、肩から天衣を垂らす。阿形像は腰を右に捻って立ち、右腕は下げて長大な金剛杵（こんごうしょ）を肩に寄せかけるように持ち、左手は五指を広げる。吽形像は腰を左に捻って立ち、右腕は曲げた肘を高く上げ、第1・2指を捻じ、左手は金剛杵を持つ。阿形像と吽形像には作風の違いがあることが指摘されている。阿形像は口髭や顔面に浮き出た血管を表現するのに対し、吽形像にはこれらの描写がなく、全体に大づかみな造形になっている。また、阿形像は頭部、体部、腕などがほぼ同一平面上にあり、全体に平面的、絵画的な作風であるのに対し、吽形像はむしろ立体的な奥行の表現にすぐれていると評されている。こうした作風の相違から、平成の大修理で銘文が発見される以前は、阿形像を快慶、吽形像を運慶が主に担当したとする見方が有力であった。しかし、平成の大修理時に、阿形像の持つ金剛杵の内面に運慶と快慶の名が書かれていることが発見され、吽形像の像内納入の経巻に定覚（じょうかく）と湛慶の名が見出されるに至り、これら4人の仏師（運慶、快慶、定覚、湛慶）が各像の制作をどのように分担したのか、あらためて議論を呼ぶことになった。

### 南大門復興と仁王像の造立
創建時の南大門は、応和2年（962年）に大風で倒壊。『山槐記』に応徳元年（1161年）に南大門の再興が企てられたとの記載があるが、実際に再興が完成したのかどうかは定かでない。治承4年（1180年）の平重衡の兵火では、大仏殿などが灰燼に帰したが、この時に南大門が焼けたという記録はなく、治承4年の時点では南大門の本格的な再建はされていなかった可能性がある。治承の兵火後、俊乗房重源が中心になって行われた復興事業のなかで、大仏殿、中門とともに南大門も再建されることとなり、再建南大門（現存の門）は正治元年（1199年）に上棟した。仁王像の像立はその4年後の建仁3年（1203年）である。『東大寺別当次第』によれば、仁王像の制作は建仁3年7月24日に着工され、同年10月3日に開眼。高さ8メートルを超える2体の木像の制作はわずか69日間で終わっている。同書によれば、仁王像は運慶、備中法橋、安阿弥陀仏、越後法橋の4人の大仏師が小仏師16人を率いて制作したという。このうち安阿弥陀仏とは快慶のことであり、備中法橋、越後法橋はそれぞれ湛慶と定覚を指すとみられる。湛慶は運慶の長男で、蓮華王院（三十三間堂）本尊の千手観音坐像などの現存作品がある。もう一人の定覚については、同人が単独で作った仏像は現存せず、運慶らとの血縁関係の有無も不明である。大仏と大仏殿は戦国時代、永禄10年（1567年）の三好・松永の兵火で再度焼けたが、この時は南大門と仁王像は無事であった。1988年から1993年にかけて行われた仁王像の解体修理の際、像内からは経巻などの多くの納入品が発見され、また、像内各所に多数の墨書があることがわかった。
本像には、その巨大さ以外にも、一般の仁王像とは異なる点がある。日本の他の寺院では、門の向かって右に阿形像、左に吽形像を配するのが通例だが、東大寺南大門像では通例とは逆に、向かって右に吽形像、左に阿形像を配する。また、一般に仁王像は正面向き、つまり、南側を正面とする門であれば南向きに安置するのが普通であるが、東大寺南大門像は正面向きではなく、門の中央の通路の方を向いて、阿形像と吽形像が向かい合うように安置されている。本像のように、仁王像を向かい合わせに安置するのは珍しいが、前例がないわけではない。たとえば、奈良・薬師寺の中門の二天像（現存せず）は向かい合わせに立っていたことが、発掘調査で確認された礎石から判明している。阿吽の配置が左右逆になっている例としては、寺門に安置されたものではないが、東大寺法華堂（三月堂）安置の仁王像がある。法華堂仁王像は、向かって右の吽形像、左の阿形像ともに頭部を堂内中央の本尊の方へ向けており、当初からこの配置だったことが明らかである。南大門仁王像の図像的典拠として、京都・清凉寺の釈迦如来立像の像内納入品であった宋時代の版画「霊山変相図」に描かれた仁王像が南大門像と似ていることが指摘されている（熊田由美子の説）。この版画に描かれた仁王像は、吽形像が右足先を跳ね上げている点などの細部に至るまで、図像的特色が南大門像と一致している。清凉寺釈迦像は、東大寺出身の僧・奝然（983年渡宋、986年帰日）が、宋で作らせ、日本に持ち帰った像である。版画「霊山変相図」それ自体は清凉寺釈迦像の胎内に納入されていて人目に触れなかったものであるが、同種の版画を重源が目にして、仁王像造立の参考にした可能性がある。

### 平成の大修理
上述のように、『東大寺別当次第』の記載によって、仁王像の制作時期と作者についてはおおよそのことがわかってはいたが、1988年から1993年にかけて行われた解体修理によって、前述の4人の大仏師（運慶、快慶、定覚、湛慶）が仁王像の作者であることがあらためて確認されるとともに、新たな謎も生じている。仁王像については、像表面の清掃、鳩の糞の除去などは行われていたが、巨像であるため、本格的な解体修理は造像以来1988年まで行われていなかった。しかし、経年変化による材の矧ぎ目のゆるみなどの損傷が目立ってきたため、国庫補助を得て、美術院国宝修理所の小野寺久幸が中心となって解体修理が実施された。通常、美術院の行う仏像修理は、仏像を京都にある美術院の工房へ運び込んで行うが、仁王像の場合は巨像であるため、南大門の近くにあった東大寺学園の跡地に修理場を特設して修理を行った。仁王像は、像の背面から突き出した「懸木」（かけぎ）という角材によって南大門の貫（ぬき）に固定されて立っているが、平成修理ではこの懸木をはずし、像をクレーンで吊り上げて初めて門外に搬出した。修理所に運び込まれた像は、細かい部品まですべて分解し、木材の材質強化、劣化した釘の取り換え、彩色層の剥落防止などの処置を行った後、再度組み上げられた。修理の過程で像の構造の細部が判明した。また、像内からは経巻などの納入品が見出されるとともに、数多くの墨書が発見され、多くの新たな知見が得られた。

### 構造
阿形像と吽形像とで細部には相違があるが、いずれもヒノキ材の寄木造で、基本的な構造は以下のとおりである。各像とも、頭部から体部中央を縦に通って支脚（重心をかけている方の脚）に至る、1本の長大なヒノキ材が構造の核になっている。約60センチ角のこの縦材を中心にして、その前後左右に縦材7本を組み付けて頭・体から支脚の部分を形作り、遊脚（重心をかけずにゆるめている方の脚）には別に2材を寄せる。以上の計10本の木材が根幹材となり、これらの周囲にさまざまな大きさの材を細かく寄せて細部を形作る。体部の前面と背面および面部には細かく材を寄せ、頭上の髻（もとどり）、上腕部、前腕部、手先、足先などもそれぞれ別材から作る。各材の接合には太枘（だぼ）という木製の枘（ほぞ）や、鉄の鎹（かすがい）、鉄釘を用いている。細部の隙間を埋めたり、形の修正をしたりするために、「マチ材」「へぎ板」「嵌め木」などと呼ばれる小材を多数用いており、これらを含めた部材の総数は阿形2,987点、吽形3,115点である。使われていた鎹は阿形454本、吽形354本。釘は阿形1,040本、吽形1,101本であった。像の表面は、もとは彩色されていた。像表面に麻布を麦漆で張り、錆漆で目止めをした後、白土（はくど）地を施して彩色を行っていたが、これらは現状ではほとんど剥落し、木肌が露出している。阿形像の裳の裏には緑青、群青、朱による宝相華文がわずかに残っている。また、阿形像の右掌に赤色顔料が残存していたところから、像の肉身部は当初は赤色を呈していたとみられる。解体修理により多くの新知見があったが、その一つとして、この仁王像は、いったん彫り上げた後、細部に微修正を行っていたことが判明している。いったん彫り上げた眼の上に小材を足して視線を下向きに修正しており、乳首の位置を修正したり、臍の位置を下げ、これに合わせて裳の上縁を下げるなどの修正が行われている。吽形像では、振り上げた右腕の角度や長さも造像途中で変更している。前述のとおり、この仁王像は阿形像と吽形像が向かい合うように、門の中央の通路の側を向いて安置されており、そのため、参拝者は至近距離から像を見上げることになる。前述の、像の眼の角度や臍の位置などの修正は、現場合わせの際に、下からの視線を意識して行われたものとみられる。南大門の、仁王像を安置している部分（左右両端の間）の南側正面は板壁でふさがれており、現状では仁王像の姿は門の正面側（南）からは見えない。しかし、調査の結果、この板壁は後から入れたもので、門の建立当初は壁がなく吹き放しであったことがわかっている。仮にこの状態で仁王像を向い合わせに安置すると、南正面から見た場合は像の側面が見えることになってしまう。以上のことから、当初の計画では仁王像を正面向きに安置する予定であったものを、何らかの理由で現状のような向い合わせの安置方法に変更し、それに伴って眼の角度や臍の位置などの修正を余儀なくされたものと推定されている。
解体修理時に、吽形像の像内に『宝篋印陀羅尼経』（ほうきょういんだらにきょう）が納入されているのが発見された。これは同像の右胸奥の根幹材に鎹で留められていたものである。同経の奥書には「建仁三年八月八日」の書写年月日、執筆者である「恵阿弥陀仏」の名とともに、「造東大寺大勧進大和尚南無阿弥陀仏」（重源のこと）の名があり、「大仏師」として定慶と湛慶の名が2行に書かれ、その下に「小仏師」として計12人の仏師の名が2行に書かれている。この奥書には運慶および快慶の名は見えない。一方、阿形像の持つ金剛杵の内部（木材の矧ぎ面）からも墨書が見出され、そこには「建仁三年癸亥七月廿四日始之」の日付とともに「大仏師法眼運慶」「アン阿弥陀仏」（「アン」は梵字）「少仏師十三人」「造東大寺勧進大和尚南無阿弥陀仏」などと書かれていた。「アン阿弥陀仏」は快慶のことである。この「アン阿弥陀仏」には「大仏師」の肩書が付いておらず、しかも1行前の「大仏師法眼運慶」よりも行頭を1字下げて書かれている。「少（小）仏師十三人」については人数を記すのみで仏師の個名は書かれていない。阿形像の像内にも吽形像と同様に『宝篋印陀羅尼経』が納入されていた。これは像の右ふくらはぎ部分の内刳（うちぐり）から発見されたもので、当初は像の頭部内面に紐で留めてあったものが、後に落下したものとみられる。同経の奥書にも運慶・快慶とみられる人名が書かれているが、料紙の朽損が甚だしく、正確な判読は不可能である。これらの銘記により、仁王像の造立に運慶、快慶、定覚、湛慶が関わったことはあらためて確認されたが、これら4名が実際の造像をどのように分担したのかについてはさまざまな解釈がある。銘記を素直に解釈し、阿形像は運慶と快慶が、吽形像は定覚と湛慶がそれぞれ担当したという見方もあるが、運慶が仁王像制作全体の総指揮を取ったとする見方が有力である。吽形像納入経巻には12人の小仏師の名があるのに対し、阿形像金剛杵墨書は小仏師の人数を「13人」としている。また、前出の『東大寺別当次第』には小仏師は「16人」とあり、人数が一致していない。『別当次第』の記載については、本来「12人」と書くべきところを大仏師4人を重複して数えたため「16人」になったとの解釈もあるが、正確なことは不明である。

## 戒壇院四天王像

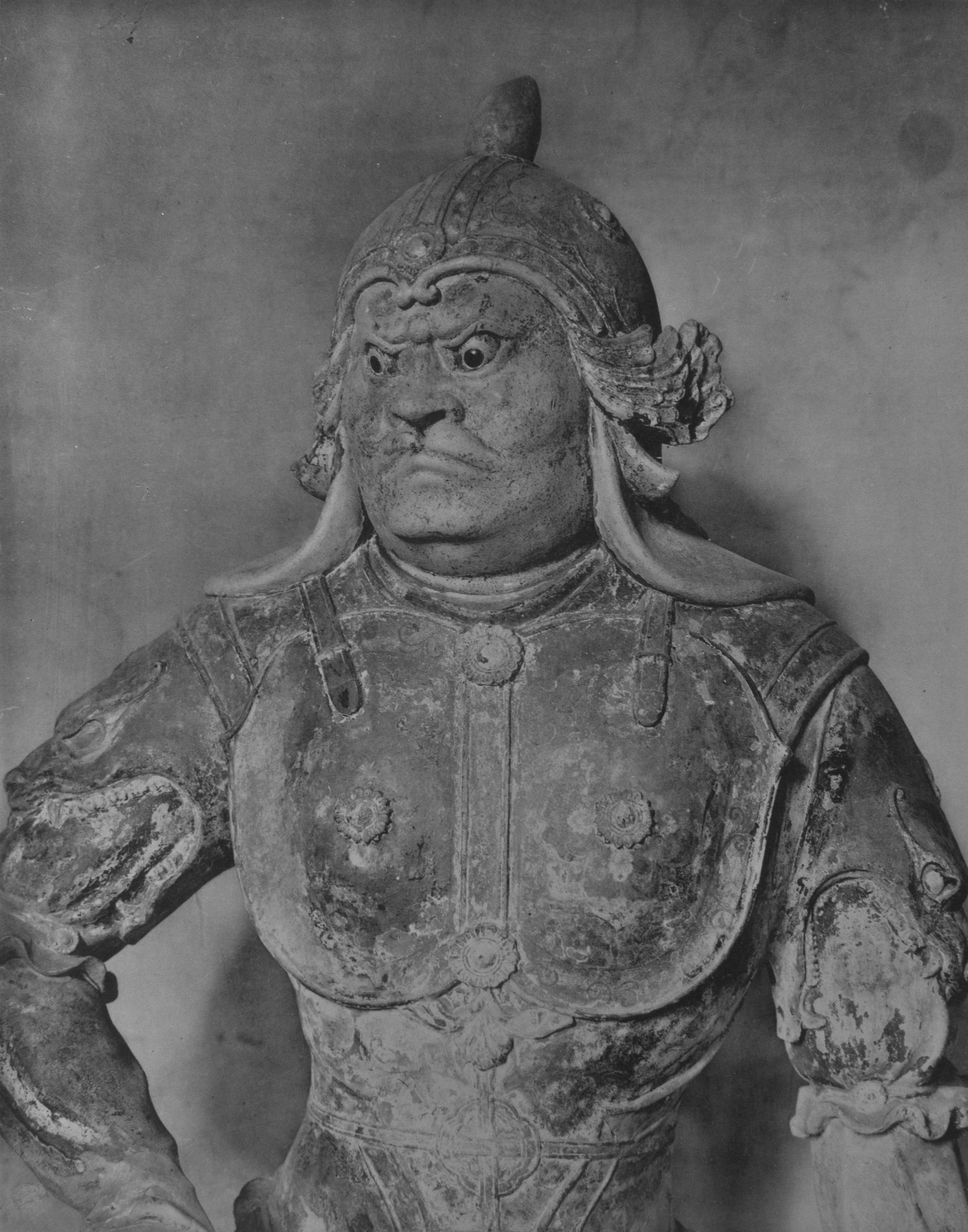
四天王のうち持国天

国宝。奈良時代。塑造。像高持国天160.5センチ、増長天162.2センチ、広目天169.9センチ、多聞天164.5センチ。
国宝指定名称は「塑造四天王立像」。天平勝宝7歳（755年）、唐僧鑑真によって設立された東大寺戒壇院の中心堂宇である戒壇堂に安置される。戒壇堂内の壇上中央に多宝塔があり、これを護るように壇上四隅に四天王像が立つ。現存する戒壇堂と多宝塔は享保18年（1733年）の再建であるが、四天王像は奈良時代の作である。ただし、戒壇堂に本来安置されていた四天王像は銅造であったことが史料からわかっており、現在安置されている四天王像（塑造）は材質が異なるため、後世他所から移入された像であることが明らかである。壇上、東南隅に東方を守護する持国天像が立ち、以下、西南隅に南方守護の増長天像、西北隅に西方守護の広目天像、東北隅に北方守護の多聞天像が立つ。各像とも塑造（粘土製）で、もとは彩色されていたが、当初の色彩はほとんど剥落し、像表面は白色を呈している。各像の瞳の部分には石が嵌入されている。この石は黒色に見えるが、学術調査時に持国天像の瞳に光を当てたところ、石は緑色を呈しており、像によって石の色を変えている可能性がある。各像の台座天板には光背支柱用の枘穴があるが、もとあった光背はすべて亡失している。各像の手先、足先などに補修や後補の部分があるが、脆弱な素材である塑像としては保存状態はよい。4体のうち、堂内前方に立つ持国天、増長天の2体は目を大きく見張り、怒りの表情をあらわにして仏敵を威嚇する。持国天は冑を被り、口を「へ」の字に結ぶのに対し、増長天は冑がなく、開口する。前者は左足、後者は右足で邪鬼の頭を踏みつけるなど、対称的に造形されている。一方、堂内後方に立つ広目天、多聞天の2体は遠方を見るように目を細め、怒りを内に秘めた表情で静かに立つ。このように、4体からなる群像としての変化を意識した造形がされている。本作はこのような群像としての均衡、自然で均整のとれた動態表現が高く評価されており、『奈良六大寺大観』は本作を「日本彫刻史上における古典様式の頂点」と評している。前述のとおり、この四天王像は当初から戒壇堂にあったものではなく、他所から移入されたものであることが明らかである。本像はその作風や塑土の土質が東大寺法華堂の日光・月光（がっこう）菩薩像と共通することが指摘されており、もとは日光・月光像と一具の像として法華堂に安置されていた可能性が高い。

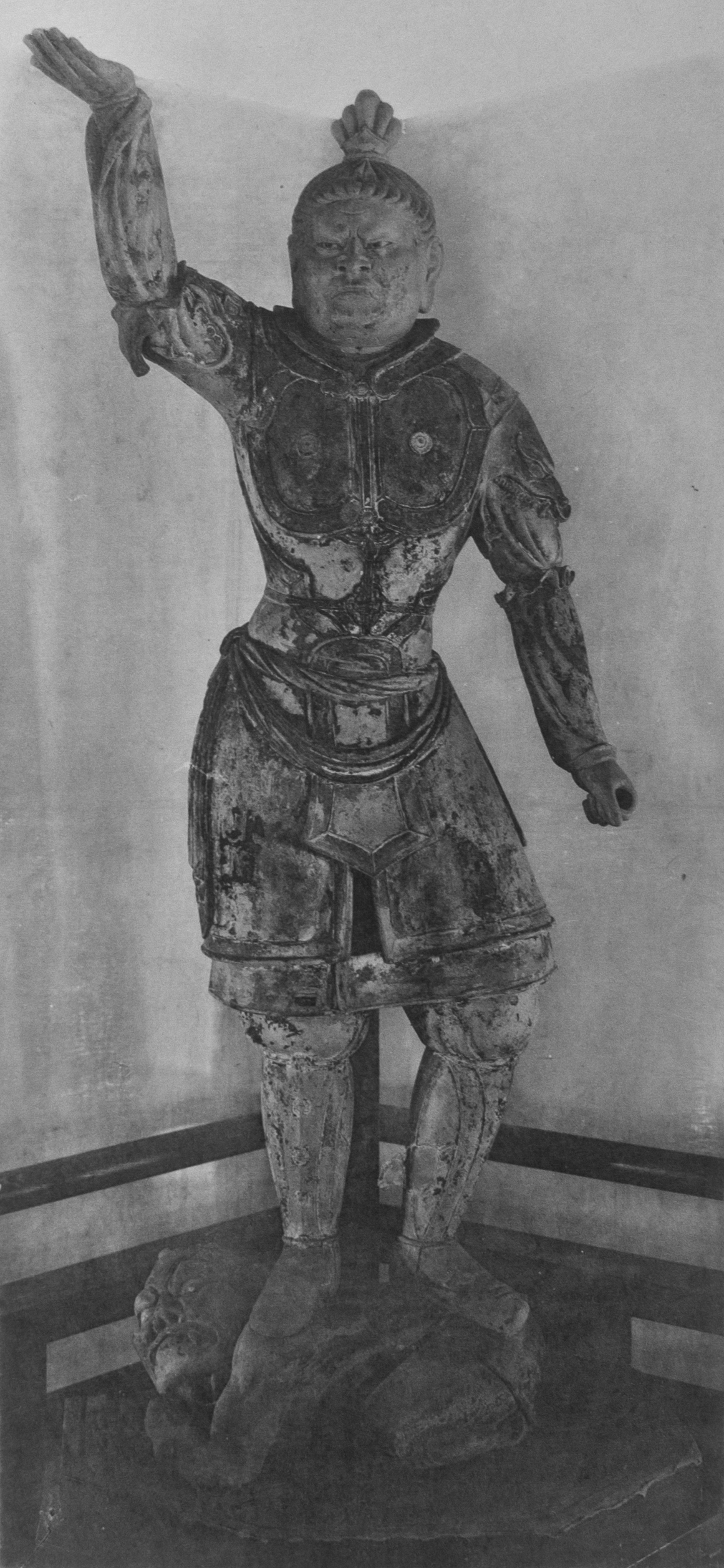
四天王のうち多聞天
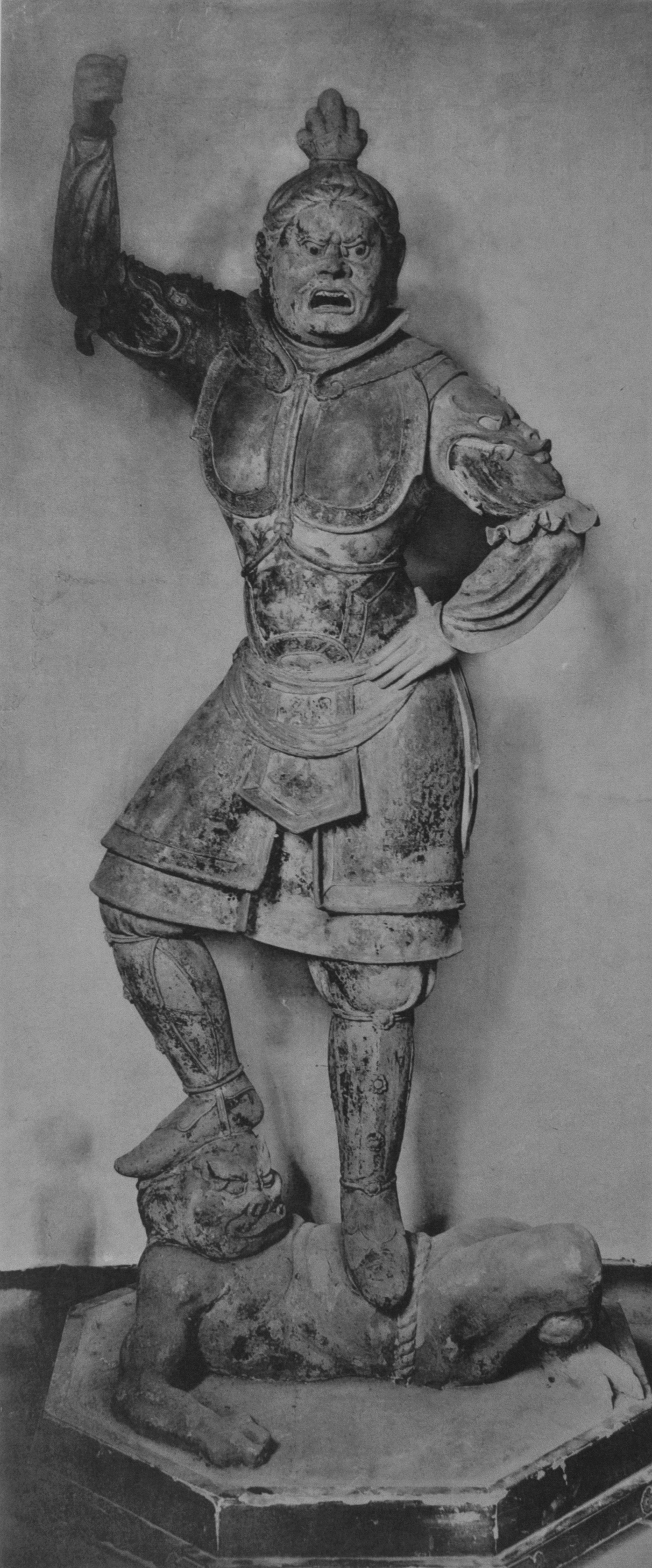
四天王のうち増長天
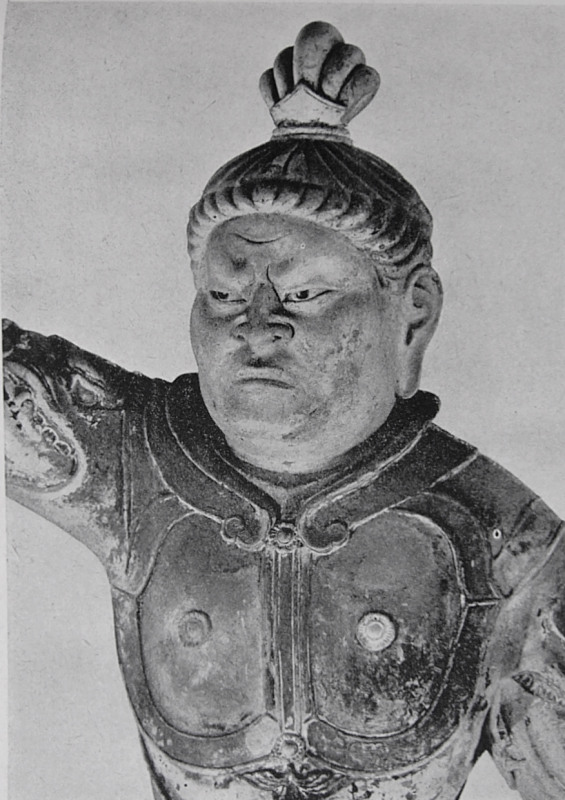
四天王のうち多聞天

## 法華堂（三月堂）諸仏

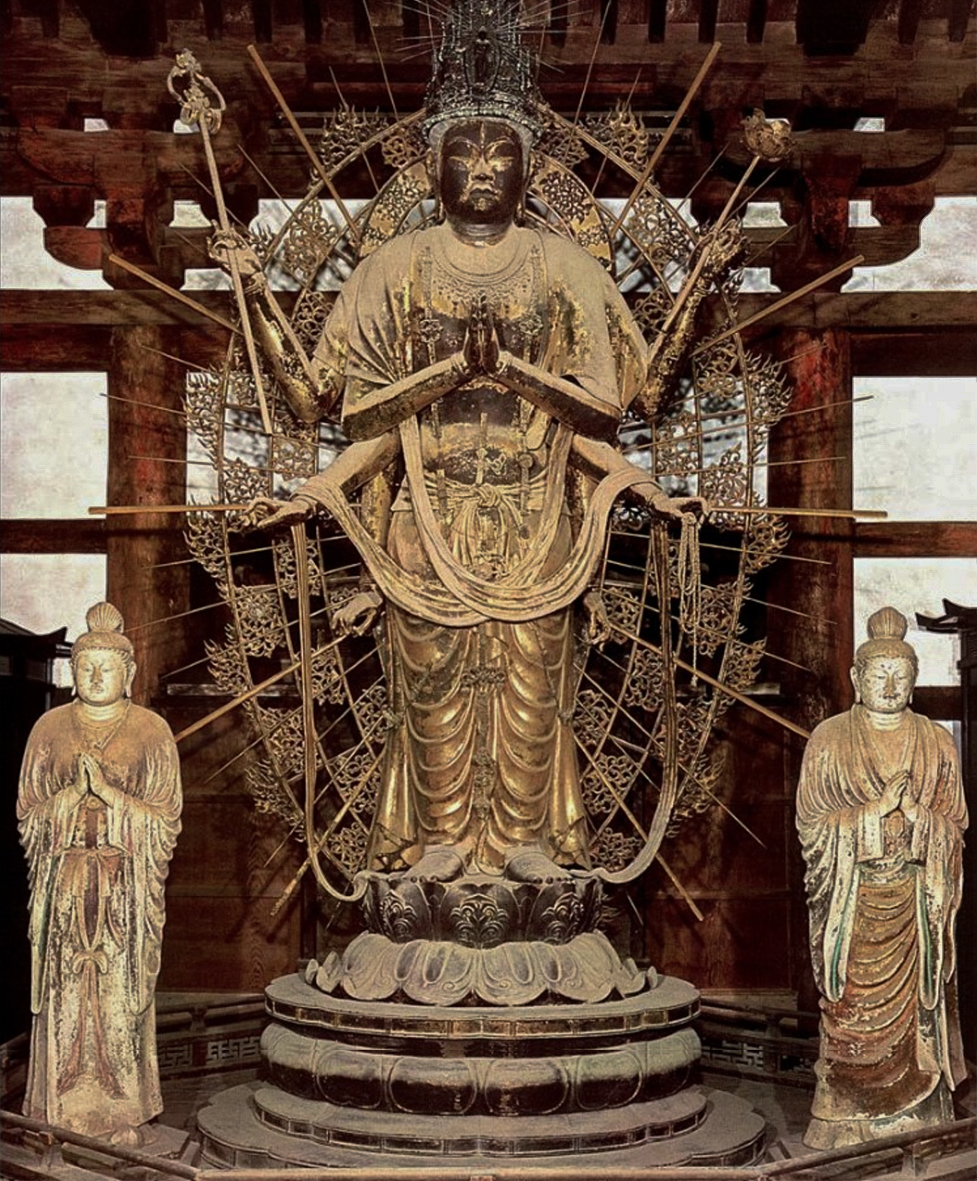
不空羂索観音像（中央）と伝・日光菩薩像（向かって右）、伝・月光菩薩像（向かって左）。日光・月光像は2011年に東大寺ミュージアムに移動。

法華堂（三月堂）は大仏殿の東方、若草山麓にある東大寺の仏堂である。境内北西にある転害門（てがいもん）などとともに、東大寺に現存する数少ない奈良時代建築の一つである。堂は諸仏を安置する「正堂」（しょうどう）とその手前の「礼堂」（らいどう）の2棟を繋いだ形になり、正堂部分は奈良時代の建立、礼堂部分は鎌倉時代の改築である。正堂の須弥壇には、中央に本尊の不空羂索観音（ふくうけんさくかんのん、ふくうけんじゃくかんのん）立像、その左右に梵天・帝釈天立像、本尊の手前左右に一対の金剛力士立像、須弥壇の四隅に四天王立像が立つ。これら諸仏のほか、本尊の背後の厨子内には秘仏・執金剛神（しつこんごうしん・しゅこんごうしん）立像が北向きに安置される。以上の諸仏のうち、本尊、梵天・帝釈天、金剛力士（一対）、四天王（4躯）の計9体は乾漆造、執金剛神像は塑造である。かつては以上の諸仏以外に、塑造の伝日光菩薩・月光（がっこう）菩薩立像、同じく塑造の吉祥天・弁才天立像（一対）、木造の不動明王及び二童子像、木造の地蔵菩薩坐像が安置されていたが、これらの像は2011年の東大寺ミュージアム開館後はそちらへ移されている。
大仏造立以前、平城京東方の若草山付近には「金鐘寺」（こんしゅじ、きんしょうじ）および「福寿寺」という、東大寺の前身にあたる寺院が存在した。この2つが天平14年（742年）に合併して金光明寺（大和国国分寺）、のちの東大寺になったと考えられている。これら前身寺院と法華堂の関係は複雑難解である。『東大寺要録』は金鐘寺の創建を天平5年（733年）のこととするが、金鐘寺のさらに前身は、聖武天皇によって神亀5年（728年）に創建された山房（金鐘山房または金鍾山房）にさかのぼる。神亀4年（727年）、聖武天皇と光明皇后の間には第一皇子の基王（もといおう）が生まれた。生後間もない基王は皇太子に立てられるが、生まれて1年も経たずに病死してしまった。皇子の死を悲しんだ聖武はその菩提を弔うため、「山房」を建てることとした。『続日本紀』によれば、神亀5年9月には基王の冥福を祈らせるために智行僧9人を選び、同年11月、智努王を造山房司長官に任命した。この智行僧9人のうちには東大寺初代別当・良弁が含まれていたとみられる。この山房の所在地については確証がなく、東大寺二月堂の北方にある丸山西麓の丸山西遺跡が山房跡ではないかといわれているが、春日奥山の香山堂（こうぜんどう）跡をこれにあてる説もある。この山房を「金鍾山房」と称するのは天平11年（739年）7月の「皇后宮職移案」（こうごうぐうしき い あん）という文書が初出である。天平12年（740年）、良弁はこの金鍾（金鐘）山房に新羅僧の審祥を請じて『華厳経』の講説を行っている。もう一つの前身寺院である福寿寺は、皇后の政務機関である皇后宮職と関連の深い寺院であった。『正倉院文書』に、天平10年（738年）に福寿寺のために紫紙の『大般若経』の書写が始まったとの記載があり、この時点での福寿寺の存在が確認できる。福寿寺の所在地についても確証はないが、現在法華堂や二月堂の建つ、上院地区にあったものと推考されている。現東大寺付近には他にも天地院、辛国堂などの関連寺院があった。天地院は和銅元年（708年）、行基の創建とされ、二月堂北方の丸山山上にあった。大仏殿の西方、戒壇院付近にも先行寺院があり、それが前述の辛国堂である。
正倉院に伝わる『東大寺山堺四至図』（さんかいしいしず）という絵図には天平勝宝8歳（756年）時点の東大寺境内の様子が描かれているが、この絵図によると、当時、上院地区には「千手堂」と「羂索堂」があり、さらに東の春日山中には「香山堂」（こうぜんどう）があったことがわかる。このうち、千手堂は現存しないが、羂索堂は現在の法華堂（本尊は不空羂索観音）のことである。香山堂は、春日山の東方、春日山石窟仏付近にその遺構が残っている。この遺構は前述のとおり、聖武の建立した「山房」の跡とする見方もある。羂索堂の建立時期や当初の尊像構成については研究者によってさまざまな説が唱えられており、今後も新たな説が展開される可能性がある。

### 乾漆不空羂索観音立像
国宝。奈良時代。像高362.0センチ。

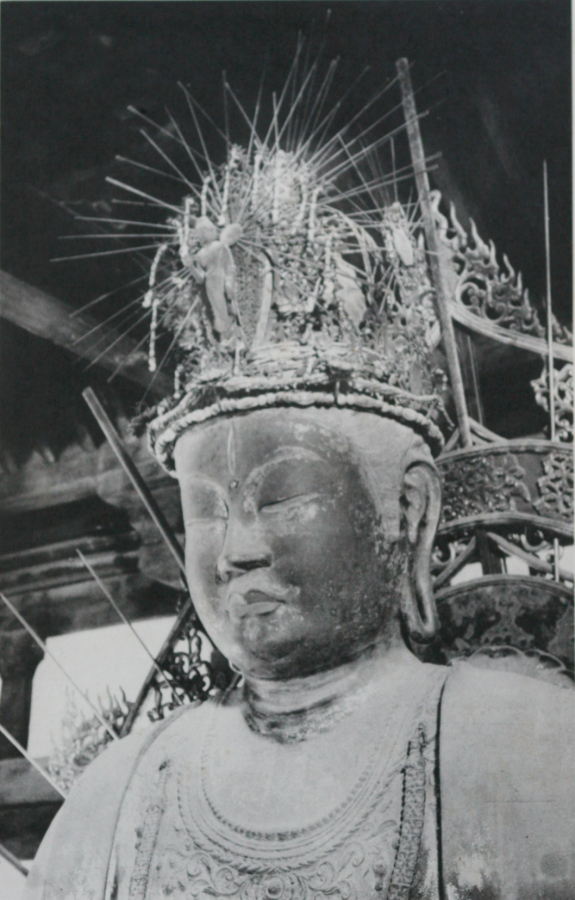
不空羂索観音像頭部

本像は法華堂（三月堂、羂索堂）の本尊で、堂内須弥壇中央の八角二重の壇上に立つ。三眼八臂、すなわち、額に縦に第三の眼をもち、8本の腕をもつ像である。法華堂内の仏像のうち、本像を含む9体は脱活乾漆造である。脱活乾漆造とは、粘土製の原型の上に麻布を漆で張り合わせて形成した張子状のもので概形を作り、これに木屎漆（漆に木粉等を混ぜたペースト状のもの）を盛り上げて塑形したものである（原型の粘土は後に掻き出す）。像名の「不空」は「空（むな）しからず」の意、「羂索」の原義は古代インドで捕縛用に用いられた縄のことであり、不空羂索観音とは「衆生を漏れなく救い取る観音」を含意する。光背は四重の光輪に透彫の宝相華文をあしらい、長短48本の光条を放射状に配置する。頭上の宝冠は銀製で、翡翠、琥珀、瑠璃、真珠、水晶などの貴石類2万数千個で荘厳し、冠の正面中央には銀製の阿弥陀如来の化仏（小像）を付けている。本像はその安定感のある像容、8本の腕が構成する空間表現の巧みさなどが、美術史家によって高く評価されている。倉田文作は本像を「天平美術の最高峰」「脱活乾漆技法の完熟した頃の一典型」と評している。町田甲一は本像を「天平の時代精神をよくあらわしている」としたうえで「天平盛期の最高傑作」と位置付けている。

### 乾漆梵天・帝釈天立像
国宝。奈良時代。像高梵天402センチ、帝釈天403センチ。
法華堂（三月堂）内、本尊不空羂索観音像の左右に立つ、一対の像。材質は不空羂索観音と同じく脱活乾漆である。梵天・帝釈天は、仏教成立以前から古代インドで信仰されていた最高神であるブラフマーとインドラが仏教に取り入れられて護法神とされたものである。法華堂安置の一対は、左方（拝観者から見て、向かって右）の、衣の下に甲（よろい）を着けた像が梵天像、右方（向かって左）の甲を着けない像が帝釈天像と呼ばれている。梵天・帝釈天像を一対で表す場合は、甲を着ける像を梵天とするのが普通であり、法華堂像の場合は梵天と帝釈天の呼称が通例とは逆になっている

### 乾漆金剛力士立像
国宝。奈良時代。像高阿形326.4センチ、吽形306.0センチ。
法華堂内、本尊不空羂索観音像の前方左右に立つ、一対の像。金剛力士とはいわゆる仁王のことである。材質は不空羂索観音像と同じく脱活乾漆である。仁王像は、日本では阿形像（あぎょうぞう、開口）と吽形像（うんぎょうぞう、閉口）の一対を寺院の山門の左右に安置することが多く、上半身裸形に表すのが通例だが、法華堂安置の一対は裸形ではなく甲（よろい）を着用している。日本の仁王像は阿形像を向かって右、吽形像を向かって左に置くのが一般的だが、法華堂像の場合は阿吽の配置が通常とは逆になっており、拝観者から見て、向かって右が吽形像、向かって左が阿形像である。阿形像のみを「金剛力士」と呼び、吽形像を「密迹力士」（みっしゃくりきし）と呼び分ける場合もある。

### 乾漆四天王立像
国宝。奈良時代。像高持国天309センチ、増長天300センチ、広目天304センチ、多聞天310センチ。
法華堂内、須弥壇の四隅に立つ4体一具の像。材質は本尊不空羂索観音と同じく脱活乾漆である。東南隅に東方を守護する持国天像が立ち、以下、西南隅に南方守護の増長天像、西北隅に西方守護の広目天像、東北隅に北方守護の多聞天像が立つ。

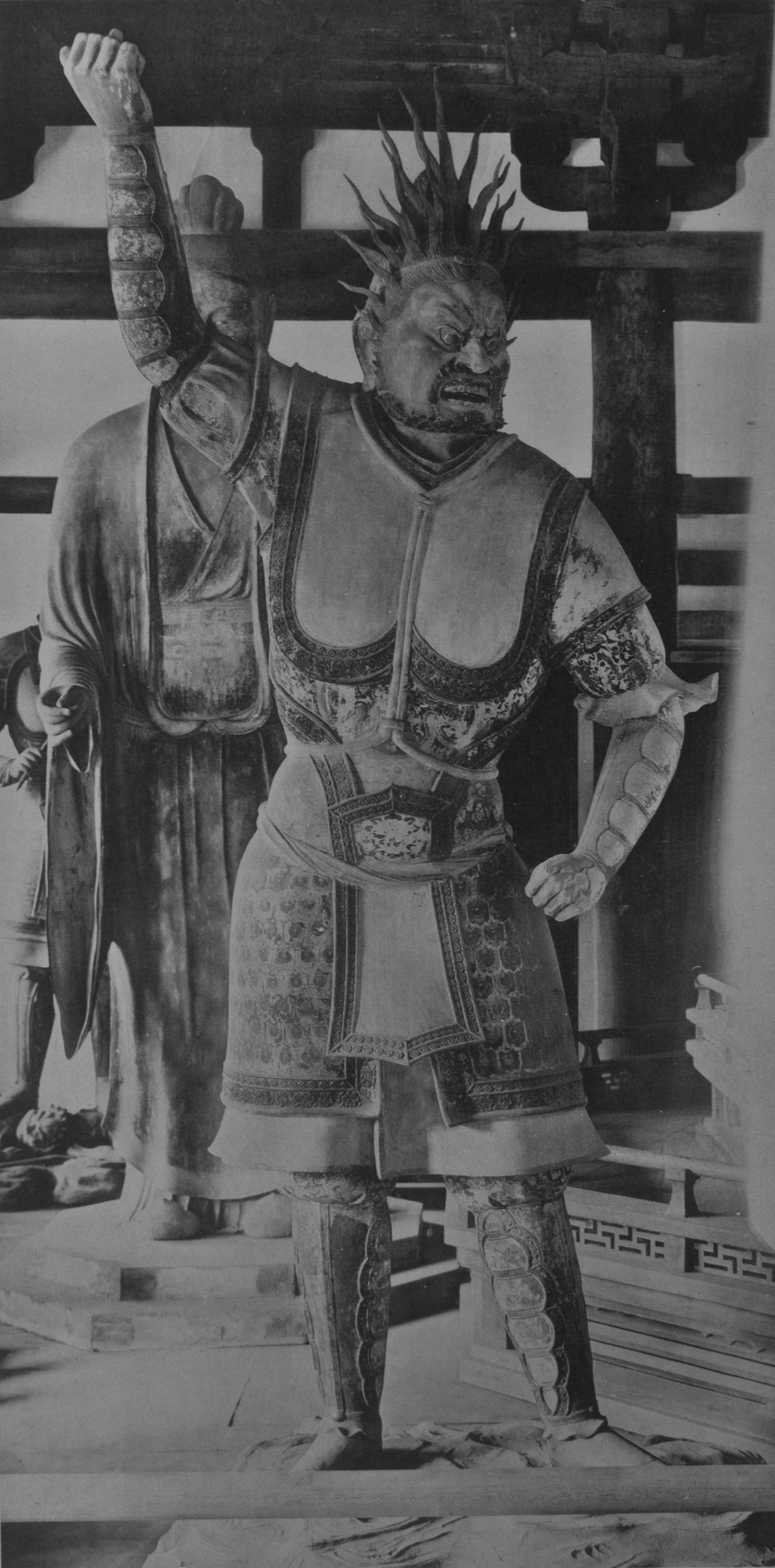
金剛力士一対のうち阿形
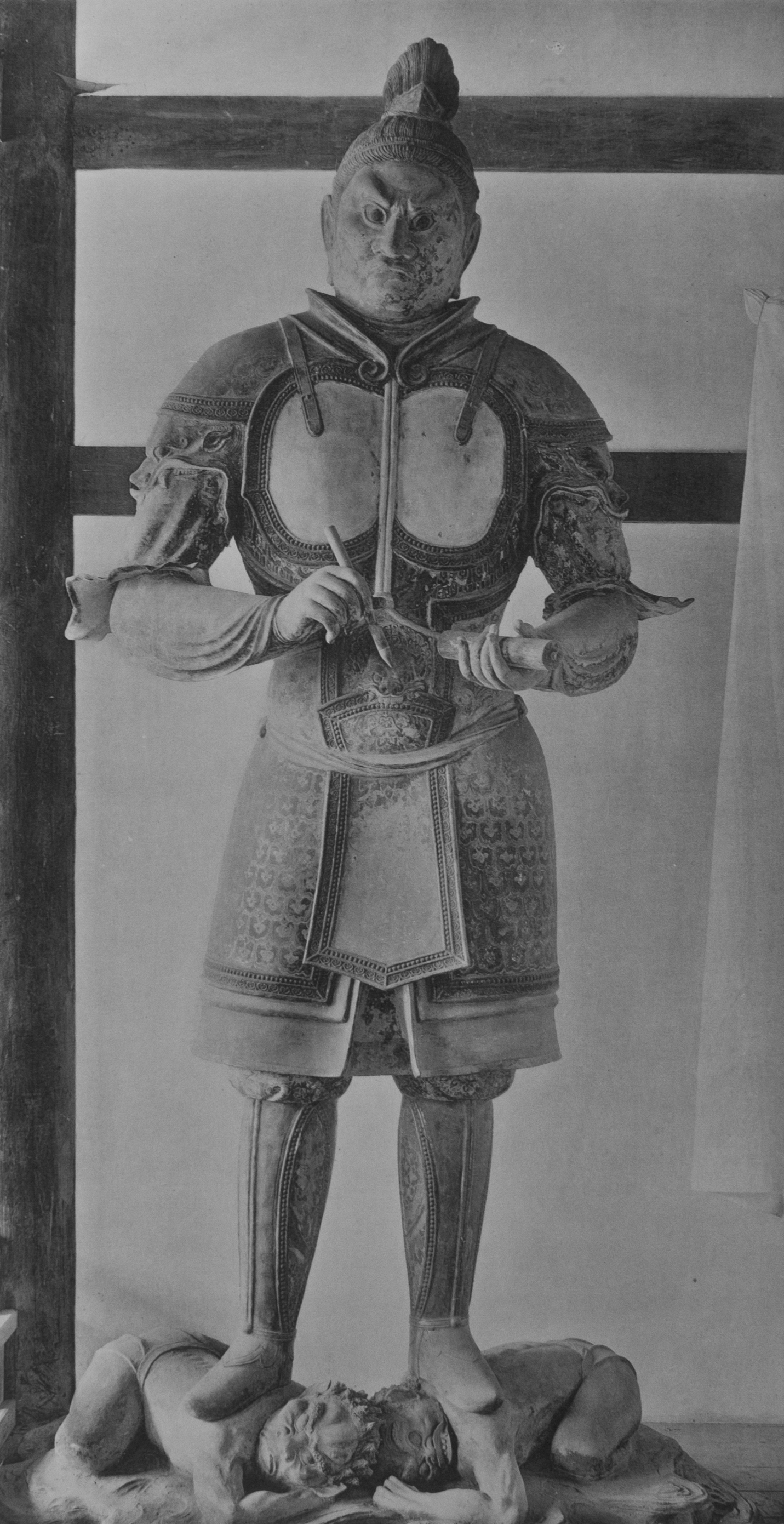
四天王像のうち広目天

### 塑造執金剛神立像
国宝。奈良時代。像高170.4センチ。
法華堂内、本尊不空羂索観音像の背後の厨子内に北向きに立つ。平素は非公開の秘仏で、毎年、良弁忌の12月16日にのみ開扉、公開される。材質は法華堂内の他の像とは異なり、塑造（粘土製）である。奈良時代に作られた塑造の仏像は、経年変化で当初の彩色が剥落して白色を呈しているものが多いが（例：東大寺戒壇堂四天王像、東大寺旧法華堂日光・月光菩薩像）、本像は秘仏であったため保存がよく、甲（よろい）などの各所に制作当初の彩色や文様が残っている。執金剛神（しゅこんごうしん、しつこんごうしん）とは、サンスクリットの「ヴァジュラパーニ」（「金剛杵を持つ者」の意）の意訳で、仏敵や煩悩を打ち砕く武器である金剛杵を持つ護法神である。日本ではこれを2体の像として表現し、寺院の山門の左右などに安置する例が多いが、これを1体で表したものが執金剛神である。『日本霊異記』には執金剛神像を祀って日夜修行に励んでいた金鷲優婆塞（こんじゅうばそく）に関する説話が収録されており、この金鷲は東大寺初代別当・良弁のこととされる。平将門の乱の時には、執金剛神像の元結紐（もとゆいひも）が蜂となって飛び去り、将門を刺したという伝説もある。

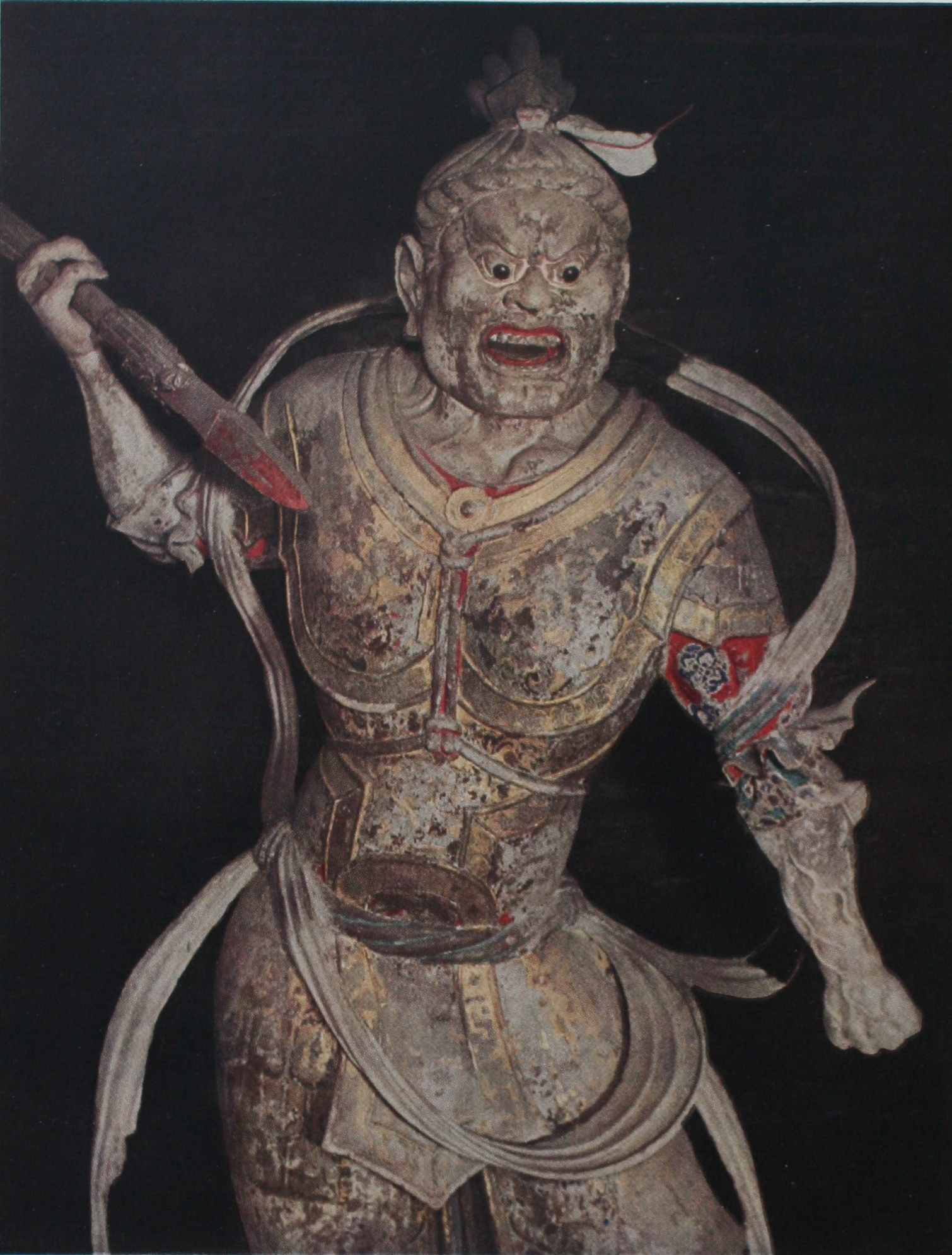
執金剛神像
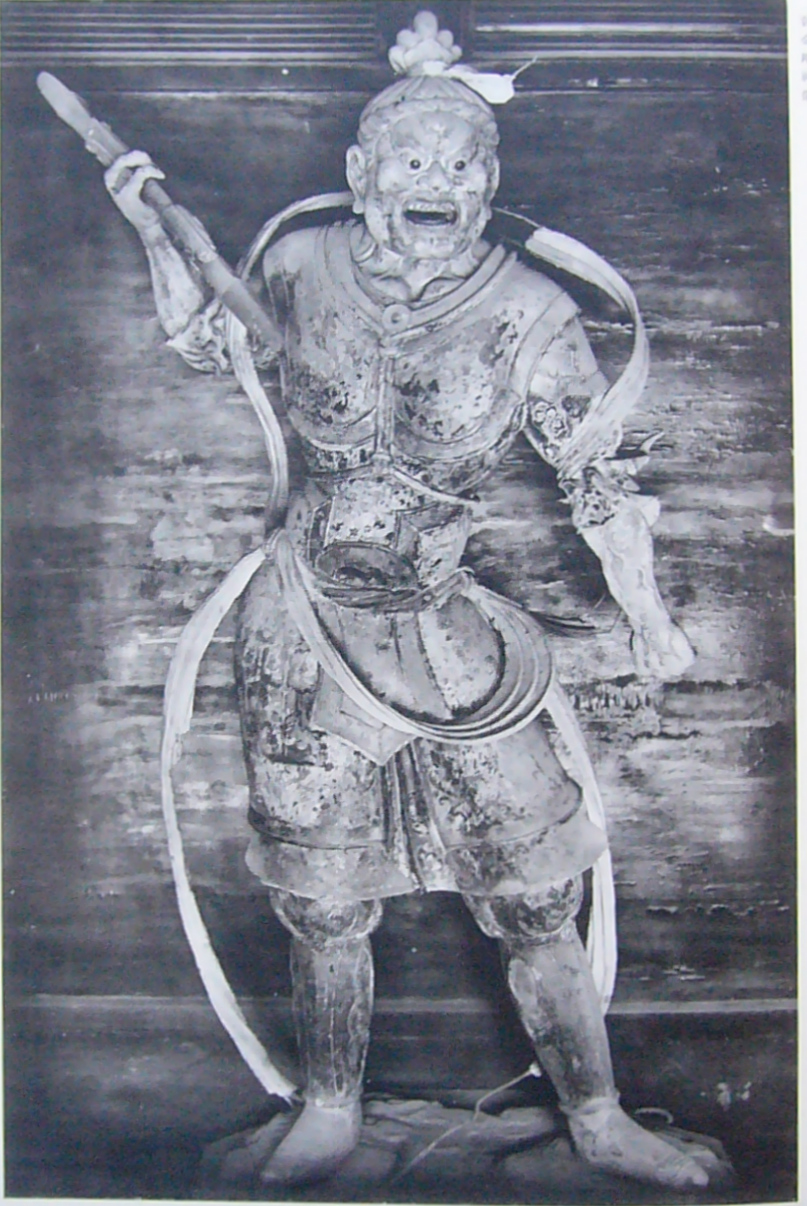
執金剛神像

### 塑造伝日光・月光菩薩立像
国宝。奈良時代。像高伝日光207.2センチ、伝月光204.8センチ。
もと法華堂に安置されていた像。もとは本尊不空羂索観音像が立つ八角二重壇の上段左右に立っていたが、2011年の東大寺ミュージアム開館後はそちらへ移された。拝観者から見て、向かって右の像を日光菩薩、向かって左の像を月光（がっこう）菩薩と呼んでいるが、これは本来の名称ではない。本来の像名については、「梵天・帝釈天」とする説があり、「縁覚」（仏の教えによらず、自ら悟りを開いた者の意）の像とする説もある。材質は塑造で、もとは彩色されていたが、当初の色彩は袖の内側などの一部に残るのみで大部分は剥落し、像表面は白色を呈している。

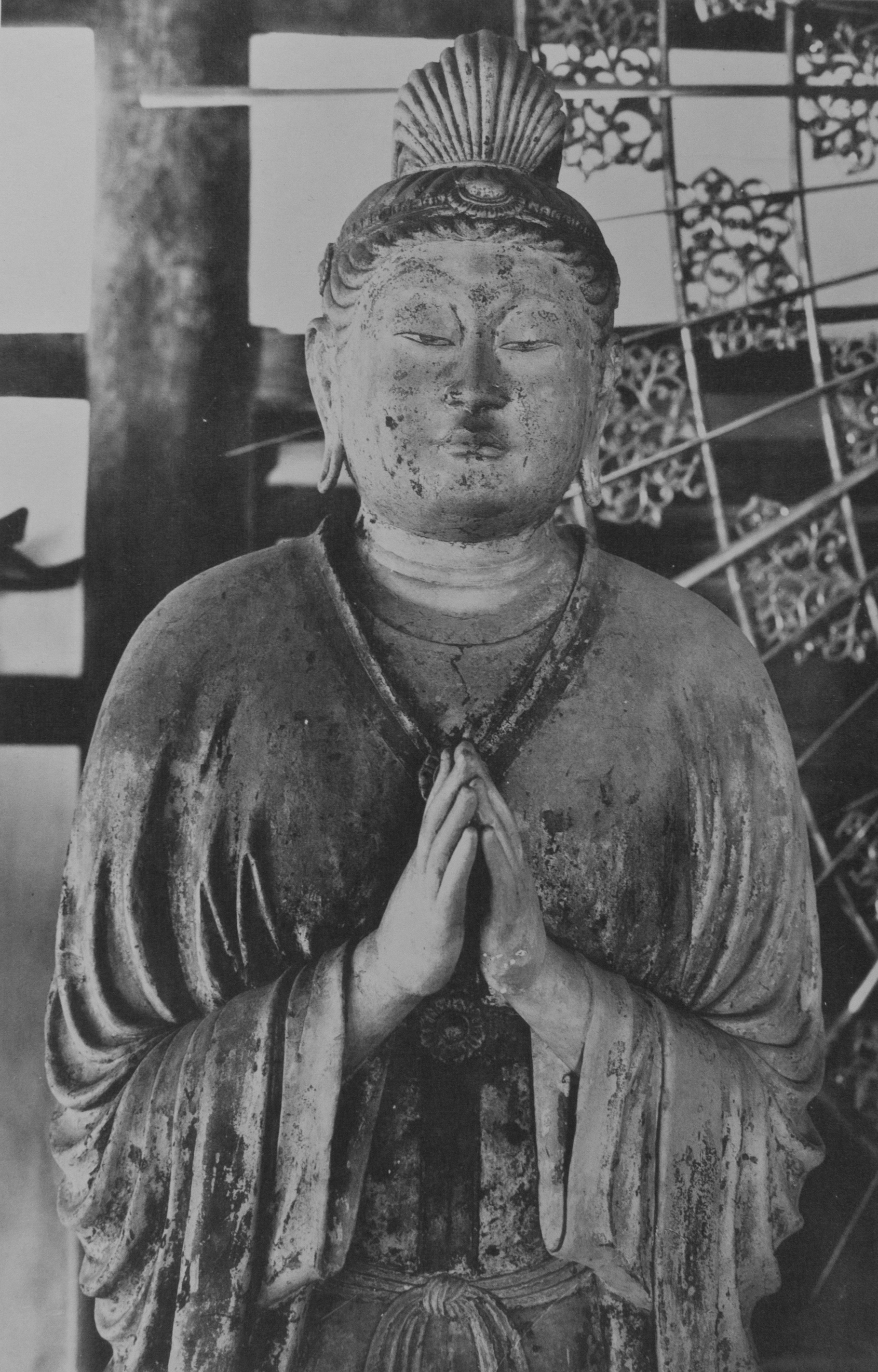
月光菩薩像
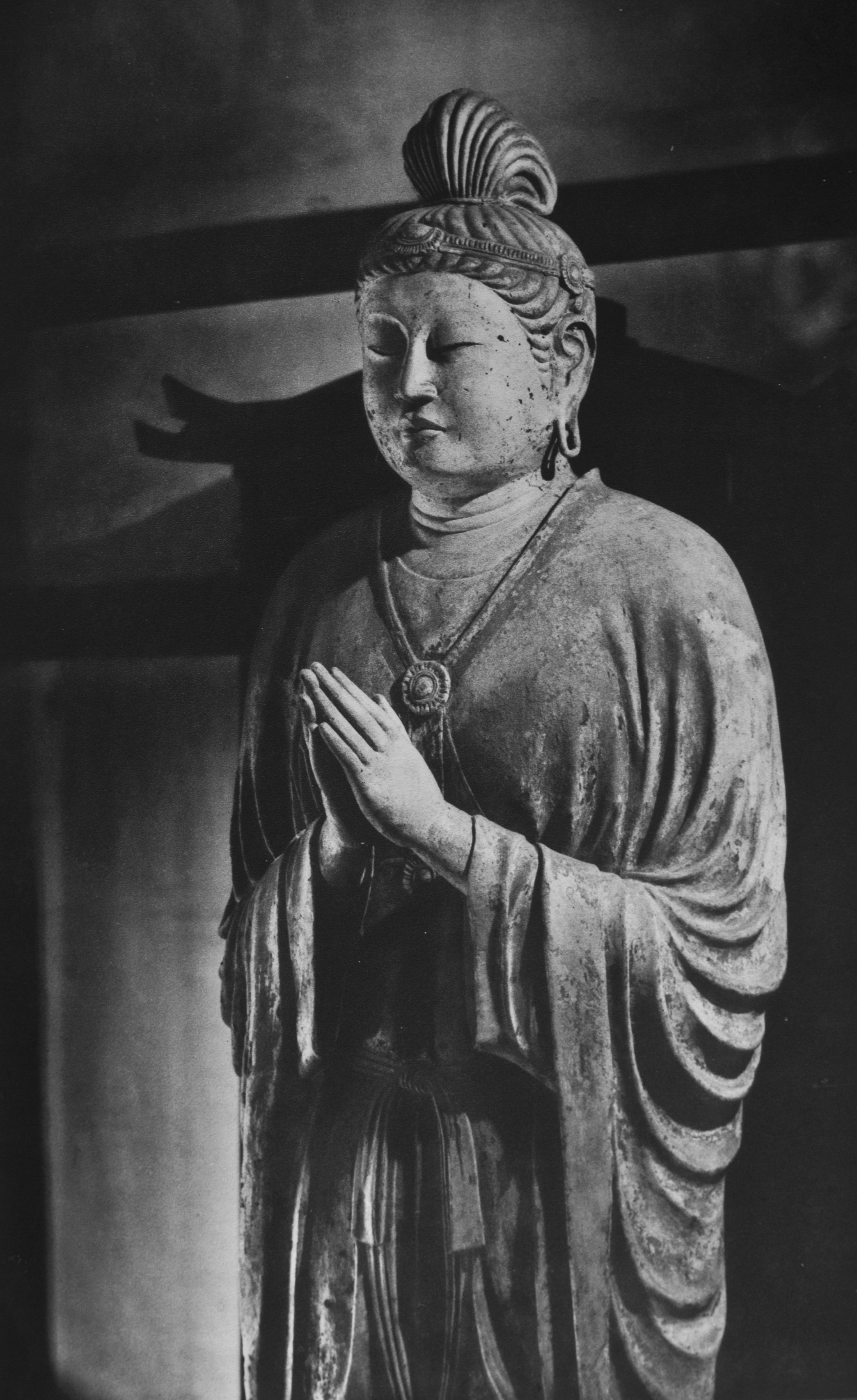
月光菩薩像

### 法華堂の建立年代と本来の安置仏
法華堂の建立年代、本尊不空羂索観音像をはじめとする諸仏の制作年代、制作事情については、明治期以来多くの研究が積み重ねられ、さまざまな説があって、いまだ決着をみない。天平19年（747年）の『正倉院文書』（「金光明寺造物所解」）に、国中公麻呂が金光明寺の「羂索菩薩」の「光柄及び花蕚」用に「鉄二十挺」を請求したとの記録があり、これを法華堂不空羂索観音像の光背と台座に関するものとみて、 この頃を像の完成時とする見方がある。一方、天平12年（740年）、藤原広嗣の乱の平定のために諸国に観音像を作らせる勅命が出されたことを本像造立と結びつける説、同じ天平12年、東大寺の前身寺院である金鐘寺にて初めて華厳経の講説が行われており、本像はこの時までに作られていたとする説もある。法華堂の建物自体の建立年代については、屋根瓦に恭仁京式の文字瓦が使用されていることから、恭仁京の造営が行われていた天平13・14年（741 - 742年）頃の建立とする説がある。法華堂の建立を741 - 742年、不空羂索観音像の完成を747年とした場合、堂が建立されてから最初の数年間は本尊が不在であったのかという疑問が生じる。現在の法華堂内の不空羂索観音像の安置状況を見ると、像本体と光背の位置が合っておらず、光背が本来の位置よりかなり下方にずれて取り付けられていることは、古くから指摘されている。法華堂が当初から不空羂索観音像を安置するために建てられたものであれば、このように光背の位置がずれているのは不自然である。また、『東大寺要録』所収の「桜会縁起」（さくらええんぎ）という記録に、「不空羂索観音像の安置場所はなかなか決まらなかった」という記載がある。これらのことは、不空羂索観音像は法華堂の当初からの本尊ではなく、後に他から移入されたものである可能性を示唆している。法華堂は「羂索堂」とも呼ばれるが、「羂索堂」の名称の史料上の初見は、天平勝宝元年（749年）の「東大寺写経所注文」である。したがって、遅くとも同年までには法華堂の本尊として不空羂索観音像が安置されていたことがわかる。堂内のその他の像については、不空羂索観音像と材質が等しく、像高の大きい乾漆像8体（梵天・帝釈天、金剛力士一対、四天王）が当初像であり、本尊と材質が異なり（塑造）、像高の小さい日光・月光菩薩像は客仏（後世、他所から持ち込まれた仏像）とする説が、かつては有力であった。しかし、その後の調査の進展の結果、むしろ客仏と見られていた日光・月光菩薩像の方が本来の安置仏であったと考えられるに至っている。
1996年から1999年にかけて、法華堂内の仏像が修理された際、不空羂索観音像が立つ八角二重壇の調査が行われた。その結果、二重壇の下段には計6体の仏像を安置していた痕跡のあることがわかった。また、八角二重壇の上段には各角に計8個の丸孔があることが早くから指摘されている。上段の8個の丸孔については、ここに8本の柱を立て、屋根を架け、柱間を吹き放しとした「宝殿」が設置されていたと推定されている。すなわち、八角二重壇は本来はこの「宝殿」の基壇として作られたことになる。法華堂の天井に取り付けられている天蓋3面のうち、東西の2つは奈良時代のものだが、中央、すなわち本尊の頭上の天蓋は鎌倉時代の作である。本尊の位置に屋根付きの「宝殿」があったとすれば、その位置には天蓋は不要であり、中央の天蓋のみが新しいのはそのためとみられる。二重壇の下段には、正面と背面を除く残りの6辺のそれぞれに平面八角形の台座が置かれていた痕跡が見出された。文化庁の調査官の奥健夫は、これら6つの台座痕跡の大きさが、法華堂の伝日光・月光菩薩像、および戒壇院の四天王像（計6体）の台座の寸法に近いことを指摘し、(1)当初法華堂には不空羂索観音とは別の本尊が安置されており、(2)後に不空羂索観音像と二重壇が運び込まれ、壇の下段に伝日光・月光菩薩像と戒壇院四天王像の計6体を安置した、と推定した。川瀬由照は、執金剛神像は東大寺成立以前から単独で信仰されていたと規定したうえで、(1)東大寺の前身の山房には執金剛神像が本尊として祀られ、その周囲に伝日光・月光菩薩像と戒壇院四天王像が安置されていた、(2)これらの像は、後に山房から羂索堂（現・法華堂）に移された、と推定した。

### 塑造吉祥天・弁才天立像

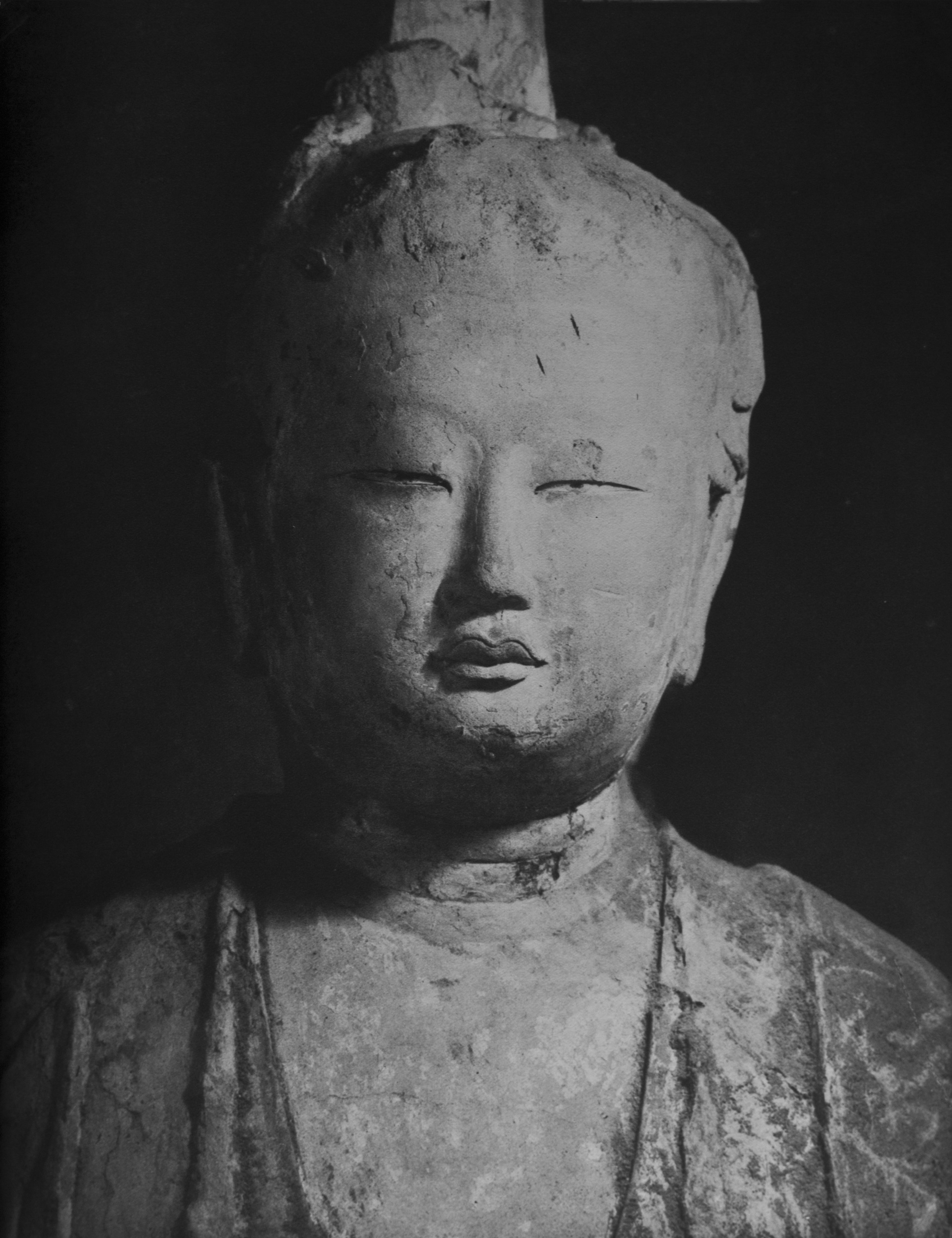
吉祥天像頭部

重要文化財。奈良時代。像高吉祥天202.0センチ、弁才天219.0センチ。
もと法華堂（三月堂）に安置されていた2体の塑像。もとは本尊不空羂索観音像の斜め後方の左右に、厨子に納めた状態で安置されていたが（東が弁才天、西が吉祥天）、2011年の東大寺ミュージアム開館後はそちらへ移された。この2像は天暦8年（954年）に焼失した東大寺吉祥院から法華堂に移されたものとするのが定説である。弁才天像は後世しばしば作られた琵琶を持つ坐像ではなく、『金光明最勝王経』に説くところの八臂の立像である。吉祥天、弁才天ともに保存状態が悪く、特に弁才天像は面相部の塑土が剥落するなど破損が甚だしかったが、1993年から1995年にかけて、美術院国宝修理所の松永忠興が中心となって実施した解体修理で当初の像容を取り戻している。

### 木造不動明王二童子像
重要文化財。南北朝時代。像高不動明王86.5センチ、矜羯羅童子（こんがらどうじ）78.0センチ、制多迦童子（せいたかどうじ）88.7センチ。
もと法華堂に安置されていた像。法華堂内陣の東南、梵天像の手前に安置されていたが、2011年の東大寺ミュージアム開館後はそちらへ移された。左脚を踏み下げて坐す不動明王像の左右に矜羯羅童子、制多迦童子を配した三尊像である。ヒノキ材の寄木造で玉眼を嵌入する。像表面は胡粉地に彩色を施すが、現状では剥落して素地を表す部分が多い。胸飾、腕釧、臂釧、足釧は銅製のものを取り付けている。曲線を多用する衣文表現に時代の特色が表れている。制多迦童子像の足枘銘から、本一具は応安6年（1373年）の制作で、像内に舎利3粒と結縁交名帳を納入したこと、絵仏師は法橋清玄であることがわかるが、木仏師の名は足枘銘からはわからない。木仏師は作風から高天仏師（たかまぶっし）の高天円源（賢）かと推定されている。本像は近世末まで法華堂で行われていた当行（千日不断花供）の本尊の一つであった。当行とは、千日間、花を供え続ける行法である。

### 木造地蔵菩薩坐像
重要文化財。鎌倉時代。像高84.3センチ。
もと法華堂に安置されていた地蔵像。法華堂内陣の西南、帝釈天像の手前に安置されていたが、2011年の東大寺ミュージアム開館後はそちらへ移された。右手に錫杖、左手に宝珠を持つ通常の地蔵像である。ヒノキ材の寄木造で、前後に2材を矧ぎ、内刳を行い、玉眼を嵌入する。表面は布張り、漆下地に彩色とするが、これらは大部分剥落している。

### 木造天蓋
重要文化財。奈良時代および鎌倉時代。寸法（最大径）は中天蓋169.5 センチ、東天蓋184.2センチ、西天蓋179.9センチ。
法華堂の天井に取り付けられた3面の木造彩色の天蓋で、彫刻部門で重要文化財に指定されている。3面とも中央に大型の蓮華を置き、その周囲に小型の蓮華をそれぞれ8つ配置する。中心の大蓮華には木造漆箔の光条を多数取り付け、四方八方へ光を発するさまを表している。大蓮華と小蓮華の間は茎でつなぎ、間の空間には葉を表す。各蓮華の中心にはそれぞれ銅鏡を嵌めている。東西の天蓋は奈良時代のものだが、一回り小さい中央の天蓋は時代が下り、鎌倉時代の作とみられる。これらの天蓋は、『正倉院文書』の中で当時の用語で「倒蓮華」（とうれんげ）と呼ばれているものに該当するとみられ、「倒蓮華」の現存唯一の遺品として貴重である。

## 木造俊乗上人坐像
国宝。鎌倉時代。像高82.5センチ。
大仏殿東方にある俊乗堂に安置される像。像名は「重源上人坐像」とも称する。平素は非公開で、毎年7月5日の俊乗忌と12月16日の良弁忌にのみ開扉される。鎌倉時代の東大寺大仏復興の大勧進職（総責任者）を務めた俊乗房重源（しゅんじょうぼう ちょうげん）の肖像彫刻である。重源は建永元年（1206年）、86歳で没しているが、本像はその像容からみて、重源最晩年の姿を写したものとみられる。本像の表現には理想化や形式化がみられず、老僧の容貌をありのままに写し取っている。重源は背中を丸め、首を前方に突き出したポーズで坐し、節くれ立った両手で数珠をまさぐる姿に表される。左右の目は見開きの大きさが異なっており、落ち窪んだ眼窩、眼の下のたるんだ皮膚、筋張った首などを美化せずに写実的に表す。重源は年老いて肉体は衰えているが、眼光は鋭く、口を「へ」の字に結んだ表情には大仏復興という難事業を成し遂げた人物の強靭な意志が感じられる。像はヒノキ材の寄木造で、頭部は前後の2材、体部は正中線で矧ぐ左右2材から彫成して内刳を行い、体部材に首枘を設けて頭部材を挿入している。さらに両体側、丸めた背中の部分、両袖口、両手先などに別材を矧ぐ。眼は玉眼を用いず彫眼とする。像表面は黒漆地の上に白土の下地を施し、肉身部は赤褐色、着衣は藍鼠色で彩色する。首枘を長めに作って、前方に突き出した首の出を調整している。両手は小指に細かい矧ぎ木をして、数珠をまさぐる手の形を調整している。像の作者は不明であり、運慶作とする説（水野敬三郎など）、快慶作とする説（小林剛など）がある。重源との関係の深さという点では、作者としてふさわしいのは快慶だが、本像の作風は快慶のそれとは異なっている。運慶作とする説についても、それを証明する史料はない。

## 木造良弁上人坐像
国宝。平安時代。像高92.4センチ。

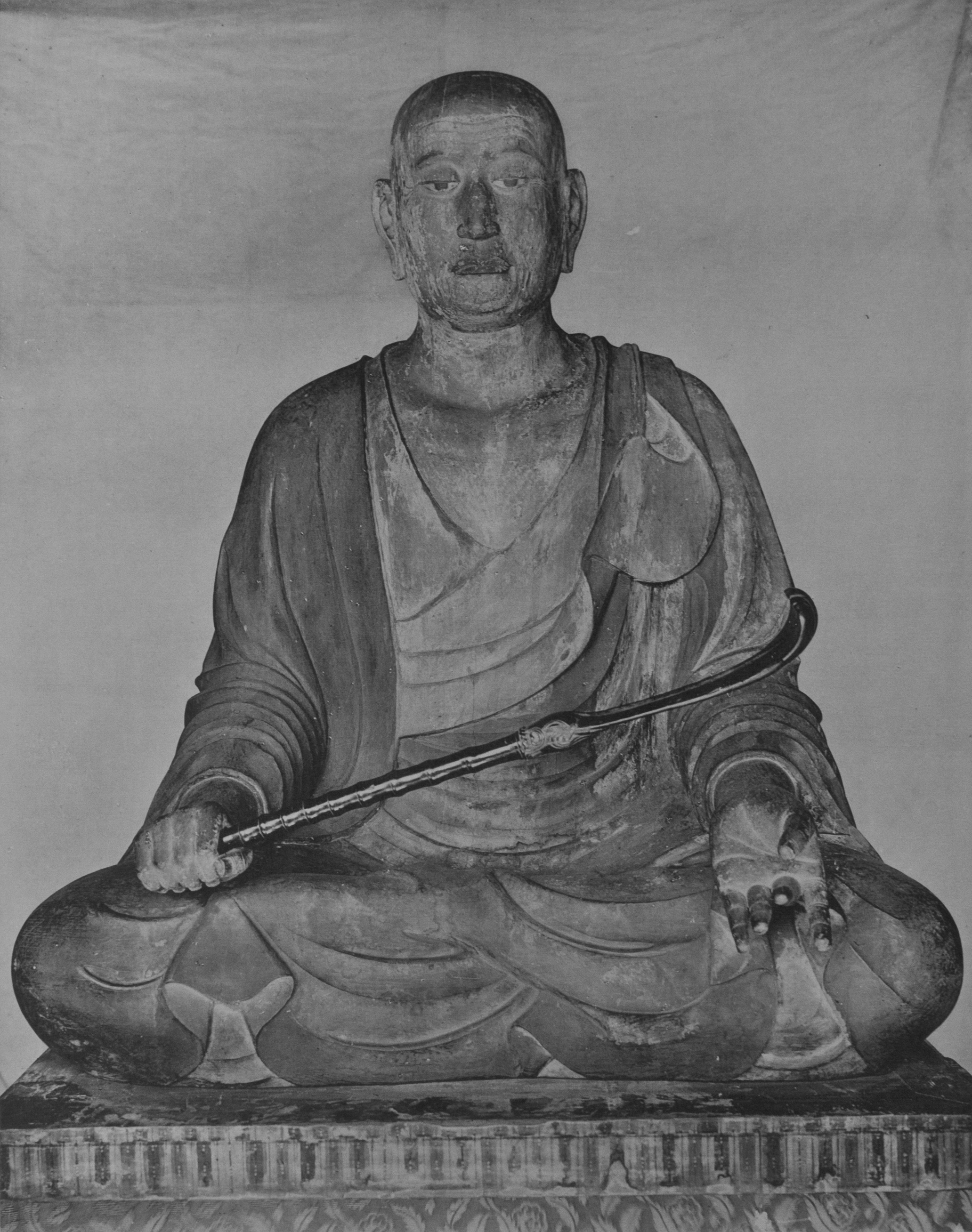
良弁上人像

大仏殿東方にある開山堂の八角厨子内に安置される像。平素は非公開で、毎年12月16日の良弁忌にのみ開扉される。東大寺初代別当・良弁（ろうべん）の像である。良弁は東大寺の前身である金鐘山房（後の金鐘寺）に住して、新羅僧・審祥から華厳教学を学び、大仏開眼後、東大寺の初代別当に就任した。像はヒノキ材（カヤ材とも）の一木造で、両肩の外側、腰部などに別材を矧ぎ、両前膊、両手先も別材とする。内刳は行わない。像表面の白土（はくど）地の彩色は当初のものが残っている。像は法衣の上に袈裟をまとい、右手に如意（仏具の一種）を持つ姿に表す。この如意は古様であり、厨子内に置かれている杖とともに、良弁遺愛の品と伝えている。袈裟は条葉部（縁取り）に朱、田相部（「条葉」に囲まれた区画）は白群の地に白緑と墨で文様を描く。良弁の忌日法要は、同人の死去から2世紀以上経った寛仁3年（1019年）11月16日に始まったもので、本像はこの時に造立されたものと推定されている。衣文線や唇、人中線などのしのぎ立った刻み方、両脚部の厚み、眼球の盛り上がりなどの表現方法には、平安時代初期、9世紀頃の彫刻様式が顕著に現れている。

## 木造僧形八幡神坐像
国宝。鎌倉時代。像高87.1センチ。

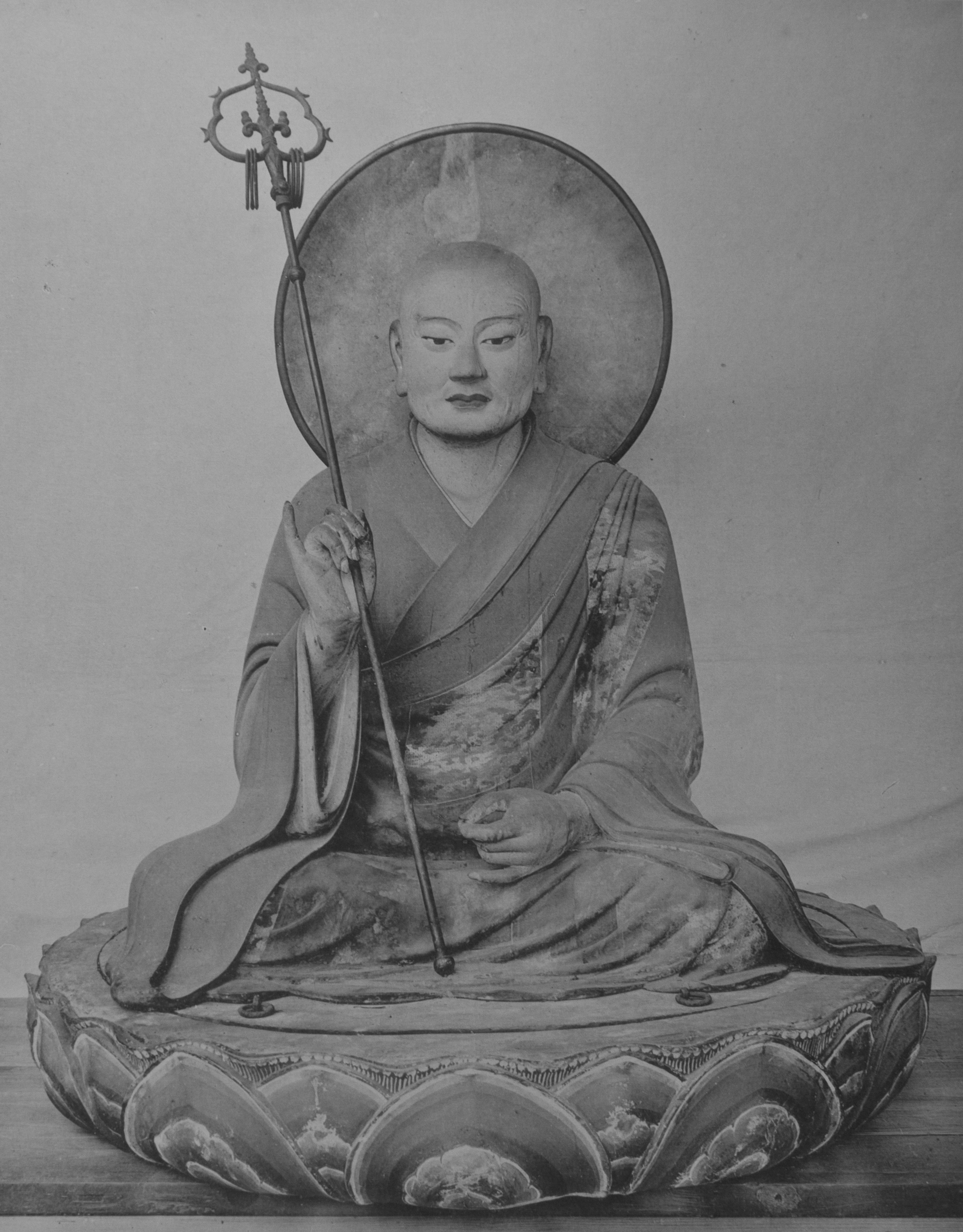
僧形八幡神像

鎌倉時代の仏師・快慶の作。写実表現の的確さと仕上げの入念さから、快慶の代表作の一つに数えられている。もとは東大寺鎮守の八幡宮（現・手向山八幡宮）の神体として祀られていた像で、明治初年の神仏分離の際に東大寺に移された。現在は大仏殿の西方にある勧進所八幡殿に安置されている。平素は非公開で、毎年10月5日のみ公開される。僧形八幡神（そうぎょうはちまんしん）とは、本地垂迹説に基づき、八幡神（応神天皇、誉田別尊）を仏教の僧侶の姿に表したものである。八幡神は、東大寺の大仏建立の際にも神託を下し助成したとされる、東大寺とはゆかりの深い神である。治承4年（1180年）の平重衡の兵火では、東大寺や興福寺の伽藍とともに東大寺鎮守の八幡宮も焼失した。治承の兵火後の東大寺の復興を主導した俊乗房重源は、鎮守八幡宮の再建にあたり、当時、鳥羽の勝光明院宝蔵にあった八幡神画像を請い受けて八幡宮の神体にしようと考えていた。その八幡神画像は、京都高雄の神護寺から鳥羽天皇に献上されたものであったが、神護寺の僧・文覚による返還運動の結果、同画像は神護寺に返還されることになった。重源はやむをえず、件の画像の代わりに彫像の僧形八幡神像を快慶に造らせることとしたものである。勝光明院にあった八幡神画像の原本は現存しないが、神護寺には鎌倉時代に制作された同画像の写しがある。この写しを東大寺の僧形八幡神像と比較すると、額のしわの数などの細部に至るまで一致しており、快慶が画像を忠実に写した彫像の制作を意図していたことが明らかである。本像は法衣の上に袈裟を着けて坐す僧形像で、右手に錫杖、左手に数珠（亡失）を持ち、蓮華座上に坐す。保存状態がよく、像表面には当初の彩色が残り、台座、光背、持物の錫杖も当初のものが残る。頭体の主要部は正中線で左右二材矧ぎとし、これに両体側部、膝前、両腰脇、両手先などに別材を矧ぎ足す。本像は快慶作品には珍しく玉眼を用いず、瞳の部分に黒漆状のものを塗って眼光を表現する。本像における玉眼の不使用は、割首（木造の仏像制作時に、面相部の仕上げなどのために、頸部にノミを入れて割り放すこと）をしていないこととともに、神像としての聖性、神威を表したものと解釈されている。肉身部は肉色に塗り、法衣は黄褐色の上に衣文の縁の部分に金泥彩を施す。袖口や襟元からわずかにのぞく下衣には白群を塗る。袈裟はその図柄から「遠山袈裟」と呼ばれるもので、条葉部（縁取り）は群青で塗った上に金泥の線で縁取り、田相部（「条葉」で囲まれた四角い区画）は黄褐色の地に緑青、群青、代赭などの繧繝彩色（うんげんさいしき）で遠山文様を表す。台座は請花のみの一重座で、蓮弁を朱と緑青の繧繝彩色とする。円形の光背は木製、漆箔仕上げとし、縁部は銅製鍍金である。像内は麻布を貼った上に、聖性を表す赤色顔料（丹）を塗った入念な仕上げとし、その上に長文の銘文が記されている。銘文には「建仁元年十二月廿七日御開眼」の年記とともに、施主として「巧匠アン阿弥陀仏快慶」（「アン」は梵字）の名があり、続いて小仏師28人、漆工3人、銅細工1人の名がある。続けて、願主として今上天皇（土御門天皇）、七条女院（藤原殖子）、太上天皇（後鳥羽院）、八条女院（暲子内親王）、東大寺別当弁曉、守覚法親王（仁和寺、後白河天皇息子）、明恵、明遍等の名がある。この銘文中には東大寺復興大勧進（総責任者）の重源の名が見えず、仏師である快慶が施主でもあるように書かれていること、小仏師28人の中に「運慶」の名があることなどの謎があり、本像がなんらかの特殊な事情のもとに造像されたことを示唆している。

## 銅造誕生釈迦仏立像及び灌仏盤

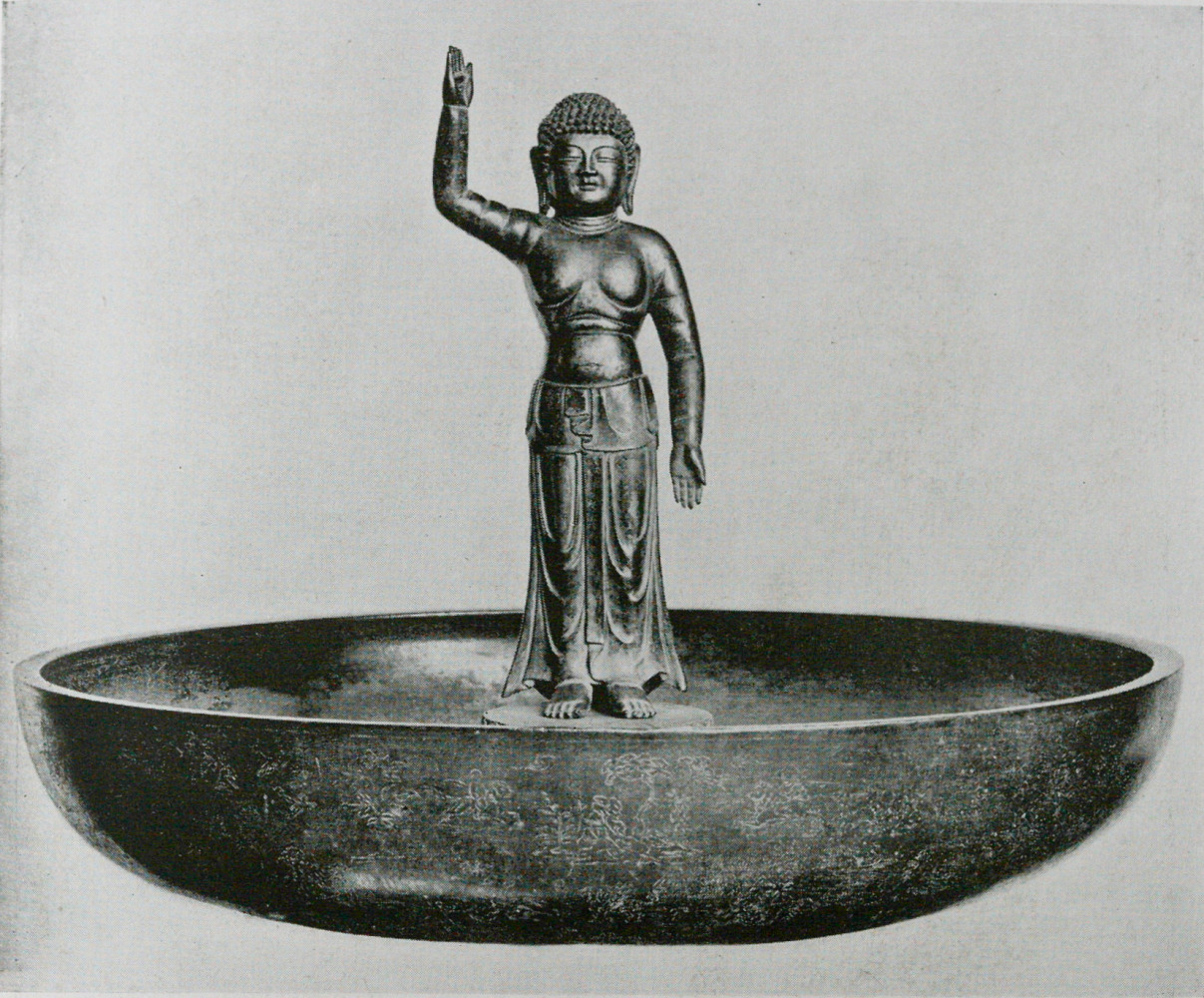
誕生釈迦仏立像及び灌仏盤

国宝。奈良時代。像高47.5センチ。灌仏盤径88.7 - 89.2センチ。東大寺ミュージアム所在。
誕生釈迦仏とは、釈迦が生まれてすぐ7歩歩んで、両手でそれぞれ天と地を指し、「天上天下唯我独尊」と言ったという伝説を造形化したもの。日本の仏教寺院では、釈迦の誕生日とされる4月8日に灌頂会（かんじょうえ、別名は降誕会、花祭りなど）という行事が行われ、その際に誕生釈迦仏に五種の香水（こうずい）を注ぐ風習がある。本像は銅製鍍金で、同じく銅製の灌仏盤（誕生仏に注いだ香水を受けるもの）と一具で国宝に指定されている。誕生釈迦仏の像は通常、像高10センチ前後の小像が多いが、本像の像高は47.5センチである。本像の面相は大仏殿前に立つ金銅八角燈籠（奈良時代）に浮彫りされた菩薩像のそれと似ており、本像も大仏や八角燈籠と同じ頃、すなわち8世紀半ば頃の作とみられる。誕生釈迦仏としては大作であることから、本像は天平勝宝4年（752年）の大仏開眼会に際して制作されたものとする説と、聖武天皇の一周忌以降の制作とする説がある。天を指す右腕は前膊の半ばに継ぎ目があり、そこから先は後補である。像は像高の割に重量が大きく、像内には鋳造時の中型（なかご）の土が詰まったままになっていると推定される。腕や体部には肉のくびれを明確に表し、幼児の体形を表現している。像の足下の木製台座は後補のものだが、像とともに伝わる銅製灌仏盤は一具の奈良時代のものである。盤の立ち上がり部分には、魚々子地（ななこじ）に簡略なタッチで種々の図柄を彫り表している。表されている図柄には、山岳、雲、草花、樹木、鳥、蝶、獣（獅子、麒麟など）、童子、飛仙などがある。

## その他諸堂の仏像

### 南大門

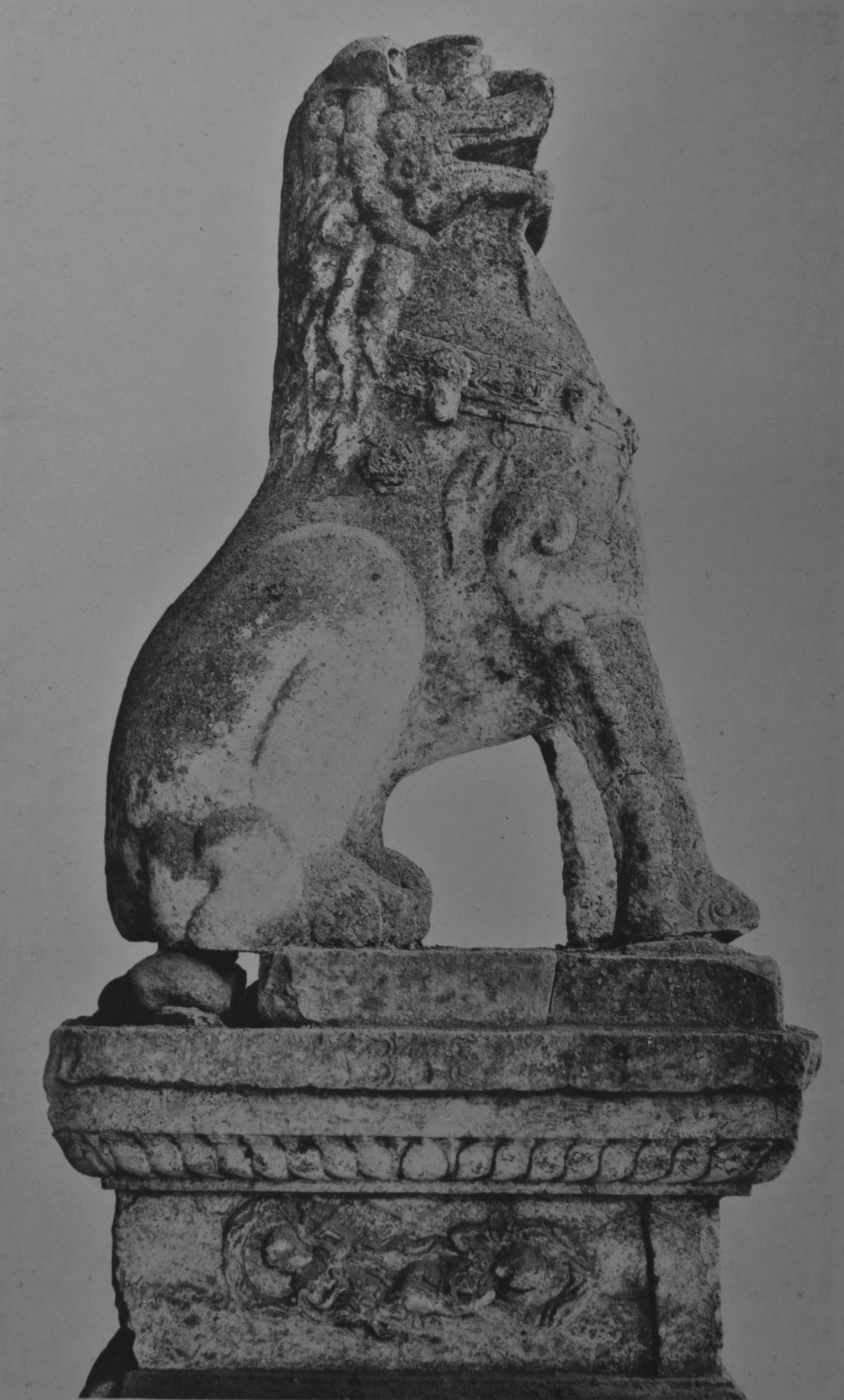
石造獅子（西方像）

石造獅子
重要文化財。時代。像高東獅子180.5センチ、西獅子160.0センチ。
南大門の裏側（北面）の左右に安置される石造の獅子像である。本来は大仏殿前の中門に安置されていたものである。東獅子の台座内から応永37年（1430年）の年紀のある笹塔婆が見つかっており、中門から南大門へ移されたのはその頃とみられる。『東大寺造立供養記』という記録に、これらの獅子は「宋人字六郎等四人」が建久7年（1196年）に大陸の石材を用いて造立したものであるとの記載があり、宋人の石工によって作られたとみられる。この「六郎」については、東大寺法華堂前の石燈籠などの作者として名を残す、伊行末（いぎょうまつ、いのゆきすえ）と同人とする説がある。東獅子、西獅子ともに高い石造台座の上に乗り、台座の腰部と基台部の側面には浮彫装飾がある。東獅子の台座腰部は前後面に牡丹唐草と葡萄唐草、左右面に玉取獅子を表し、西獅子の台座腰部は前後面に牡丹文と蓮華文、左右面に迦陵頻伽（かりょうびんが）と鹿を表す。東西獅子像ともに、台座基台部には雲文を浮彫りする。寺門の左右にこの種の像を安置する際、阿形（開口）と吽形（閉口）の一対とするのが通例だが、本像は東獅子、西獅子のいずれも阿形とする点、両像の像高が約20センチも異なり、作風にも相違があることなどから、本来の一具ではないとみられる。東獅子の方が巻毛などの彫りが細かく、出来が優れていると評される。『奈良六大寺大観 東大寺三』は、北中門と南中門にそれぞれ安置されていた二対の獅子のうちの1体ずつが残ったものかと推論している。

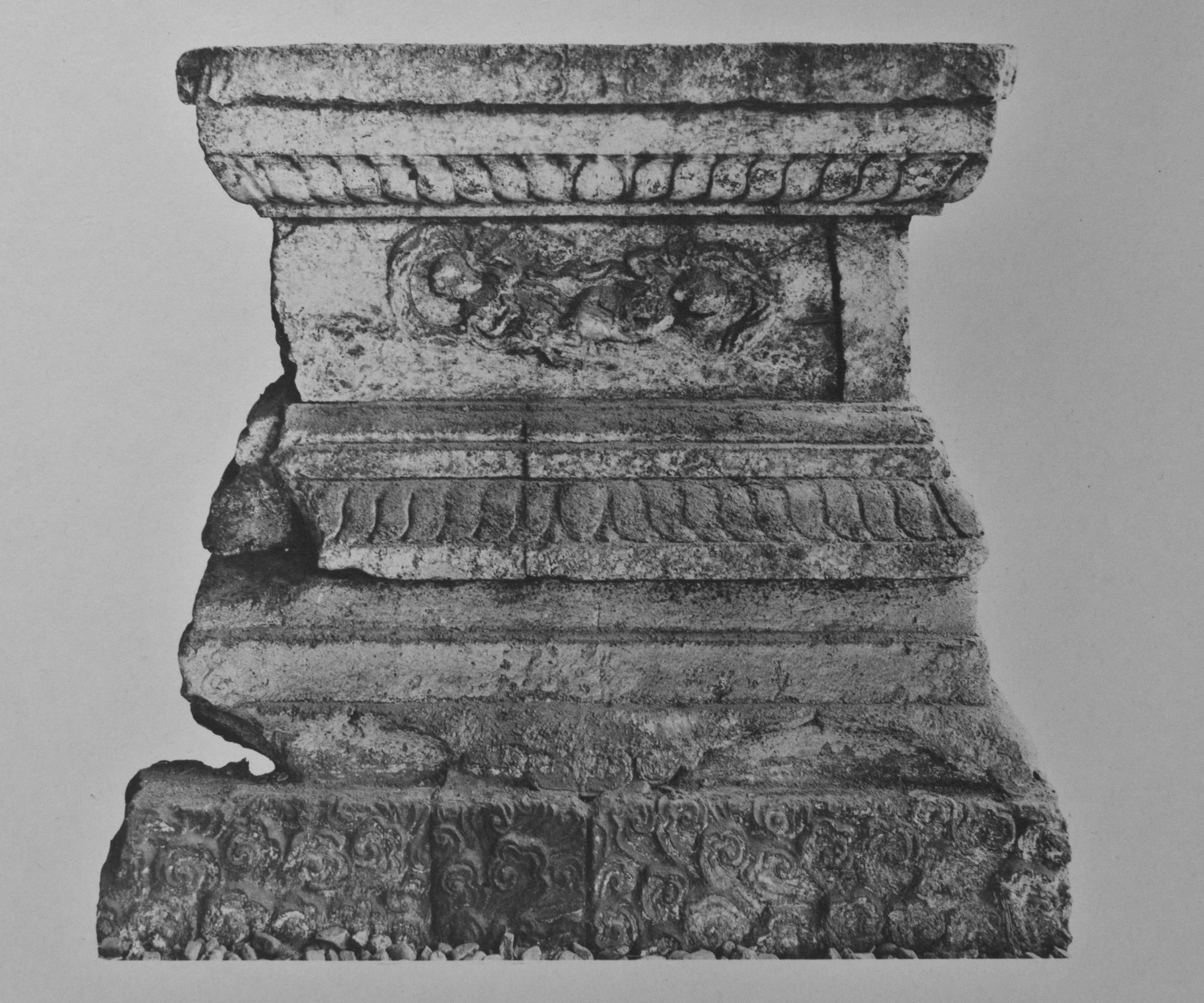
石造獅子（西方）の台座

### 大仏殿
木造如意輪観音・虚空蔵菩薩坐像
重要文化財。江戸時代。像高如意輪観音722.5センチ、虚空蔵菩薩710.0センチ。
大仏の脇侍（きょうじ）は、左脇侍（向かって右）が如意輪観音、右脇侍（向かって左）が虚空蔵菩薩と呼ばれている。如意輪観音は施無畏与願印（せむい・よがんいん、右手は掌を正面に向けて上げ、左手は掌を上に向けて膝上に置く）をむすんで坐し、虚空蔵菩薩は対称的に右手を膝上に置き、左手を上げる。大仏の脇侍像は永禄10年（1567年）の兵火の後、長らく再興されなかった。江戸時代の中期になって、京都の仏師山本順慶一門、大坂の仏師椿井賢慶一門らによって再興造像が開始された。享保11年（1726年）に脇侍像の御衣木加持が順慶・賢慶によって行われ、享保15年（1730年）に如意輪観音像が造立されるが、光背と台座が完成したのは享保20年（1735年）のことであった。虚空蔵菩薩像は宝暦2年（1752年）、了慶、尹慶らによって造立されたものである。両像は本体と台座を貫通する心柱の周囲に桶状ないし箱状に材を寄せて造られている。仏教美術衰退期の江戸時代において、巨像を破綻なくまとめた佳作と評されている。
聖武天皇が発した「盧舎那仏造立の詔」には大仏の脇侍についての言及はない。『東大寺要録』等の古記録にも脇侍像についての詳しい言及はなく、当初の脇侍像の造立事情や形態の詳細は不明である。平安時代末期の絵巻『信貴山縁起』には、創建大仏殿が描かれており、扉の隙間からわずかに左脇侍の姿が見えるが、ここに描かれた左脇侍は左脚を踏み下げて坐していることがわかる。このことから、当初の大仏脇侍像は現状のような結跏趺坐像ではなく、腰かけて片脚を曲げ、片脚を下に下ろした踏み下げ坐像であったと推定される。儀軌に説く如意輪観音は六臂であり、大仏左脇侍のような二臂の如意輪観音は経典に説かれず、日本独自のものである。大仏左脇侍像が「如意輪観音」と称されるようになるのは平安時代以降のことで、当初は単に「観音」と称されていたことが指摘されている。盧舎那仏の脇侍として観音と虚空蔵を配することも経典に見えず、典拠が明らかでない。

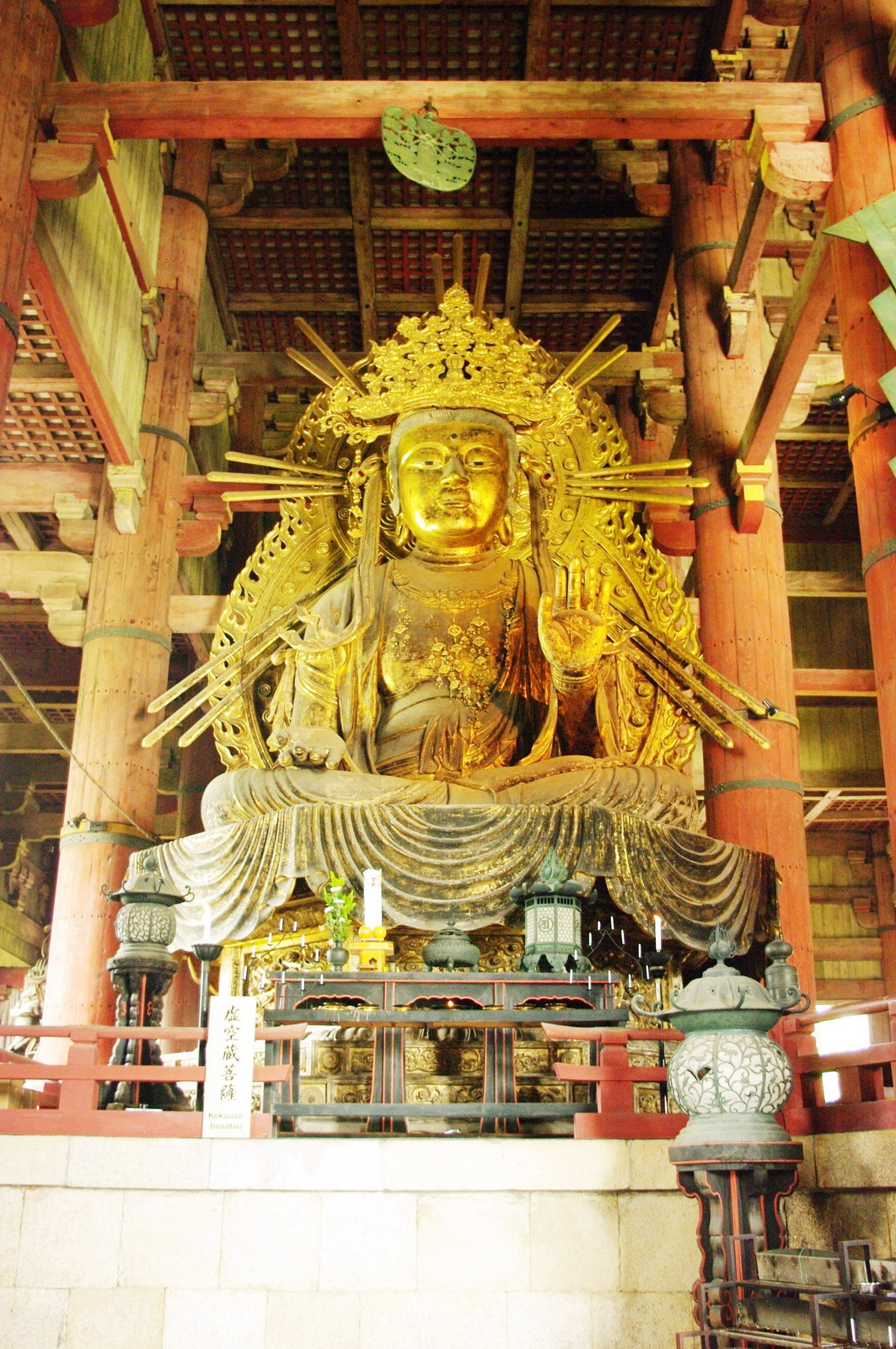
虚空蔵菩薩
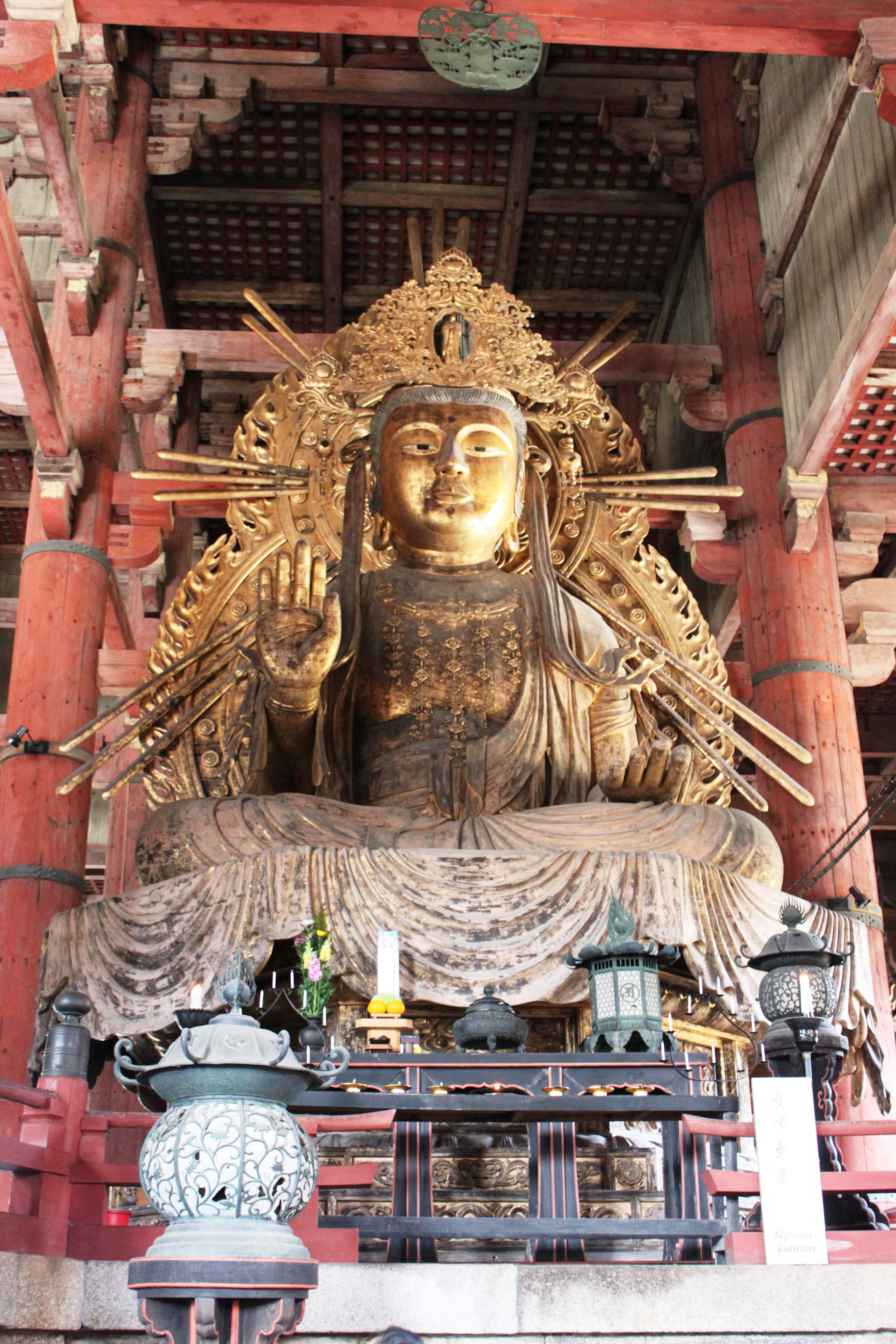
如意輪観音

### 俊乗堂
俊乗堂は平素は非公開で、毎年7月5日と12月16日のみ公開される。（本尊の木造俊乗上人坐像（国宝）については既述。）
木造阿弥陀如来立像
重要文化財。鎌倉時代。像高98.7センチ。
鎌倉時代に東大寺大仏の再興に尽力した俊乗房重源の臨終仏（臨終時に往生者の枕元に安置した仏像）と伝える、三尺の阿弥陀像で、鎌倉時代の仏師・快慶の作品である。俊乗堂内、向かって右の脇壇に安置される。快慶の初期の作品に比べて、量感を抑えた肉取りになっており、円熟期の快慶の絵画的、装飾的な作風の完成を見せる作品である。『東大寺諸集』所収の「新造屋阿弥陀安置由来」という記録に本像の由来が書かれている。それによれば、本像は重源が私財を投じて結縁し、仏師快慶に作らせたもので、建仁2年（1202年）から同3年（1202年から1203年）にかけて造立され、施主は東大寺僧の寛顕、供養導師は解脱房貞慶（げだつぼうじょうけい）であった。本像は前出の寛顕が建保4年（1216年）示寂した際の臨終仏としても用いられた。寛顕の遺言により、本像は高野山の道場に安置されるはずであったが、道場が火災に遭ったため、仁治4年（1243年）に東大寺の中門堂に安置されたという。以上の由来は、仁治4年（1243年）、大法師瞻寛（せんかん）が注進（報告）したものである。『東大寺諸集』はこれに続けて、本像が享禄2年（1529年）に鎮守八幡宮の新造屋に移されたと記す。なお、像の足枘銘（くわしくは後述）により、像表面の截金装飾が施されたのは重源の没後の承元2年（1208年）であったことがわかる（重源が没したのは建永元年・1206年）。本像には「釘打ちの弥陀」の異称もある。伝説によれば、浄土真宗の開祖親鸞が南都遊学の際、この像が親鸞の後について行こうとするので、それを止めるために、像の左足に釘を打ったという。像は割矧造で、ヒノキの一材を体側で前後に割り放し、首も割首として、玉眼を入れる。左右の袖・手先・足先などは別材を矧ぎ、肉髻珠（にっけいしゅ）と白毫（びゃくごう）には水晶を嵌入する。X線撮影により、像内には五輪塔などの納入品が存在することが確認されている。像表面は金泥塗の上に截金で亀甲繋ぎ、麻の葉繋ぎなどの文様を表し、頭髪に群青、唇に朱を差す。光背と台座は後補のものである。右足枘には梵字の「アン」の刻銘があり（「アン」は快慶の別名「安阿弥陀仏」の最初の文字）、左足枘には針書で「広岡ニテ承元二年九月一日細金印始」とある（「細金印始」は「截金を置き始める」意）とある。これらの刻銘と針書は、足枘の表面を一度削った上に記されているが、当初の銘記の内容を写したものとみなされている。
木造愛染明王坐像
重要文化財。平安時代。像高98.4センチ。
俊乗堂内、向かって左の脇壇に安置される像。ヒノキ材の寄木造で、頭体の主要部を左右の二材から彫出し、膝前、背中などに別材を矧ぐ。各所に補修が多い。全体に細身で肉付けが薄い穏やかな作風から、平安時代後期、12世紀の作品とみられる。もとは山城相楽郡和束の鷲峰山寺（じゅぶせんじ、現・金胎寺）にあったものだが、転々と所在を変えた後、明暦年間（1655 - 1657年）に東大寺金珠院の実清法印に寄進された。俊乗堂に移されたのは明治以後である。

### 念仏堂
木造地蔵菩薩坐像
重要文化財。鎌倉時代。像高221.2センチ。通年拝観可能。
大仏殿の東方にある念仏堂の本尊として安置される像。足をくずして安座し、錫杖と宝珠を持つ通形の地蔵像である（ただし持物は後補）。寄木造、彩色、彫眼とする。彩色は大部分が後補のものだが、右肩、右の袖脇、左膝頭など、一部に当初の彩色が残る。像内には「嘉禎第三天」「大仏司法橋康清」の銘と、元禄11年（1698年）の修理銘がある。嘉禎3年（1237年）の銘は字体に崩れがあり、追銘とみられるが、内容は信頼できるものとされている。厚手の着衣表現、硬化した衣文などに作者康清の特色がみられる。

### 二月堂食堂
木造訶梨帝母坐像
重要文化財。平安時代。像高42.2センチ。一般には非公開。
二月堂の登り廊の下に位置する食堂（じきどう）に安置される天女形の護法善神像。経説によれば、訶梨帝母（かりていも、サンスクリット名ハーリティー）は夜叉神の娘で、もとは人間の子供を捕えて喰う悪鬼であったが、釈迦の説法によって改心し、仏法の守護神、子供や安産の守護神となったとされる。日本では「鬼子母神」の名称で広く信仰を集めている。本像は胸に1人の幼児を抱く姿で表される。訶梨帝母像は3人ないし5人、7人、9人など複数の幼児とともに表されることが多く、本像の場合ももとは3人の幼児を伴っていたうちの2人が失われたものと思われる。大袖の衣の上に領巾（ひれ）、肩蔽（かたおおい）を着け、下半身には裳（も）をまとい、左脚を踏み下げて坐す。ヒノキ材の寄木造で、頭体の主要部は左右二材矧ぎ。両脚部には横一材を矧ぎ、膝奥や左足先にも別材を矧ぐ。右手先は欠失するが、他の訶梨帝母像と同様に、元は柘榴果（豊穣多産の象徴）を持っていたものと思われる。白土下地に彩色仕上げとし、肉身の白、着衣の白緑、黄土、朱の彩色は当初のものが残る。衣文は浅く穏やかに刻み、目鼻立ちは小ぶりに表すなど、平安時代末、12世紀頃の作風を示す。

### 三昧堂
木造十一面観音立像
重要文化財。平安時代。像高175.2センチ。通年拝観可能。
二月堂の近くにある三昧堂（さんまいどう、別名四月堂）の本尊として安置される像である。三昧堂の本尊はもとは千手観音像であったが、2013年、堂の改修時に千手観音像は東大寺ミュージアムに移され、代わってこの十一面観音像が三昧堂の本尊となった。この十一面観音像は、奈良市狭川町にあった廃寺・桃尾寺から明治初年に東大寺に移された像である。東大寺に移されてからは二月堂に安置され、後に収蔵庫に移され、2013年に前述のとおり三昧堂に移された。像の構造は一木割矧造で、頭体の主要部をヒノキの一材から彫成し、割り矧いで内刳を行う。右腕は肩と手首で、左腕は肩、臂、手首でそれぞれ矧ぐ。着衣には截金で唐草、卍字繋ぎ、麻の葉繋ぎなどの文様を表す。肉身部の漆箔は後補のもので、光背、台座も後補である。
木造阿弥陀如来坐像
重要文化財。平安時代。像高85.0センチ。
三昧堂内陣の向かって右側に安置される像。定印（じょういん、腹前で両手を組む）をむすぶ阿弥陀像である。構造は一木割矧造で、頭体の主要部をヒノキ材の一木から彫成し、前後に割り放して内刳を行い、頭部は割首とする。面相部も仮面状に割り放して玉眼を入れる。ただしこの玉眼は後補であり、右目には彫り直しの跡がある。なで肩の体形で、肉付けの抑揚を控え、上体の奥行も乏しい。衣文も平行線主体の穏やかなものである。像表面の漆箔は後補で、裳先、後頭部の蓋板、光背も後補とする。台座は九重の蓮華座で、当初のものである。

### 中性院
木造弥勒菩薩立像
重要文化財。鎌倉時代。像高102.7センチ。一般には非公開。
本像は、二月堂近くにある東大寺の塔頭・中性院（ちゅうしょういん）の本尊である。もとは東大寺戒壇院の千手堂にあった。像内に『弥勒上生経』（みろくじょうしょうきょう）が納入されていたことから、本像は弥勒菩薩として造立されたものと思われる（重要文化財指定名称は単に「木造菩薩立像」で、「弥勒菩薩」とは特定していない）。上記『弥勒上生経』に建久の年紀が確認され、像自体も建久年間（1190 - 1199年）の作と見られる。像は腰を軽く左にひねり、右脚をゆるめて立つ。右腕は体側に垂下し、左腕は屈臂して蓮茎を持つ。寄木造で、像表面は漆箔仕上げとする。構造は、頭体を通じた主要部を前後二材矧ぎとし、内刳を行い、頭部は割首とする。面部は仮面状に割り放して玉眼を嵌入する。このほか、頭頂部に蓋状の別材を矧ぎ、髻、両腕、両脚（膝から下の部分）も別材製である。木彫の立像では、根幹材からはみ出る足先の部分にのみ別材を矧ぐ例は多いが、本像の場合は別材製の両脚部を像底から挿し込むという、珍しい技法が用いられている。条帛や天衣を複雑に波打つように表すのが本像の特色で、こうした作風は中国の宋代仏画からの影響と考えられている。本像の作者について、かつては快慶作の可能性が論じられていたが、近年は南都仏師の一派である善派の作品と考えられている。本像と同様の作風を示す像としては、京都・峰定寺の釈迦如来立像などが挙げられる。

### 知足院
木造地蔵菩薩立像
重要文化財。鎌倉時代。像高97.2センチ。厨子高さ183.5センチ。
本像は、大仏殿北方に位置する東大寺の塔頭・知足院の本尊である。平素は非公開で、毎年7月24日のみ公開される。本像は解脱房貞慶（げだつぼうじょうけい）が春日社に参籠した際に伝授された像であると伝える。建長3年（1251年）に良遍（知足院を再興した僧）により知足院本尊に迎えられた。作風の面からも伝承と同じく13世紀半ばの作とみられる。右手に錫杖、左手に宝珠を持つ、通常の地蔵像である。ヒノキ材の割矧造で、頭体の主要部は一材から彫成し、前後に割り矧いで内刳を行い、頭部は割首として玉眼を嵌入する。体側は別材を矧ぐ。像表面は錆下地に彩色仕上げとし、截金で麻の葉繋ぎ、卍字繋ぎ、蓮華唐草、籠目などの文様を表す。台座と持物は当初のものである。胸元を見ると、大衣の下にもう1枚衣を着ているのがわかるが、このような服制は珍しいもので、他の例としては奈良・霊山寺（地蔵院）の地蔵菩薩立像がある。目の吊り上がった厳しい表情は地蔵像としては異例であり、前述の貞慶に関わる伝承を勘案すると、本像は春日社の三宮の本地仏の地蔵として造立された可能性もある。
像を納める厨子は宝形造、黒漆塗で、正面と左右側面に扉を設ける。扉の内面には極彩色と金泥で仏画を描く。画題は、正面扉が毘沙門天及び眷属像と不動明王二童子像、向かって右側面の扉が地獄道と餓鬼道、左側面の扉が畜生道と阿修羅道である。厨子背面板には後補の阿弥陀来迎図を描く。左右扉に六道のうちの4つが描かれることから、背面板にはもとは六道の残りの2つ（人道と天道）が描かれていたとみられる。絵は作風から南都絵所の絵師の筆になるものと思われ、地蔵像よりは時代の下る南北朝時代の作である。

### 勧進所
大仏殿西方にある勧進所は、江戸時代に僧公慶が大仏復興勧進の事務所を置いたところである。勧進所の敷地内には八幡殿、阿弥陀堂、公慶堂などがあるが、平素は非公開。毎年10月5日のみ公開される（公慶堂は4月12日も公開）。（八幡殿の僧形八幡神像（国宝）については既述。）
木造五劫思惟阿弥陀坐像
重要文化財。平安時代。像高106.0センチ。
勧進所阿弥陀堂に安置される像。五劫思惟阿弥陀（ごこうしゆいあみだ）は阿弥陀如来像の変化形で、図像的には螺髪が大きく盛り上がって、頭髪がぼさぼさに伸びた状態を表しているのが特色である。この種の像は、阿弥陀如来がまだ法蔵菩薩という名の菩薩であったとき、衆生を救済するための48の誓願（四十八願）を立てるために「五劫」という長い時間、ひたすら思惟したという経説に基づくものであり、伸びた頭髪は思惟に費やした長大な時間の経過を象徴している。「劫」とは、40里四方の大磐石を100年に一度、白氈（びゃくせん、毛織物）で撫でて、その大磐石が磨り減ってなくなってもまだ終わらない、無限に近い時間である。本像はヒノキ材の一木造で、衣を通肩に（両肩を覆って）着用し、合掌する姿に表す。面相は角張って扁平であり、小さな目鼻立ちを顔の中央部に寄せて表す点に特色がある。厚手で重苦しい衣文表現にも特色があり、こうした特異な作風から、重源（鎌倉時代の東大寺復興に尽くした僧）が宋から将来した像との伝えもあるが、日本特産のヒノキ材を用いることから、日本製である可能性が高い。一木造の仏像であっても、坐像の場合の両脚部は別材を矧ぎ付ける例が多いが、本像は両脚部も含めて一木から彫成しており、脚部の奥行が少なくこぢんまりと作られているのはそのためと思われる。五劫思惟阿弥陀像の作例には、本像のように合掌するもののほかに、定印（じょういん、腹前で両手を組む）を結ぶもの、定印を結んだ両手を袖の中に隠したものなどがある。東大寺の末寺の五劫院（奈良市）の五劫思惟阿弥陀像は、袖の中で定印を組む例である。
木造公慶上人坐像
重要文化財。江戸時代。像高69.7センチ。
勧進所公慶堂に安置される像。像主である龍松院公慶は、江戸時代に大仏と大仏殿の復興に尽力した僧である。鎌倉時代に復興された大仏と大仏殿は、永禄10年（1567年）の三好・松永の兵火でふたたび焼けた。その後、大仏と大仏殿は仮復旧されたものの、仮の大仏殿は大風で倒れ、なかなか再建されなかった。公慶は、長らく露座（雨ざらし）のままであった大仏を見て復興を志し、貞享元年（1684年）、37歳のときに復興勧進に着手。銅板を張って仮復旧の状態であった大仏の頭部を新たに鋳造し、台座蓮弁を補鋳するなどして、元禄5年（1692年）に大仏の開眼供養を行った。大仏殿は宝永2年（1705年）に上棟にこぎつけたが、公慶は大仏殿の竣工を見ずに同年7月、江戸で客死した。58歳であった。本像は公慶の弟子である公盛が、仏師性慶と僧即念（公慶の弟子）に作らせたものである。像は朱衣の上に茶地の袈裟をまとい、胸前で両手を組む。顔はうつむき、眼は充血し、両頬はこけていて、大仏殿復興に後半生を捧げた僧の辛苦を思わせる。

### 戒壇院
戒壇堂は通年拝観可能。千手堂は特別公開時を除き非公開。
銅造釈迦如来・多宝如来坐像
重要文化財。奈良時代。像高釈迦25.0センチ、多宝24.2センチ。
戒壇院の中心堂宇である戒壇堂の堂内中央に立つ多宝塔の中に安置されていた、一対の如来像である（多宝塔内には模造が安置され、原品は東大寺ミュージアムにて保管）。釈迦如来と多宝如来を一対で造像するのは、『法華経』「見宝塔品」の説話に基づく。同経によれば、釈迦が説法をしていたとき、地中から巨大な宝塔が出現し、塔中にいた多宝如来（遠い過去世に悟りを開いた如来の一）がその説法を称賛した。そして、多宝如来は自分の座の半分を空けて釈迦をそこに座らせたという。この説話に基づく造形遺品は中国には多いが、日本では少ない。日本での作例としては長谷寺の『銅板法華説相図』がある。現存する東大寺の戒壇堂と堂内の多宝塔はともに享保18年（1733年）の再興であるが、釈迦如来・多宝如来像は戒壇院が創立された天平勝宝5年（753年）頃の制作とみられる。両像とも銅造で、像全体を一鋳とし、釈迦如来は衣を偏袒右肩（右肩をあらわにする）に着け、上げた右手の第3指を曲げる。多宝如来は通肩（両肩を覆う）に衣を着け、拱手する。釈迦像の印相は鑑真の授戒本尊の印相と同様であることが指摘されている。像表面の金泥による装飾文様は、現・戒壇堂が再建された享保18年（1733年）に施されたもの。
厨子入木造千手観音・四天王立像
重要文化財。鎌倉時代。像高千手観音74.2センチ。像高持国天43.1センチ、増長天44.4センチ、広目天44.2センチ、多聞天44.5センチ。
戒壇院千手堂の宝形厨子内には、千手観音像と四天王像の計5躯が安置されている。千手堂は1998年の火災で全焼しており、現存する堂はその後再建されたものである。火災時に堂内に安置されていた仏像は搬出され、一部損傷はあったが、焼失はまぬがれた。千手観音像は十一面四十臂像で、ヒノキ材の寄木造、金泥塗で玉眼を用いる。着衣には截金で麻の葉繋ぎ、卍字繋ぎ、蓮華唐草などの文様を表す。体部は前後2材矧ぎで、これに別に作った頭部（同じく前後2材矧ぎ）を差し込む（差首）。四天王像はヒノキ材の寄木造だが玉眼は用いない。4体とも極彩色で、精緻で技巧的な作風を示す。千手観音像と同様に頭・体を別に作って差首とするが、頭部は4体とも一材製、体部は広目天が一材製、持国天・多聞天は前後2材矧ぎ、増長天は一材を前後割矧ぎとする。各像は14世紀頃の善派（南都仏師の流派）の作とみられる。類似の作風を示す像として、文和4年（1355年）作の奈良・霊山寺四天王像（三重塔安置）が挙げられる。厨子は宝形屋根、黒漆塗りの春日厨子で、正面と両側面に両開きの扉を設ける。扉の内面は正面に二十八部衆、向かって右側面に倶利伽羅竜剣と不動明王及び二童子、左側面に四明王像（五大明王のうち不動明王を除いたもの）、背面に補陀落浄土図を描く。これらの厨子絵は南都絵所の絵師の作で、像と同時期の作とみられる。厨子の扉6面（正面、左、右各2面）と背板1面は1998年の火災で焼損したため、取り外して別途保管されており、厨子には復元模写絵が描かれた新しい扉と背板が取り付けられている。
木造鑑真和上坐像
重要文化財。江戸時代。像高78.2センチ。
戒壇院千手堂に安置される像。奈良時代に戒律を伝えるため日本へ渡航した唐僧・鑑真の肖像である。戒壇院は江戸霊雲寺の恵光の勧進により享保8年（1733年）に再興されたが、本像も同じ享保8年（1733年）の制作であることが、台座裏の墨書銘からわかる。また、『東大寺年中行事記』寛保3年（1743年）条によると、同年（享保8年から10年後にあたる）に像の彩色を行ったこと、像の作者は戒壇院光達であることがわかる。鑑真が創立した奈良・唐招提寺には、本人の没後まもなく制作されたと思われる鑑真の肖像彫刻があるが、この唐招提寺像を忠実に模して制作されたのが戒壇院の鑑真像である。オリジナルの唐招提寺像に比べると本像は表現が固くなってはいるが、仏像彫刻の衰退期である江戸時代の作品としては優れた技巧をみせる像である。
木造愛染明王坐像
重要文化財。鎌倉時代。像高93.9センチ。
戒壇院千手堂に安置される像。ヒノキ材の寄木造で、玉眼を嵌入する。頭部、体部をそれぞれ前後の2材から彫成し、6本の腕や両脚部は別材とする。像表面は素地仕上げ。宝冠、瓔珞、胸飾は後補のものである。台座は敷茄子（しきなす、蓮華座の部分の名称）と蓮弁を後補するほか、当初のものである。伝来は不明だが、技法作風から鎌倉時代後期の作とみられる。

### 真言院
木造地蔵菩薩立像
重要文化財。鎌倉時代。像高97.2センチ。非公開。
本像は、南大門北西方にある東大寺の塔頭・真言院の地蔵堂の本尊。右手に錫杖、左手に宝珠を持つ、通形の地蔵像である。ヒノキ材の寄木造で、頭体主要部を前後の2材から作り、内刳を行う。頭部は割首とし、玉眼を嵌入する。両手先、両足先は別製のものを差込み、両肩から袖に至る部分に別材を矧ぐ。像表面は錆下地に白土を塗った上に彩色とする。光背と台座は後補。作風から鎌倉時代中期の作とみられる。1954年の修理時に頭部と台座の内部から多数の納入品が発見された。頭部内には両界種子曼荼羅、般若心経、宝篋印陀羅尼経などが納められていた。台座内の納入品は、像が嘉永6年（1853年）に修理された際に納入されたものとみられる。
木造四天王立像
重要文化財。鎌倉時代。像高持国天86.2センチ、増長天88.8センチ、広目天88.9センチ、多聞天89.5センチ。非公開。
東大寺塔頭・新禅院（現在は寺籍のみ残り、堂宇はない）に伝来した四天王像である。現在は東大寺塔頭・真言院の地蔵堂に安置される。各像の像内にはそれぞれ白檀製五輪塔と経巻（金光明経四天王品）が納入されていた。同経巻の奥書によれば、この四天王像は、弘安3年から4年にかけて（1280 - 1281年）、新禅院聖守（しょうしゅ）が蒙古撃退のために発願し制作されたものである。奥書に仏師の名は記されていないが、聖守が東大寺大仏師に任命した慶守の作とする説が有力である。慶守は「慶秀」とも書き、運慶の孫の仏師康円の子で、慶派正系の仏師である。各像はヒノキ材（広目天のみサクラ材）の寄木造で、各像とも頭体を通して前後の2材矧ぎとし、彩色、玉眼とする。

## その他

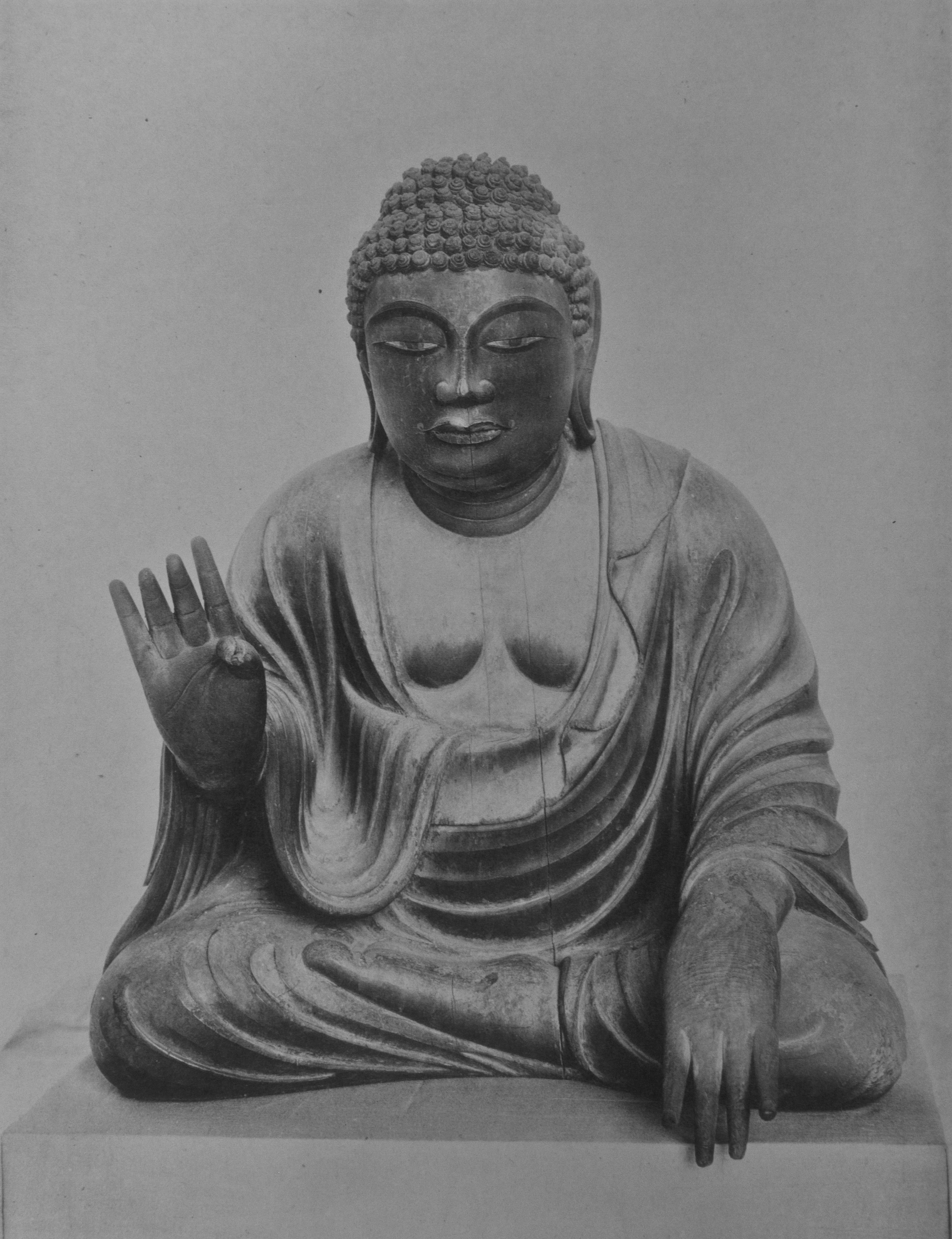
弥勒仏像

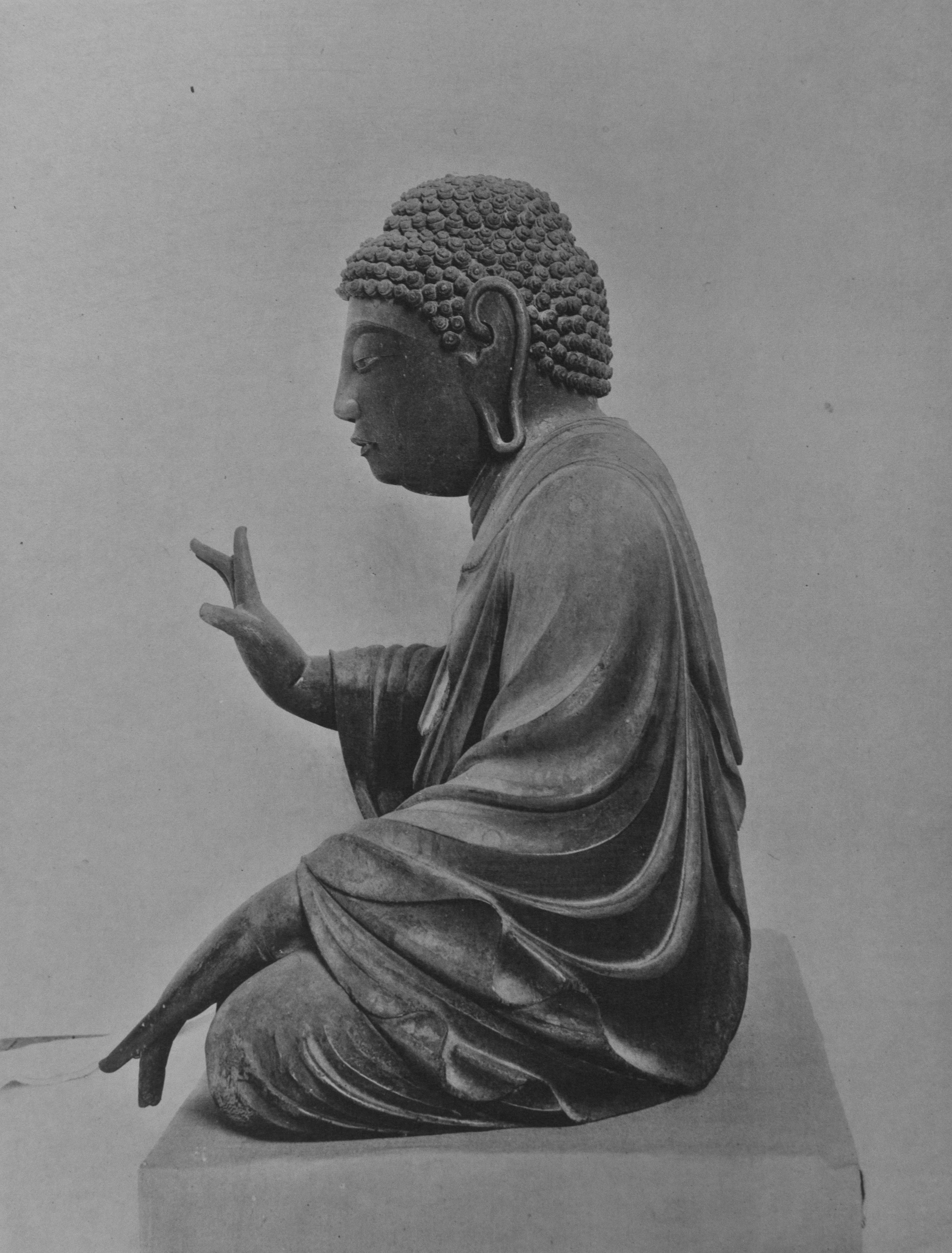
弥勒仏像

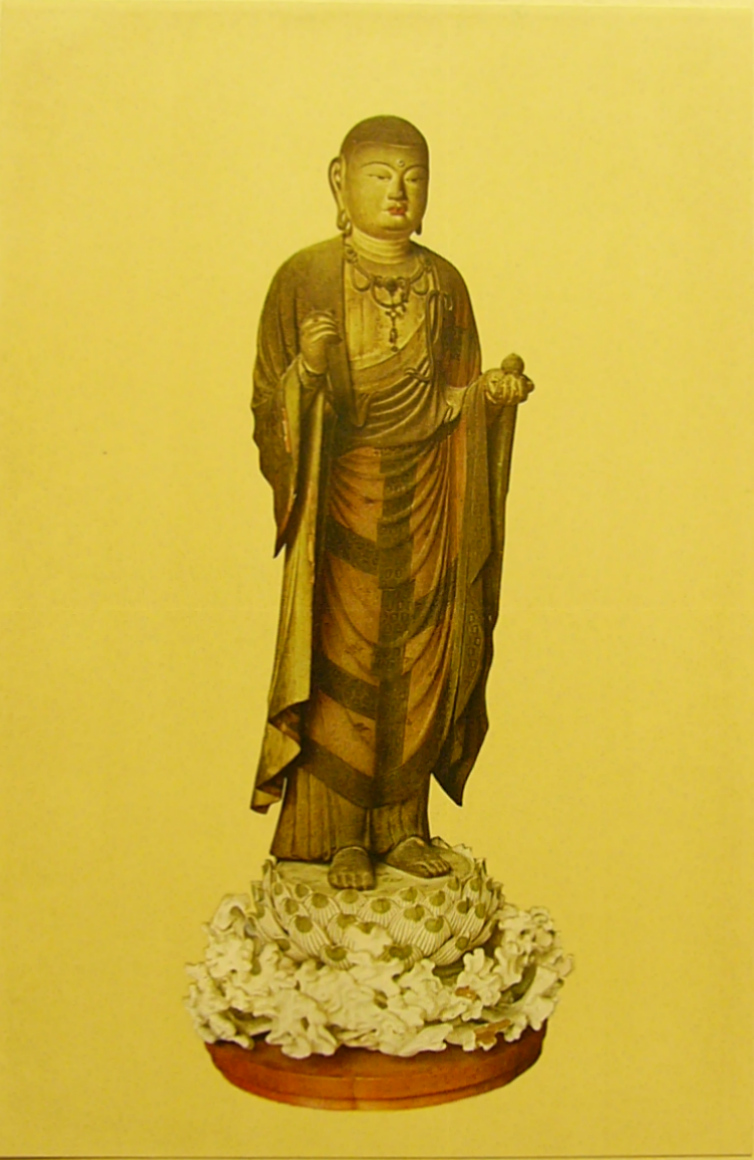
地蔵菩薩像（快慶作）

以下に、東大寺ミュージアムに保管されている像、奈良国立博物館に寄託の像などについて説明する。
銅造弥勒菩薩半跏像
重要文化財。奈良時代。像高32.8センチ。
本像は飛鳥・奈良時代に多く作られた、いわゆる「小金銅仏」の一例である。榻座（とうざ）と呼ばれる円筒状の台座上に坐し、左脚を踏み下げ、右脚先を左の腿上に乗せ、右手を頬に軽くあてて思惟のポーズを示す、いわゆる半跏思惟像（はんかしゆいぞう）の一つである。寺伝では聖武天皇の念持仏とされ、像名を如意輪観音と伝える。1924年に重要文化財（旧国宝）に指定された際の名称も「銅造如意輪観音半跏像」であるが、この種の半跏思惟像は多くが弥勒菩薩と呼ばれており、本像も本来は弥勒菩薩として造像されたものとみられる。像は本体から、格狭間（ごうざま）を設けた框座までを銅の一鋳とするが、右前膊（肘から先）は別鋳。首回りの瓔珞、肩から垂れる天衣、腕釧（わんせん、腕輪）は銅製の別に作ったものを取り付けている。銅厚は薄い。頭部に「三面頭飾」と称する飾りを付す点、下瞼の線を明瞭に刻まない点、体部に抑揚が乏しい点などは飛鳥時代後期（白鳳期）の作風である。一方、衣文が密に刻まれ形式化している点は一時代下った奈良時代の要素であり、本像の製作期はおおむね8世紀とみられる。本像は東大寺戒壇院に伝来したものだが、史料によれば、かつては丸山西地区の堂宇にあった。丸山西地区とは、東大寺境内北西の山麓に位置し、東大寺の前身の一つである金鐘山房があったと推定される場所である。
銅造舟形光背
重要文化財。奈良時代。身光部高226.5センチ。頭光部径72.3センチ。
本品は、東大寺二月堂の大観音（おおかんのん）と呼ばれる十一面観音像にもと付属していた光背の断片である。二月堂には本尊として大観音、小観音（こがんのん）と呼ばれる2体の十一面観音像があり、いずれも絶対の秘仏で公開はされないが、大観音の光背断片（本品）のみは公開されている。この光背は、寛文7年（1667年）の二月堂の火災の際に損傷して断片化し、法華堂前の校倉に保管されていたのを、1900年に関野貞が発見したものである。光背は円形の頭光（ずこう、仏像の頭部背後の光背）と、舟形（蓮弁形）の身光（体部背後の光背）に分かれ、現状は、身光部と頭光部の断片がそれぞれ台板に貼付されている。頭光部は破損が激しく、欠損部分が多く、ほとんど原形をとどめていない。身光部は断片化し、一部に欠損はあるが、大部分が残っている。身光部は界線によって内側・中間・外側の3つの区画に分けられており（説明の都合上、以下これらを内区、中区、外区と呼ぶ）、最外部には火焔を表す。身光部には表裏とも魚々子地（ななこじ）にタガネで多数の仏・菩薩の像を線刻する。仏像の光背にはさまざまなデザインのものがあるが、本作のように、光背の表裏両面に多数の仏・菩薩像を表したものは、日本では他に類例がない。この線刻画は、盛唐様式の影響を受けた、奈良時代の絵画資料としても貴重なものであり、大仏蓮弁の線刻画にやや遅れる、760年代頃の作とするのが定説である。なお、光背の断片は板に貼られていたため、直接観察できるのは表側のみで、裏面の図様は長年拓本でしか見ることができなかったが、保持板をアクリル板に取り替える修理が行われ、2016年に約100年ぶりに裏面が公開された。また、光背のどちらの面が本来の表面および裏面であったかは定かでないが、以下では説明の都合上、現状、板に張られた状態で表側になっている方を「表面」、反対側を「裏面」とする。身光部の表面は、上から4分の1ほどの高さに水平線を引いて上下に分け、この水平線より上の半円形の部分には浄土変を表す。浄土変とは、浄土のありさまを経典に基づいて表現したものである。内区は如来1体と両脇に各3体の菩薩像、中区は如来1体と諸菩薩像、外区は如来3体と諸菩薩像をそれぞれ表す。中区の菩薩像は合掌するもののほか、奏楽舞踊するものがある。前述の水平線より下の部分には、中央の区画に千手観音立像を大きく表し、その周囲に多数の諸仏を表す。千手像と同じ区画内には、背景に多数の小仏像を表し、千手像の足元には左右に各7体の菩薩像を表す。千手像の周囲の区画は、上半分と下半分にそれぞれ異なる図様を表す。上半分は全部で52個の小さな方形に区画し、それぞれの方形の中に1体ずつの如来像を表す。下半分は梵天・帝釈天、四天王など計32体の像を表し、その中には羽衣をまとった神仙像が含まれる。身光部の裏面上部の図像は表面のそれと類似している。内区は如来1体と菩薩3体、中区は如来7体と諸菩薩像、外区は如来3体と諸菩薩像をそれぞれ表す。中区の菩薩像は表面のそれと異なり、奏楽舞踊するものはない。裏面の下部には須弥山や十八地獄などを表す。以上の図様は、『千手経』に説く、千手観音の光明が天界から地獄まであまねく照らすということを表現したものと解釈されている。
木造弥勒仏坐像
国宝。平安時代。像高39.0センチ。
もと東大寺法華堂（三月堂）に安置されていた像。本像は、寺伝では東大寺初代別当・良弁の念持仏と伝え、「試みの大仏」（大仏の試作品の意）の通称もあるが、作風・技法から、実際は良弁の時代よりやや下った平安時代初期、9世紀初頭の作とみられる。平安時代初期（9世紀）の仏像には、日本の他の時代の仏像にはない独特な表現（後述）が認められるが、本像はその時期の仏像を代表する典型作として国宝に指定されている。カヤ材（ヒノキ材とも）の一木造で、像底を浅く刳る以外に内刳はない。螺髪は別製のものを植え付け、右手先は別材を矧ぐ。膝上に伏せた左手先については、「本体と同木から作ったものを、いったん割り放している」とする文献もあるが、2015年の国宝指定時の文化庁の説明では、左手先は本体とは別材であるとする。螺髪に群青を塗り、瞳、眉、鬚に墨、唇に朱を差し、これ以外の部分は素地仕上げとする。なお、2015年の国宝指定時の文化庁の説明では、完全な素地仕上げではなく、像表面全体に赤色塗料を薄くかけていることが指摘されている。同庁の説明によれば、本像は檀像（香木のビャクダン製の仏像）に擬した「代用檀像」であり、赤色塗料をかけるのは、見かけをビャクダンに似せるためである。日本ではビャクダンを産しないため、カヤ材を用いた「代用檀像」の作例が多い。本像は像高40センチ足らずの小像にもかかわらず、衣文を大ぶりに表し、球形の頭部を大きめに、しかも前方にせり出すように造形するなど、全体にデフォルメが目立つ。頭部を前方に突き出すとともに、両脚部の奥行を浅く作るため、像が観者の方へ迫ってくるような感を与える。衣文はその形状から「茶杓形衣文」「松葉形衣文」などと称されるものを交える。また、右腕に掛かる衣が袖状になっている部分の内側の、彫刻のしにくい部分にまで入念に衣文を刻んでいる点が注目される。このような均整を破ったデフォルメや、切れ味の鋭い衣文表現は平安初期彫刻の特色である。肉髻（にっけい、頭頂部の盛り上がり）を低平に、かつ後寄りに作るのも、奈良・新薬師寺の薬師如来坐像などの平安初期彫刻に見られる特色である。本像の左手を伏せて（掌を下へ向けて）膝上に置く印相は弥勒仏によく見られるものではあるが、本像が造像当初から「弥勒」と呼ばれていたかどうかは不明である。
木造千手観音立像
重要文化財。平安時代（奈良時代説もあり）。像高266.5センチ。本像は東大寺三昧堂（四月堂）の本尊として安置されていたが、現在は東大寺ミュージアムに移されている。十一面四十二臂（頭上に11の小面があり、42本の腕で「千手」を表す）の千手観音像である。像高260センチを超える大作であるが、頭体の主要部はヒノキの一材から彫成し、腰以下の両体側に別材を寄せる構造とする。肩幅が広くがっしりとした体形で、脇手（千手観音像の体側に表された多数の手を指す）は太くかつ長く、扇形に広がる。脇手のうち、像の胴体部から直接出ているのは正面中央の合掌手と、左右の脇手のうち最前列のもののみである。それ以外の脇手は、前の列の脇手の上膊部に順次矧ぎ付けている。像の保存状態は比較的良好で、合掌する2本の腕から下がる天衣も当初のものだが、持物、光背、台座は後補。表面の彩色は大部分剥落している。本像の制作年代については諸説ある。太造りの体躯や下半身に見られる翻波式（ほんぱしき）衣文などは平安初期彫刻にみられる要素だが、目鼻立ちを小ぶりに穏やかに表す点から、制作年代を10世紀頃まで下げる見方がある一方、8世紀前半の作とする説もある。井上正は、後世の千手観音像の脇手が小型化していくのに比して、本像の脇手は異様に大きく、像全体としての造形的なバランスを欠いていることを指摘し、こうした造形を初発性とみなして、本像の制作時期を奈良時代、8世紀前半としている。東大寺の明治30年（1897年）の宝物取調台帳によると、当時本像は東大寺法華堂（三月堂）の礼堂にあったもので、後に三昧堂に移された。法華堂礼堂に移される以前の所在については正確なことは不明である。『三綱所日記』という記録には、元禄11年（1698年）に東大寺の浄土堂（現存せず）から移されたとあるが、東大寺境内東方の山麓にあった千手堂の本尊であったとの伝えもある。
木造阿弥陀如来坐像
重要文化財。平安時代。像高88.5センチ。
大仏殿の西方にある勧進所阿弥陀堂に安置されていた像。定印をむすんで坐す阿弥陀像である。ヒノキ材の寄木造で、正中線で矧ぐ左右2材から頭体の主要部を彫成する。像表面は漆箔仕上げとする。伏目がちの表情、細かく刻まれた螺髪、平行線状に整えられた衣文など、典型的な定朝様式（平安後期の仏師・定朝の作風）を示す。ただし、大衣の下に内衣を着る点（左肩から腹前にかけて内衣の縁が見える）、衣文の本数が繁くなっている点などに時代の下降する要素がみられ、鎌倉時代に近づいた頃の制作とみられる。台座は古い部分もあるが、大部分が他像からの転用または後補である。台座に宝永7年（1710年）の修理銘があり、それによれば、本像はもと眉間寺（みけんじ）に伝わったものである。眉間寺は聖武天皇陵近くにあった寺で、明治初年に廃寺になった。本像のほか、もと眉間寺にあった釈迦如来坐像と薬師如来坐像（ともに鎌倉時代）が東大寺に移され、勧進所阿弥陀堂に安置されている。
木造十二神将立像
重要文化財。平安時代。像高95.0 - 110.6センチ。
十二神将は薬師如来を守護する12体の夜叉である。本一具は東大寺南大門東方にある同寺の本坊（旧東南院）の天皇殿に安置されていたものだが、その伝来や、当初の安置場所等は不明である。本一具は、忿怒神でありながら、穏やかで優美な像容が特色で、こうした作風や技法から平安時代後期、11世紀ないし12世紀の作とみられる。各像ともヒノキ材の寄木造で、白土下地に彩色、截金仕上げとする。彩色と截金は当初のものが残存している。各像の頭上には十二支の動物の標識を付けている。本来は相互に関係のない十二神将と十二支とを結びつけた作例としては初期のものである。12体の像は、兜の有無、体勢、髪型などに変化をもたせ、群像としての効果を出している。また、子神像と丑神像など、2体ずつが一組になって向かい合うようなポーズに作られている。細部の図像に着目すると、この種の神将像では腹甲（ふくこう）に獅噛（しかみ）という、獅子が綱を噛む形の装飾を表すことが多いが、本群像では、寅神像にみられるように、獅噛に代えて十二支の動物の頭部を表しているものがある。
木造地蔵菩薩立像
重要文化財。鎌倉時代。像高89.8センチ。
もと東大寺の勧進所公慶堂に安置されていた像。勧進所八幡殿の僧形八幡神坐像、俊乗堂の阿弥陀如来立像とともに、東大寺に伝わる快慶作の仏像の一つである。右手に錫杖、左手に宝珠を持つ、通形の地蔵像である（ただし錫杖は亡失）。右足を軽く踏み出し、それに伴って衣の文様に変化が生じている。像表面の彩色、截金文様、銅製の装身具などは当初のもの。構造は、彩色が厚く残っているために詳細は不明だが、頭体部を一材から彫成し、前後に割り矧いでいると推定される。光背は亡失している。台座は蓮華座の部分は他の仏像からの転用、その周囲に張り付けた雲形の部分は後補である。右足枘に「巧匠法橋快慶」の刻銘がある。快慶が法橋の僧位に任じられたのは建仁3年（1203年）、法眼に昇任したのが承元2年から4年の間（1208 - 1210年）であり、本像はこの間の作である。快慶の作品は多数現存するが、法橋時代の作品で現存するものは本像以外には他に1体（大阪・大円寺の阿弥陀如来像）しかない。快慶の円熟期を代表する作品である。
木造聖観音立像
重要文化財。鎌倉時代。像高183.0センチ。
現在の奈良県天理市にあった廃寺・内山永久寺に伝来した像である。明治初年の廃仏毀釈で同寺が廃絶した際に東大寺二月堂に移された。像は右腕を下げ、左手には蓮茎を執る。まなじりの上がった厳しい表情に快慶風がうかがわれるが、作者は不明である。肉付けや衣文の表現には単純化の傾向がうかがわれる。雲上の蓮華を表した台座は当初のもの。光背は中心部分のみが当初のものである。本像は現在、聖観音（しょうかんのん）と呼ばれているが、像容はボストン美術館の弥勒菩薩像（快慶作）などの弥勒像に似ている。内山永久寺に関する中世の記録である「内山之記」「内山永久寺置文」には本像に該当する観音像の記載がなく、「内山寺置文」に快慶作の弥勒像と記載されているものが本像にあたると推定される。
木造青面金剛立像
重要文化財。平安時代。像高169.4センチ。
青面金剛（しょうめんこんごう、せいめんこんごう）は、もとは鬼病（鬼神にとりつかれたことが原因と考えられた奇病）を流行らせる神であったが、後に、病難を除くための修法の本尊とされた。本像はもと東大寺俊乗堂にあり、1890年（明治23年）に三昧堂に移され、さらに大正時代に念仏堂に移された。青面金剛の図像について、『陀羅尼集経』（だらにじっきょう）には三眼四臂像を説くが、本像は三眼六臂である。髪を逆立て、6本の腕や体部の各所に多数の蛇が巻き付く奇怪な容姿であるが、全体に表現が穏やかで威圧感がない。胸の肉取りは扁平で、腰布には平行線状の穏やかな衣文を刻む。こうした作風から平安時代後期、10世紀ないし11世紀前半の作とみられる。構造は一木造で、材はカヤと思われる。頭・体から台座の中心部分までを一材から彫成し、内刳する。6本の腕はそれぞれ肩、臂、手首で矧ぐ。像表面は白土下地に彩色を施す。肉身部は青に塗っていたと思われるが、彩色はほとんど剥落している。頭上には2匹の蛇がからんで冠状をなしている。帯や条帛のように見えるものも、よく見ると蛇のからんだものである。両耳の耳朶にからむ2匹の蛇は胸前で交差して、胸飾のような形に表されている。6本の手のうちの一部に剣、輪宝などを持つが、これらの持物はすべて後補で、当初何を持っていたかは明らかでない。左第一手（胸前にあてる）以外の手先は後補であり、左第二手（輪宝を捧持）の全部と右第二手の上膊部も後補である。
木造釈迦如来坐像
重要文化財。鎌倉時代。像高29.0センチ。
もとは大仏殿西側にある指図堂（さしずどう）に安置されていた像。像底の墨書と、像内納入品の願文によると本像の造立の経緯は以下のとおりである。海住山寺（現・京都府木津川市）の十輪院の僧・覚澄が亡き母のために造像を発願したもので、仏師善円が嘉禄元年（1225年）10月16日から11月2日までかけて造立。翌嘉禄2年、明恵が京都の高山寺で開眼供養を行った。像はカヤ材の一木造の小像で、膝などに別材を矧ぐ。台座は当初のものでやはりカヤ材を使用している。この台座は各段を別材から作り、積み上げて作っている。台座蓮弁からは瓔珞を垂らす。光背は失われている。髪に群青を塗り、眼、眉などに墨、唇に朱を差すほかには文様はなく、素地仕上げとする。ただし、完全な素地ではなく、像全体に薄く染料を掛けているとの説もある。作者善円は南都を中心に活動したいわゆる「善派」の仏師の一人で、本像の切れ長の眼、小ぶりだがくっきりと刻まれた目鼻立ちなどは善円の特色である。像内には華厳経、宝篋印陀羅尼経、舎利、香木などの納入品が納められていた。
木造持国天立像
重要文化財。平安時代。像高201.0センチ。
現在の奈良県天理市にあった廃寺・内山永久寺に伝来した像で、明治初年の廃仏毀釈で同寺が廃絶した際に東大寺に移され、二月堂に保管されていた。ヒノキ材の寄木造で、像表面は布貼りの上に漆箔、彩色、截金で仕上げる。左腕は体側に下げ、右腕は肘を軽く曲げて掌を上に向ける。この右腕は長らく欠けていたが、2001年に東大寺の収蔵庫から発見された仏像の腕が本像のものであることがわかり、もとどおりに本体に接合された。両手の持物は亡失しているが、像のポーズから、本来は右手に宝珠、左手に剣をもっていたとみられる。これは『陀羅尼集経』に説く持国天の像容と一致する。花冠、獅噛、装身具等は本体材から彫出したものではなく、別製のものを貼付している。像内納入品の木箱と木札にはそれぞれ永暦元年（1160年）と治承2年（1178年）の年紀がある。
木造多聞天立像
重要文化財。平安時代。像高186.5センチ。
前項の持国天像と同じく、奈良県天理市にあった廃寺・内山永久寺に伝来した像で、明治初年の廃仏毀釈で同寺が廃絶した際に東大寺に移され、二月堂に保管されていた。持国天および多聞天はいずれも四天王の一員であるが、本像は前出の持国天像とは作風や技法が異なり、両像は一具の像ではないとみられる。本像はヒノキ材の寄木造で、左腕を下げ、右腕を上げ、顔は右上方を見上げている。像が手にしていた持物は亡失しているが、本来は上げた右手に宝塔を捧げ持ち、それを見上げていたものとみられる。前項の持国天像と異なって、装身具類は本体と共木から彫出しており、彩色の下地も持国天像とは異なる。右肩の矧ぎ目に平治元年（1159年）の墨書があるが、これがただちに造立年次を示すものかどうかは不明である。像内に組まれた木骨の墨書から、文永2年（1268年）に法橋慶円が本像を修理したことがわかる。
木造閻魔王・泰山府君坐像
重要文化財。鎌倉時代。像高閻魔王123.0センチ、泰山府君124.0センチ。
もとは大仏殿東方にある念仏堂の本尊地蔵菩薩像（1237年、康清作）の両脇に安置されていた像。両像とも官服を着、大きな冠を被って坐す。閻魔王は開口し、右手に笏を持つ。泰山府君（たいざんふくん）は閉口し、右手に筆、左手には人頭杖を持つ。泰山府君はもとは中国の道教の神であるが、仏教と習合して閻魔王の眷属とされた。閻魔王像は前後2材から頭体部の主要部を彫成する簡略な構造であるのに対し、泰山府君像は中心材の前後左右に細かく材を寄せている。泰山府君像は衣文を鎬（しのぎ）を立てずに柔らかく刻み、大づかみな造形であるのに対し、閻魔王像は衣文を繁く刻むなど、作風にも相違がある。泰山府君像は、その木寄せ法や作風から、念仏堂本尊地蔵像と同じく康清の作と推定され、閻魔王像は若干時代が下るとみられる。
以下に、「彫刻」として重要文化財に指定されている、東大寺所蔵の仮面類と獅子頭について略説する。

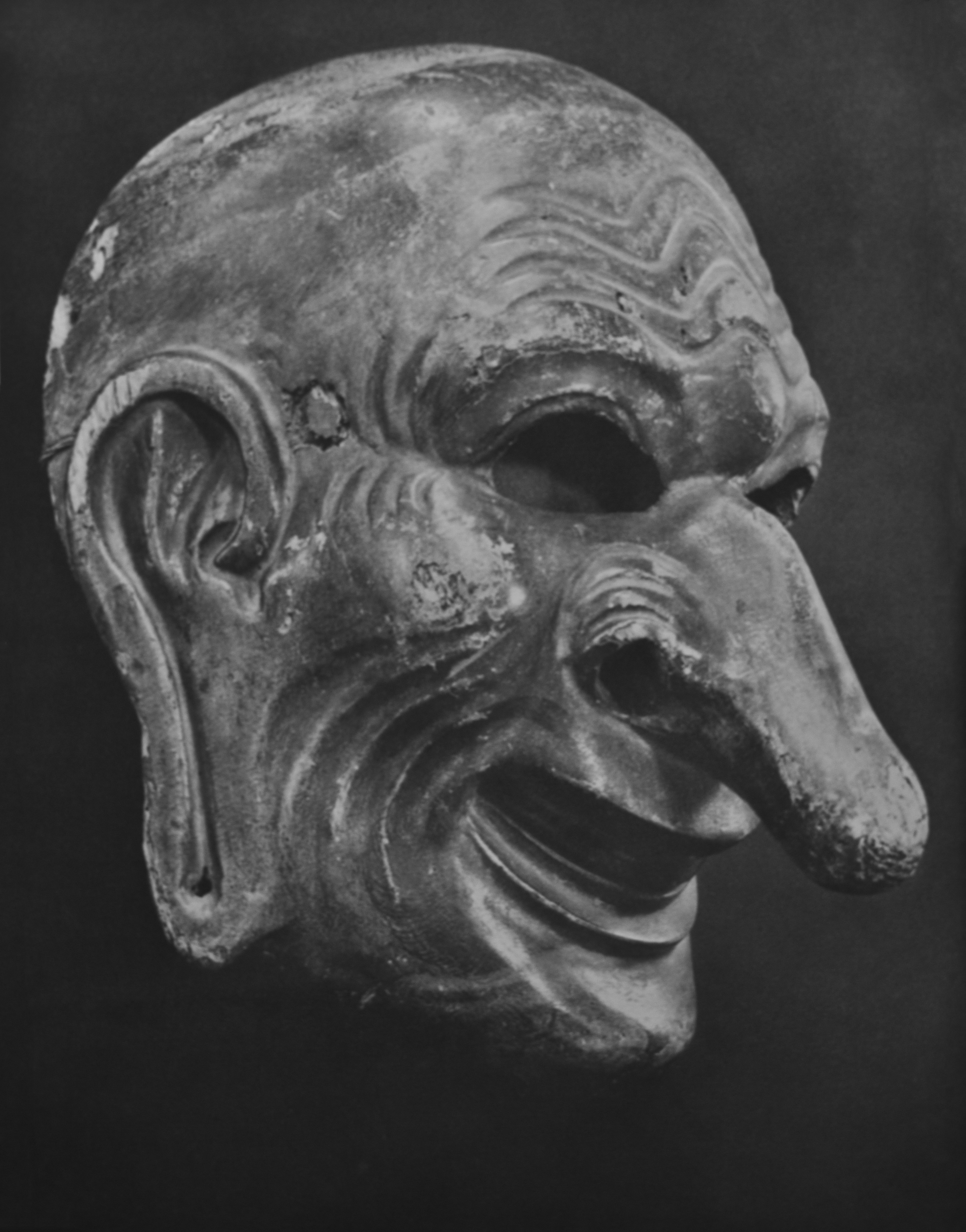
伎楽面30面のうち酔胡従

木造伎楽面
重要文化財。奈良時代。木造伎楽面29面と乾漆伎楽面1面の計30面が重要文化財に指定され、木造伎楽面残欠5片（4面分）と乾漆伎楽面残欠7片（3面分）が附（つけたり）指定となっている。伎楽は推古天皇20年（612年）に百済人の味摩之（みまし）が日本へ伝えたとされる仮面舞踏劇である。天平勝宝4年（752年）の東大寺大仏開眼会でも伎楽が演じられ、その時に使用した伎楽面が正倉院と東大寺とに残っている。正倉院に残る伎楽面は171面（木造135、乾漆造36）であり、東大寺所蔵の伎楽面30面と断片7面分も正倉院所蔵分と一連のものである。前述のように、30面のうちの1面と断片のうち4面分のみが乾漆造で他はすべて木造（キリ材）である。伎楽のストーリーについて正確なことはわかっていないが、狛近真の『教訓抄』という書物（天福元年・1233年）によると、恐ろしい顔をした「崑崙」（こんろん）が「呉女」という美女に懸想して卑猥なふるまいをするが、「力士」にこらしめられる、という滑稽なストーリーであったと推定される。『西大寺資財帳』によると、使用される面は治道、師子（しし）、師子児（ししこ、2面）、呉公、金剛、迦楼羅、崑崙、呉女、力士、波羅門、太孤父（たいこふ）、太孤児（たいこじ、2面）、酔胡王（すいこおう）、酔胡従（すいこじゅう、8面）の14種類、23面であった。これら14種類の面の名称（役柄）が、現存する伎楽面のどれに該当するのかについては、昭和戦前期から研究が積み重ねられてきたが、一部の面については名称に混乱が生じており、『奈良六大寺大観 東大寺二』の解説は、東大寺所蔵の30面がそれぞれいずれの面種に該当するかの特定を避けている。成瀬正和の分類によれば、30面の内訳は、治道1面、童子の面（師子児または太孤児）5面、呉公1面、金剛1面、迦楼羅1面、崑崙4面、力士2面、波羅門3面、太孤父4面、酔胡王1面、酔胡従7面（うち1面乾漆）となっている。30面の中には面裏に天平勝宝4年（752年）の年紀や面の作者名を墨書（または朱漆書）するものもあり、作者としては捨目師、基永師、延均師、相李魚成の4名の名が判明している。
木造伎楽面
重要文化財。鎌倉時代。前項の伎楽面（奈良時代作）とは別件で「木造伎楽面2面」として重要文化財に指定されている。「治道」と「師子児」（ししこ）の2面で、前者には建久7年（1196年）康慶作の朱漆銘があり、後者も鎌倉時代初期の作である。康慶は運慶の父にあたる鎌倉時代を代表する仏師である。鎌倉時代は舞楽が全盛で伎楽はほとんど絶えており、これらの面が鎌倉時代初期に制作された背景事情は明らかではない。
木造舞楽面
重要文化財。平安時代および鎌倉時代。「木造舞楽面」として9面が重要文化財に指定されている。内訳は皇仁庭（おうにんてい）4面、貴徳1面、散手1面、陵王1面、納曽利（なそり）2面である。皇仁庭（4面）には長久3年（1042年）の墨書銘（転写銘）があり、制作年の明らかな舞楽面としては最古である。なお、長久3年（1042年）銘の舞楽面は他に手向山八幡宮に7面、個人蔵に2面あり、計13面が現存する。貴徳は平安時代末から鎌倉時代の作。散手は承元元年（1207年）、仏師院賢作の朱漆銘がある。陵王は正元元年（1259年）作の朱漆銘（転写銘）がある。納曽利（2面）は鎌倉時代の作。東大寺に現存する舞楽面は以上の9面のみであるが、明治の神仏分離で東大寺から分離した手向山八幡宮が所蔵する舞楽面21面も東大寺旧蔵で、もとは一具として伝来したものである。東大寺旧蔵の舞楽面は他に伊勢神宮に4面（退宿徳2面、納曽利、陵王）、個人蔵に2面（崑崙八仙、地久）あり、東大寺所蔵の9面を含めて全部で36面が現存している。
木造行道面
重要文化財。平安時代。「木造行道面」として2面が重要文化財に指定されている。
行道面（ぎょうどうめん）は、練供養、来迎会（らいごうえ）、迎講などと称される法会の際に着用する仮面で、東大寺には蝿払面2面が伝来する。蝿払は行道の先頭を行く師子（獅子）に随侍する童子の面で、東大寺の2面は平安時代後期の作である。
木造菩薩面
重要文化財。平安時代および鎌倉時代。「木造菩薩面3面 附菩薩面残欠4片」として重要文化財に指定されている。迎講などの法会の際に用いられた仮面である。残欠4片のうちの2片に保元3年（1158年）の刻銘があり、完形の3面のうちの1面はこれと同時の作とみられる。手向山八幡宮にも同種の面が1面と残欠1片があり、残欠の方に保元3年の刻銘がある。東大寺蔵の完形3面のうち、残りの2面は鎌倉時代初期の作である。
木造獅子頭
重要文化財。鎌倉時代。縦22.0センチ。吽形（閉口）の獅子の頭部である。その形状から見て、人が被る仮面ではなく、彫像の獅子の頭部であるが、その用途は判然としない。表面は素地を現し、彩色の痕跡もないため、未完成である可能性もある。鎌倉時代の作とみられる。

## 国宝・重要文化財指定年月日
指定年月日は官報告示に基づく。文化庁編『国宝・重要文化財総合目録』（第一法規、1980）および『国宝・重要文化財大全 別巻』（所有者別総合目録・名称総索引・統計資料）、毎日新聞社、2000、も参照。 
| 像 名                                                                                      | 安置場所           | 重要文化財 （旧国宝） 指定日 | 国宝指定日 | 備考                                                             |
| ------------------------------------------------------------------------------------------ | ------------------ | ---------------------------- | ---------- | ---------------------------------------------------------------- |
| 銅造盧舎那仏坐像                                                                           | 金堂               | 1897.12.28                   | 1958.02.08 |                                                                  |
| 乾漆不空羂索観音立像 附 黒漆塗八角二重壇                                                   | 法華堂             | 1897.12.28                   | 1952.03.29 | 附の壇は2010年6月29日追加指定（同日付け文部科学省告示第104号）   |
| 乾漆梵天・帝釈天立像                                                                       | 法華堂             | 1901.08.02                   | 1952.03.29 |                                                                  |
| 乾漆金剛力士立像 2躯                                                                       | 法華堂             | 1901.03.27                   | 1952.03.29 |                                                                  |
| 乾漆四天王立像                                                                             | 法華堂             | 1897.12.28                   | 1952.03.29 |                                                                  |
| 塑造日光菩薩・月光菩薩立像                                                                 | （旧法華堂）       | 1897.12.28                   | 1952.03.29 |                                                                  |
| 塑造執金剛神立像 附 漆塗厨子                                                               | 法華堂             | 1899.08.01                   | 1951.06.09 | 附の厨子は2010年6月29日追加指定（同日付け文部科学省告示第104号） |
| 塑造四天王立像                                                                             | 戒壇堂             | 1897.12.28                   | 1952.03.29 |                                                                  |
| 銅造誕生釈迦仏立像・銅造灌仏盤                                                             |                    | 1902.04.17                   | 1952.11.22 |                                                                  |
| 木造金剛力士立像 2躯 附 像内納入品                                                         | 南大門             | 1901.03.27                   | 1952.03.29 | 像内納入品は1995年6月15日追加指定（同日付け文部省告示第93号）    |
| 木造俊乗上人坐像                                                                           | 俊乗堂             | 1901.03.27                   | 1951.06.09 |                                                                  |
| 木造僧形八幡神坐像 快慶作                                                                  | 勧進所八幡殿       | 1901.08.02                   | 1957.02.19 |                                                                  |
| 木造良弁僧正坐像                                                                           | 開山堂             | 1901.03.27                   | 1951.06.09 |                                                                  |
| 木造弥勒仏坐像                                                                             | （旧法華堂）       | 1901.03.27                   | 2015.09.04 |                                                                  |
| 木造如意輪観音・虚空蔵菩薩坐像 順慶・賢慶・了慶・尹慶等作                                  | 金堂               | 1977.06.11                   |            |                                                                  |
| 石造獅子一双                                                                               | 南大門             | 1897.12.28                   |            |                                                                  |
| 木造阿弥陀如来立像 快慶作                                                                  | 俊乗堂             | 1906.09.06                   |            |                                                                  |
| 木造愛染明王坐像                                                                           | 俊乗堂             | 1906.09.06                   |            |                                                                  |
| 木造地蔵菩薩坐像                                                                           | 念仏堂             | 1902.04.17                   |            |                                                                  |
| 塑造弁才天・吉祥天立像                                                                     | （旧法華堂）       | 1902.04.17                   |            |                                                                  |
| 木造不動明王二童子像                                                                       | （旧法華堂）       | 1906.09.06                   |            |                                                                  |
| 木造地蔵菩薩坐像                                                                           | （旧法華堂）       | 1906.09.06                   |            |                                                                  |
| 木造天蓋3面（所在法華堂）                                                                  | 法華堂             | 2011.06.27                   |            |                                                                  |
| 木造訶梨帝母坐像                                                                           | 二月堂参籠所食堂   | 1906.09.06                   |            |                                                                  |
| 木造千手観音立像                                                                           | （旧三昧堂）       | 1902.04.17                   |            |                                                                  |
| 木造阿弥陀如来坐像                                                                         | 三昧堂             | 1949.02.18                   |            |                                                                  |
| 木造公慶上人坐像                                                                           | 勧進所公慶堂       | 1906.09.06                   |            |                                                                  |
| 木造五劫思惟阿弥陀坐像                                                                     | 勧進所阿弥陀堂     | 1906.09.06                   |            |                                                                  |
| 銅造釈迦・多宝如来坐像                                                                     | （旧戒壇堂）       | 2013.06.19                   |            |                                                                  |
| 厨子入木造千手観音・四天王立像 附 旧厨子後板及び扉7面                                      | 戒壇院千手堂       | 2005.06.09                   |            |                                                                  |
| 木造鑑真和上坐像                                                                           | 戒壇院千手堂       | 1906.09.06                   |            |                                                                  |
| 木造愛染明王坐像                                                                           | 戒壇院千手堂       | 1906.09.06                   |            |                                                                  |
| 木造菩薩立像                                                                               | 中性院             | 1957.02.19                   |            |                                                                  |
| 木造地蔵菩薩立像                                                                           | 真言院地蔵堂       | 1949.02.18                   |            |                                                                  |
| 木造四天王立像（新禅院伝来） 附 像内納入品                                                 | 真言院地蔵堂       | 1994.06.28                   |            |                                                                  |
| 厨子入木造地蔵菩薩立像                                                                     | 知足院             | 1949.02.18                   |            | 厨子は2015年9月4日追加指定（同日付け文部科学省告示第143号）      |
| 木造釈迦如来坐像 善円作 附 像内納入品                                                      | （旧指図堂）       | 1957.02.19                   |            |                                                                  |
| 木造阿弥陀如来坐像                                                                         | （旧勧進所）       | 1906.09.06                   |            |                                                                  |
| 木造聖観音立像                                                                             |                    | 1949.02.18                   |            |                                                                  |
| 木造十一面観音立像                                                                         | 三昧堂             | 1949.02.18                   |            |                                                                  |
| 木造地蔵菩薩立像 快慶作                                                                    | （旧公慶堂）       | 1906.09.06                   |            |                                                                  |
| 木造持国天立像 附 像内納入品                                                               |                    | 1912.09.03                   |            | 附の納入品は2005年6月9日追加指定（同日付け文部科学省告示第88号） |
| 木造多聞天立像                                                                             |                    | 1902.04.17                   |            |                                                                  |
| 木造十二神将立像                                                                           |                    | 1940.10.14                   |            |                                                                  |
| 銅造舟形光背（二月堂本尊光背）                                                             | 奈良国立博物館寄託 | 1901.08.02                   |            |                                                                  |
| 木造青面金剛立像                                                                           |                    | 1929.04.06                   |            |                                                                  |
| 木造閻魔王坐像・木造泰山府君坐像                                                           |                    | 2007.06.08                   |            |                                                                  |
| 銅造如意輪観音半跏像（菩薩半跏像）                                                         |                    | 1924.08.16                   |            |                                                                  |
| 木造伎楽面29面・乾漆伎楽面1面 （附木造伎楽面残欠5片（4面分）、乾漆伎楽面残欠7片（3面分）） |                    | 1902.04.17他                 |            |                                                                  |
| 木造舞楽面9面（皇仁庭4、散手、貴徳、陵王、納曽利2）                                        |                    | 1902.04.17他                 |            |                                                                  |
| 木造伎楽面2面                                                                              |                    | 1902.04.17他                 |            |                                                                  |
| 木造行道面（蝿払）2面                                                                      |                    | 1974.06.08                   |            |                                                                  |
| 木造菩薩面3面（附 残欠4片）                                                                |                    | 1974.06.08                   |            |                                                                  |
| 木造獅子頭                                                                                 |                    | 1902.04.17                   |            |                                                                  |

仮面類の指定経緯
東大寺所蔵の伎楽面は、1902年4月17日に19面が、1924年8月16日に2面がそれぞれ旧国宝（文化財保護法における重要文化財に相当）に指定された。1974年6月8日付けで、これら2件21面の伎楽面に、従来未指定だった伎楽面11面と伎楽面残欠12片（7面分）を追加指定したうえで、以下の(a)(b)の2件の重要文化財に再編された。
- (a)木造伎楽面29面・乾漆伎楽面1面（附木造伎楽面残欠5片（4面分）、乾漆伎楽面残欠7片（3面分）〔奈良時代作〕
- (b)木造伎楽面2面〔鎌倉時代作〕

いずれの伎楽面が1902年及び1924年の指定品に該当するかは、下記の文献から確認できる。
- 帝室博物館編『日本古楽面目録』 (帝室博物館、1935)（参照：国立国会図書館デジタルコレクション ） - 東大寺所蔵の伎楽面全点の写真が掲載されており、旧国宝指定物件には「國寶」の注記がある。
- 文部省編『日本国宝全集』第48輯（日本国宝全集刊行会、1939）（参照：国立国会図書館デジタルコレクション、17コマ目 ） - 1924年指定の伎楽面2面の写真と解説がある。

東大寺所蔵の舞楽面は、1902年と1924年に以下のように旧国宝（文化財保護法における重要文化財に相当）に指定された。
- 木造舞楽面（貴徳、散手、陵王）3面（1902年4月17日指定）
- 木造舞楽面（納曽利1、皇仁庭4）5面（1924年8月16日指定）

1974年6月8日付けで上記2件（計8面）の重要文化財を1件に統合するとともに、未指定の舞楽面1面（納曽利）が追加指定され、指定点数は計9面となった。

## 用語説明
材質・技法
- 金銅仏（こんどうぶつ） - 「金銅」とは銅に金鍍金（金メッキ）を施したもの。金と銅の合金ではない。東大寺の仏像では大仏のほか、誕生釈迦仏立像、弥勒菩薩半跏像などがこれにあたる。
- 木屎漆（こくそうるし） - 麦漆（漆液に小麦粉を混ぜたもの）に木粉を混ぜたペースト状のもので、乾燥すると硬化する。仏像の目鼻立ち、髪、装身具などの成形に用いる。
- 脱活乾漆（だっかつかんしつ） - 麻布を漆で張り合わせて張子状の像を作る技法。まず粘土で像の概形を作り、この上に麻布を漆で何層か張り、細部は木屎漆を盛り上げて成形する。その後、原型の粘土を掻き出し、像内には形崩れを防ぐため、木の骨組みを組む。奈良時代に多く制作されたが、制作方法が複雑であり、高価な漆を大量に用いるため、平安時代以降の作例はまれである。東大寺では、法華堂の不空羂索観音像などがこの技法による。
- 木心乾漆（もくしんかんしつ） - 木彫で像の概形を作り、その上に木屎漆を盛り上げて成形したもの。木彫に部分的に木心乾漆を併用した作品もある。
- 塑造（そぞう） - 粘土で像を作る技法を塑造、この技法で作られた像を塑像という。焼きものではなく、自然乾燥である。木や銅線などで像の概形を作り、これに苆（すさ、植物繊維）などを混ぜた粘土を、荒土、中土、仕上土の順にかぶせていく。東大寺では戒壇院の四天王像、法華堂の執金剛神像、もと法華堂安置の日光・月光菩薩像などがこれにあたる。
- 内刳（うちぐり） - 木彫の像の内部にノミを入れて空洞を作ること。干割れ防止、重量軽減のために行われ、胎内仏などの像内納入品を納めるためにも使われる。内刳は通常、背中や像底（坐像の場合）などの目立たない箇所から行う。背中から内刳を行う場合を「背刳」といい、その際に当てる蓋板を「背板」という。
- 一木造（いちぼくづくり） - 像の頭部・体部を通じた中心部分を一つの木材から彫り出す技法。両手先、両脚先、坐像の場合の膝の部分などには別材を矧ぎ付ける場合が多いが、この場合も像の主要部が一材からできている場合は一木造という。
- 寄木造（よせぎづくり） - 像の中心部分が前後2材、左右2材、前後左右4材など、複数の材で形成されているものを指す。平安時代後期に発達した技法で、分業制作が容易になる、巨像の制作ができるなどのメリットがある。
- 割矧（わりはぎ） - 寄木造と異なり、材木にノミを入れて前後、左右などに一旦割り放し、内刳をしてから再び接合するもの。首の周囲にノミを入れて頭部を割り放すものを「割首」という（面相などの細部の仕上げを容易にするために行われる）。
- 玉眼（ぎょくがん） - 像の眼の部分に内側から水晶を当てる技法。この技法を用いない場合を「彫眼」（ちょうがん）という。
- 漆箔（しっぱく、うるしはく） - 像表面に漆で金箔を張るもの。
- 金泥（きんでい）金粉を膠（にかわ）で溶いたもの。
- 粉溜（ふんだみ） - 金箔の上に金粉を蒔く技法。
- 截金（きりかね） - 金箔を細く裁断した金線を張り付けて、着衣の文様などを表す技法。
- 錆漆（さびうるし） - 漆に水で溶いた砥の粉（とのこ）を混ぜたもの。彩色や漆箔の下地に用いる。
- 白土下地（はくどしたじ） - 白土（火山岩の風化したもの）を彩色の下地に用いたもの。
- 繧繝彩色（うんげんさいしき） - 同系統の色を、濃い色から順に薄い色へ「ぼかし」を入れずに帯状に塗っていく彩色方法。
- 翻波式衣文（ほんぱしきえもん） - 仏像の衣文の様式の一種で、断面が丸みをおびた大波と、角の立った小波を交互に刻むもの。平安初期彫刻に典型的にみられる。

服制
- 袈裟（けさ） - 「袈裟」はサンスクリットの「カシャーヤ」の音訳語で、「原色でない、濁った色」という意味であり、ぼろ布を縫い合わせた粗末な衣服を指した。日本では一般に、左肩から右わきへ掛ける長方形の布を「袈裟」と呼び、その下に着る「法衣」と区別している。日本では、仏像の解説文において「法衣」と「袈裟」を上記のように区別することが多いので、本項でもこれに従う。
- 法衣（ほうえ） - 僧の着衣を指す。前項参照。
- 裳（も） - 菩薩像などが下半身にまとう巻きスカート状のもの。裙（くん）ともいう。
- 条帛（じょうはく） - 菩薩像などが肩（通常は左肩）から斜めに掛けているタスキ状の布。
- 天衣（てんね） - 菩薩、天人などが両肩から垂らしている細長い布。像の正面で交差したり、両腕から体の外側に垂下するなど、像によってさまざまなデザインがある。

部分名称
- 瓔珞（ようらく） - 菩薩像などが身に付ける装飾で、貴金属、宝石などを糸に通してつなげたもの。
- 天冠台（てんかんだい） - 菩薩像などの頭上のティアラ状の装飾。
- 蓮肉（れんにく） - 漢方薬の「蓮肉」とは意味が異なり、蓮華座（ハスの花をかたどった仏像の台座）のうち、蓮弁（花びら）で囲まれた半球形の部分を指す。
- 螺髪（らほつ） - 如来像の頭髪の形式。巻貝のような形状のものを多数植え込むことによって、巻き毛を表したもの。
- 肉髻（にっけい） - 如来像の頭頂の椀状の盛り上がりを指す。
- 戟（げき） - 四天王像などが持つ、長柄の武器。
- 羂索（けんさく） - 不動明王像などが持つ綱。本義は古代インドで用いられた、投げ縄のような狩猟具で、「衆生をあまねく救い取る」などの含意がある。
- 化仏（けぶつ） - 仏像の光背や頭上などに表された小型の仏像を指す。「化仏」の本義は、仏が相手に応じて姿を変えて出現したもの。

その他
- 施無畏与願印（せむい・よがんいん） - 如来像の印相（両手の構え）のうち代表的なもの。右手は指を伸ばし、掌を正面に向けて立て、胸の辺に構える（施無畏印）。左手は、立像の場合、腕を体側に下げ、掌を正面に向ける。坐像の場合は、掌を正面ないし上方に向けて膝のあたりに構える。
- 定印（じょういん） - 如来像の印相（両手の構え）の一種で、坐して腹前で両手を組み、両親指の先を合わせる。阿弥陀如来の場合は、親指と他のいずれかの指とで輪をつくる（弥陀の定印）。大日如来、釈迦如来の場合は輪をつくらない（法界定印）。